# Xylophanes
Xylophanes is een geslacht van vlinders uit de onderfamilie Macroglossinae en de familie van de pijlstaarten (Sphingidae).

## Soorten
- X. acrus Rothschild & Jordan, 1910
- X. adalia (Druce, 1881)
- X. agilis Closs, 1916
- X. aglaor (Boisduval, 1875)
- X. alegrensis Closs, 1915
- X. amadis (Stoll, 1782)
- X. anubus (Cramer, 1777)
- X. aristor (Boisduval, 1870)
- X. belti (Druce, 1878)
- X. brevis Clark, 1922
- X. caissa Gehlen., 1931
- X. cantel Schaus, 1941
- X. ceratomioides (Grote & Robinson, 1867)
- X. clarki Ramsden, 1921
- X. colinae Haxaire, 1994
- X. colombiana Clark, 1935
- X. columbiana Clark, 1935
- X. cosmius Rothschild & Jordan, 1906
- X. crotonis (Walker, 1856)
- X. cyrene (Druce, 1881)
- X. chiron (Drury, 1770)
- X. damocrita (Druce, 1894)
- X. depuiseti (Boisduval, 1875)
- X. docilis (Butler, 1875)
- X. dolius (Rothschild & Jordan, 1906)
- X. elara (Druce, 1878)
- X. epaphus (Boisduval, 1875)
- X. eumedon (Boisduval, 1875)
- X. falco (Walker, 1856)
- X. fernandezi Chacin, Clavijo & De Marmels, 1996
- X. ferotinus Gehlen, 1930
- X. fosteri Rothschild & Jordan, 1906
- X. fusimacula (R. Felder, 1874)
- X. germen (Schaus, 1890)
- X. godmani (Druce, 1882)
- X. guianensis (Rothschild, 1894)
- X. gundlachii Herrich-Schaffer, 1863
- X. hannemanni Closs, 1917
- X. haxairei Cadiou, 1985
- X. heinrichi Closs, 1917
- X. hojeda Gehlen., 1928
- X. hydrata Rothschild & Jordan, 1903
- X. indistincta Closs, 1915
- X. irrorata (Grote, 1865)
- X. isaon (Boisduval, 1875)
- X. jamaicensis Clark, 1935
- X. jordani Clark, 1916
- X. josephinae Clark, 1920
- X. juanita Rothschild & Jordan, 1903

- X. kaempferi Clark, 1931
- X. katharinae Clark, 1931
- X. kiefferi Cadiou, 1995
- X. libya (Druce, 1878)
- X. lichyi Kitching & Cadiou, 2000
- X. linearis Clark, 1935
- X. loelia (Druce, 1878)
- X. macasensis Clark, 1922
- X. maculator (Boisduval, 1875)
- X. marginalis Clark, 1917
- X. media Rothschild & Jordan, 1903
- X. meridanus Rothschild & Jordan, 1910
- X. mirabilis Clark, 1916
- X. mossi Clark, 1917
- X. mulleri Clark, 1920
- X. nabuchodonosor Oberthur, 1904
- X. neoptolemus (Cramer, 1780)
- X. norfolki Kernbach, 1962
- X. obscurus Rothschild & Jordan, 1910
- X. ockendeni Rothschild, 1904
- X. pistacina (Boisduval, 1875)
- X. ploetzi (Moschler, 1876)
- X. pluto (Fabricius, 1777)
- X. porcus (Hübner, 1823)
- X. pyrrhus Rothschild & Jordan, 1906
- X. resta Rothschild & Jordan, 1903
- X. rhabdotus Oberthür, 1911
- X. rhodina Rothschild & Jordan, 1903
- X. rhodocera (Walker, 1856)
- X. rhodochlora Rothschild & Jordan, 1903
- X. rhodotus Rothschild, 1904
- X. robinsonii (Grote, 1865)
- X. rothschildi (Dognin, 1895)
- X. rufescens (Rothschild, 1894)
- X. sarae Haxaire, 1989
- X. schausi (Rothschild, 1894)
- X. schreiteri Clark, 1923
- X. schwartzi Haxaire, 1992
- X. sericus Gehlen, 1940
- X. staudingeri (Rothschild, 1894)
- X. suana (Druce, 1889)
- X. tersa (Linnaeus, 1771)
- X. thyelia (Linnaeus, 1758)
- X. titana (Druce, 1878)
- X. turbata (Edwards, 1887)
- X. tyndarus (Boisduval, 1875)
- X. undata Rothschild & Jordan, 1903
- X. xylobotes (Burmeister, 1878)
- X. zikani Clark, 1922
- X. zurcheri (Druce, 1894)

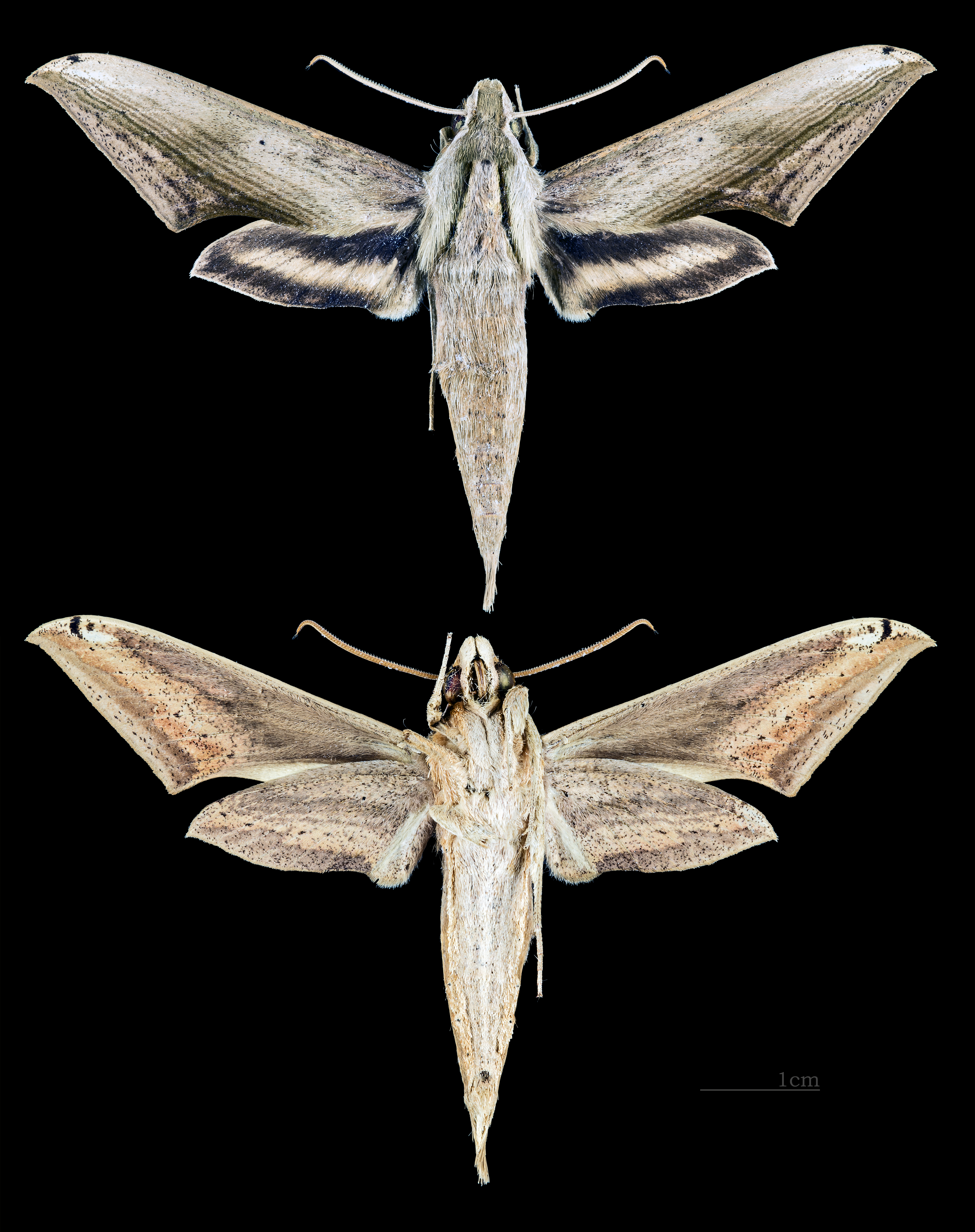
Xylophanes aglaor
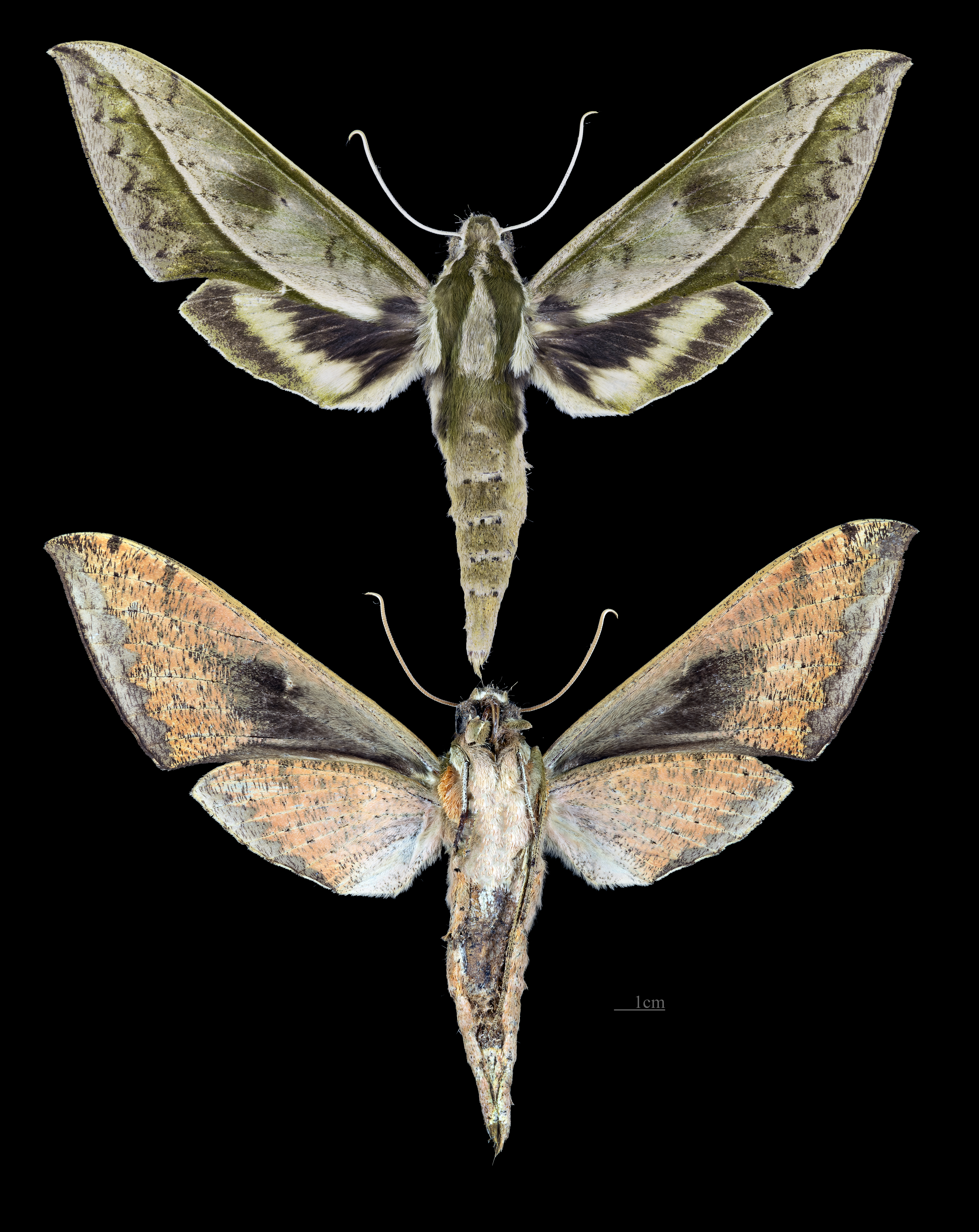
Xylophanes amadis
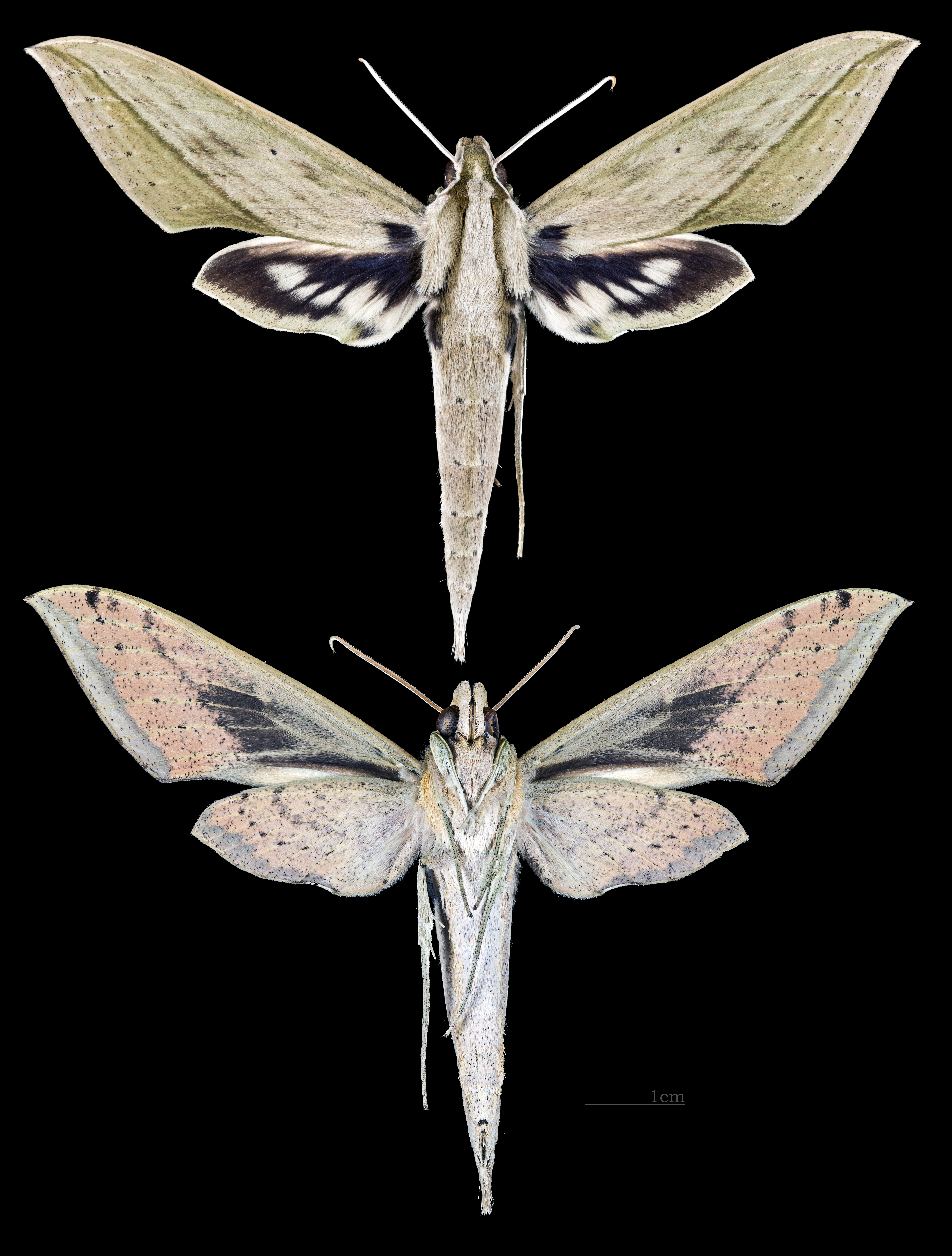
Xylophanes anubus
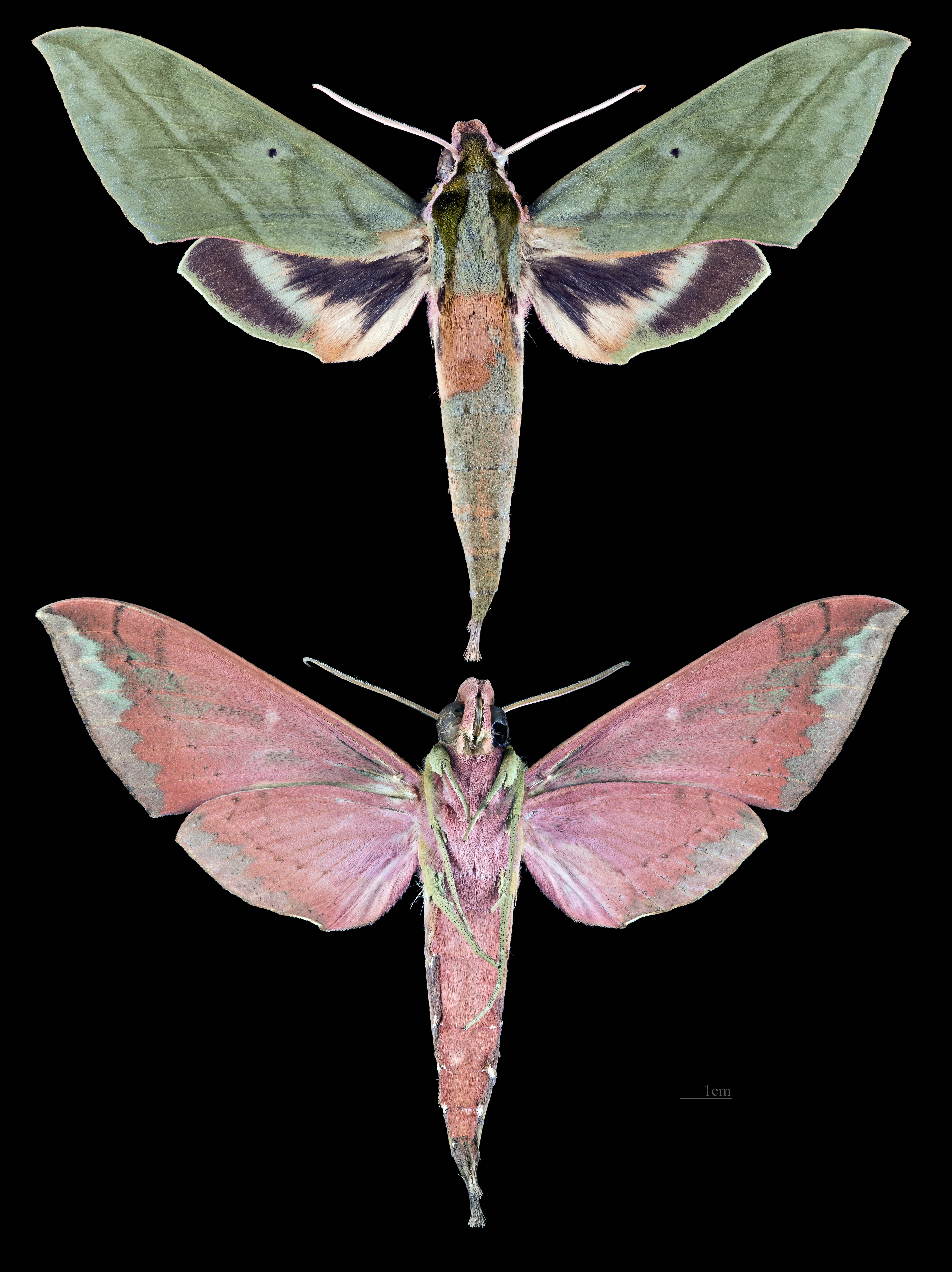
Xylophanes belti
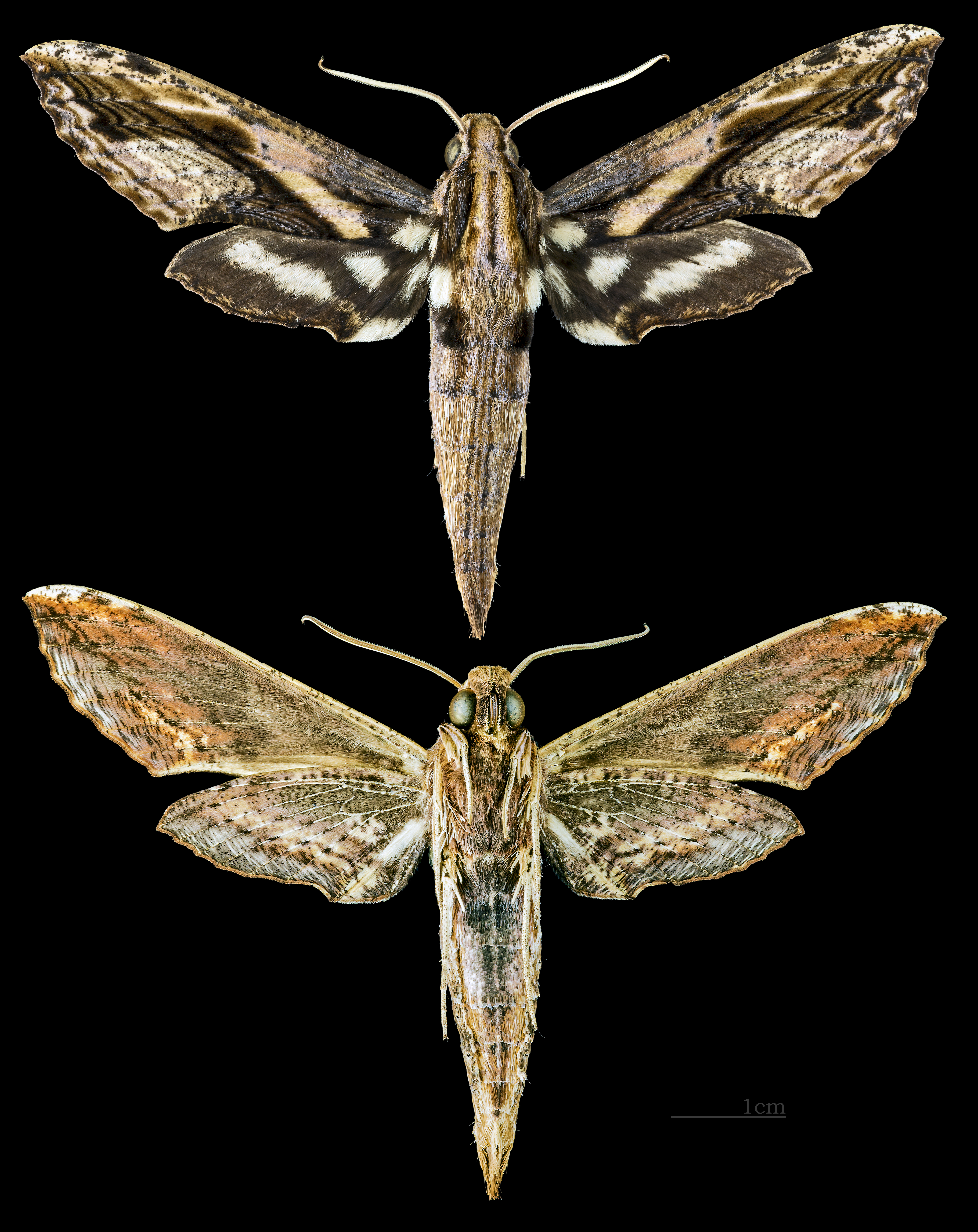
Xylophanes ceratomioides
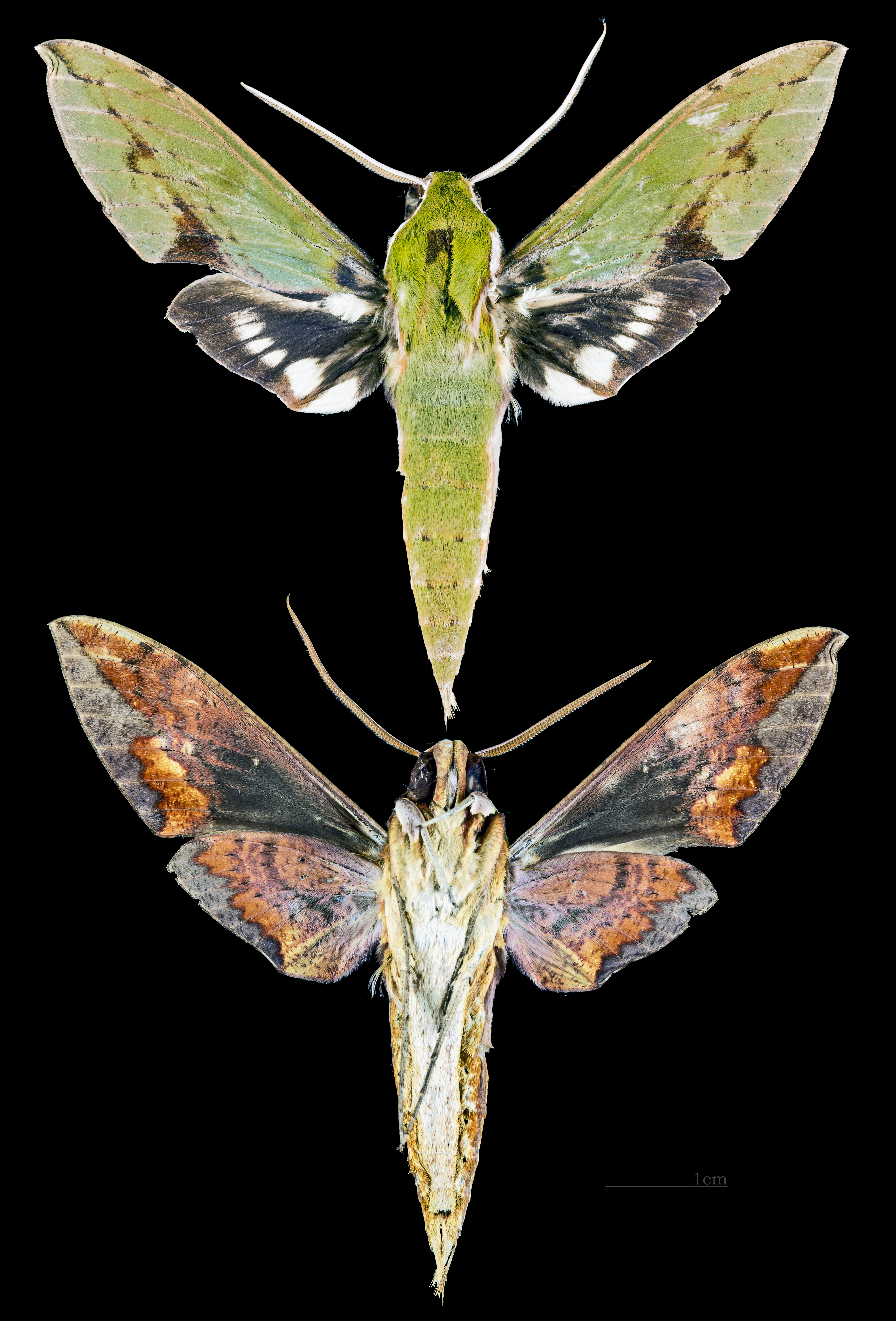
Xylophanes chiron
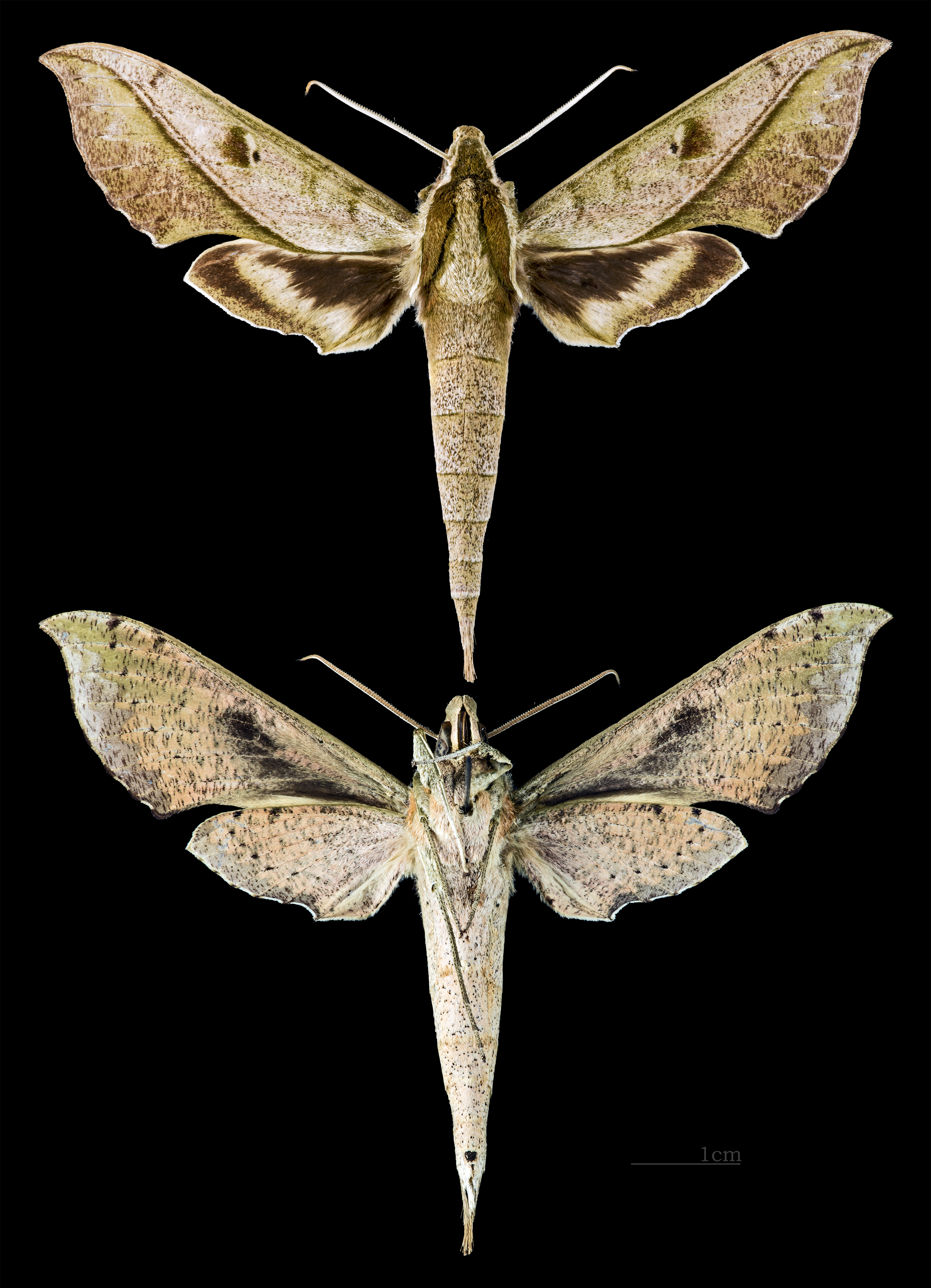
Xylophanes cosmius
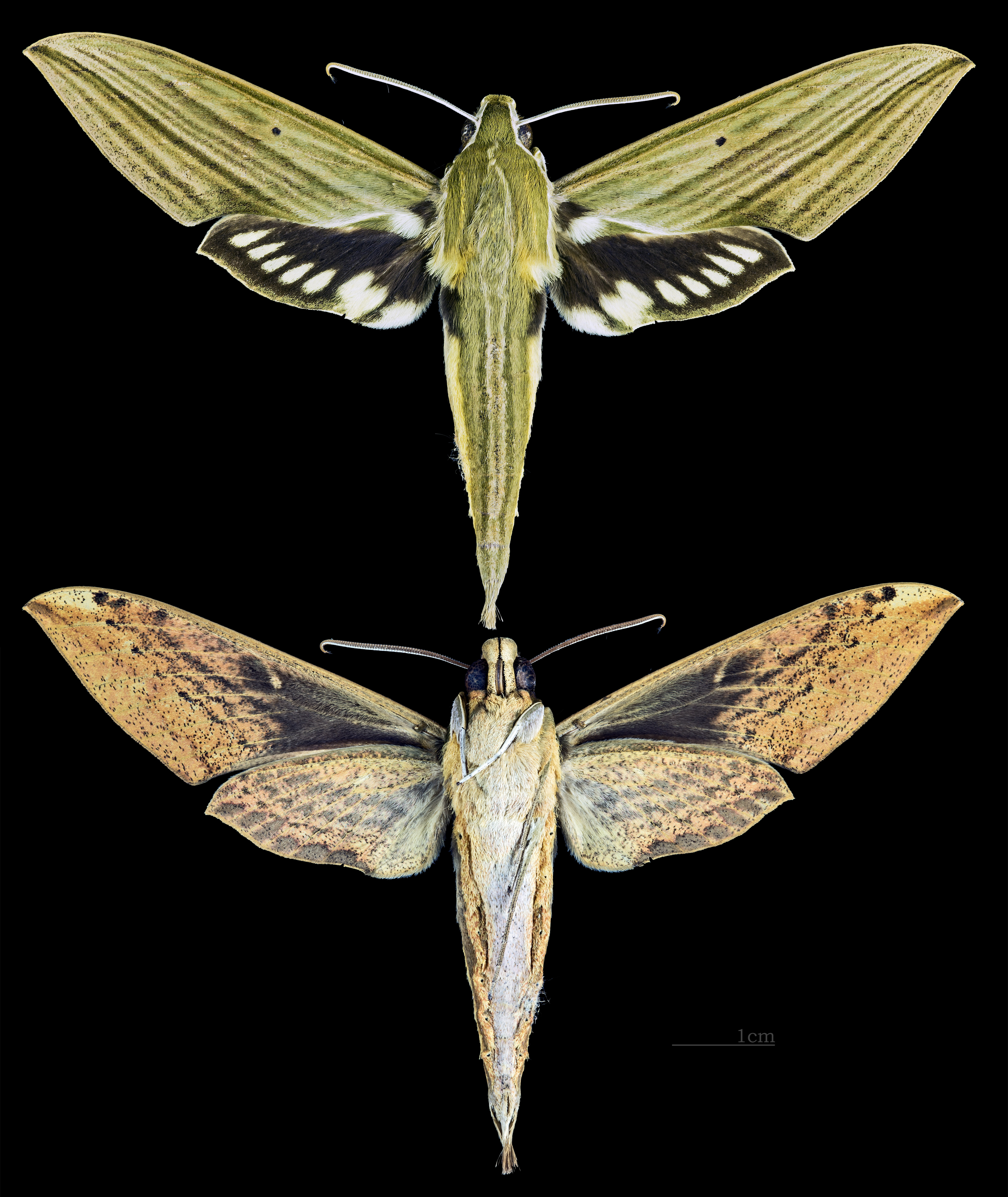
Xylophanes crotonis
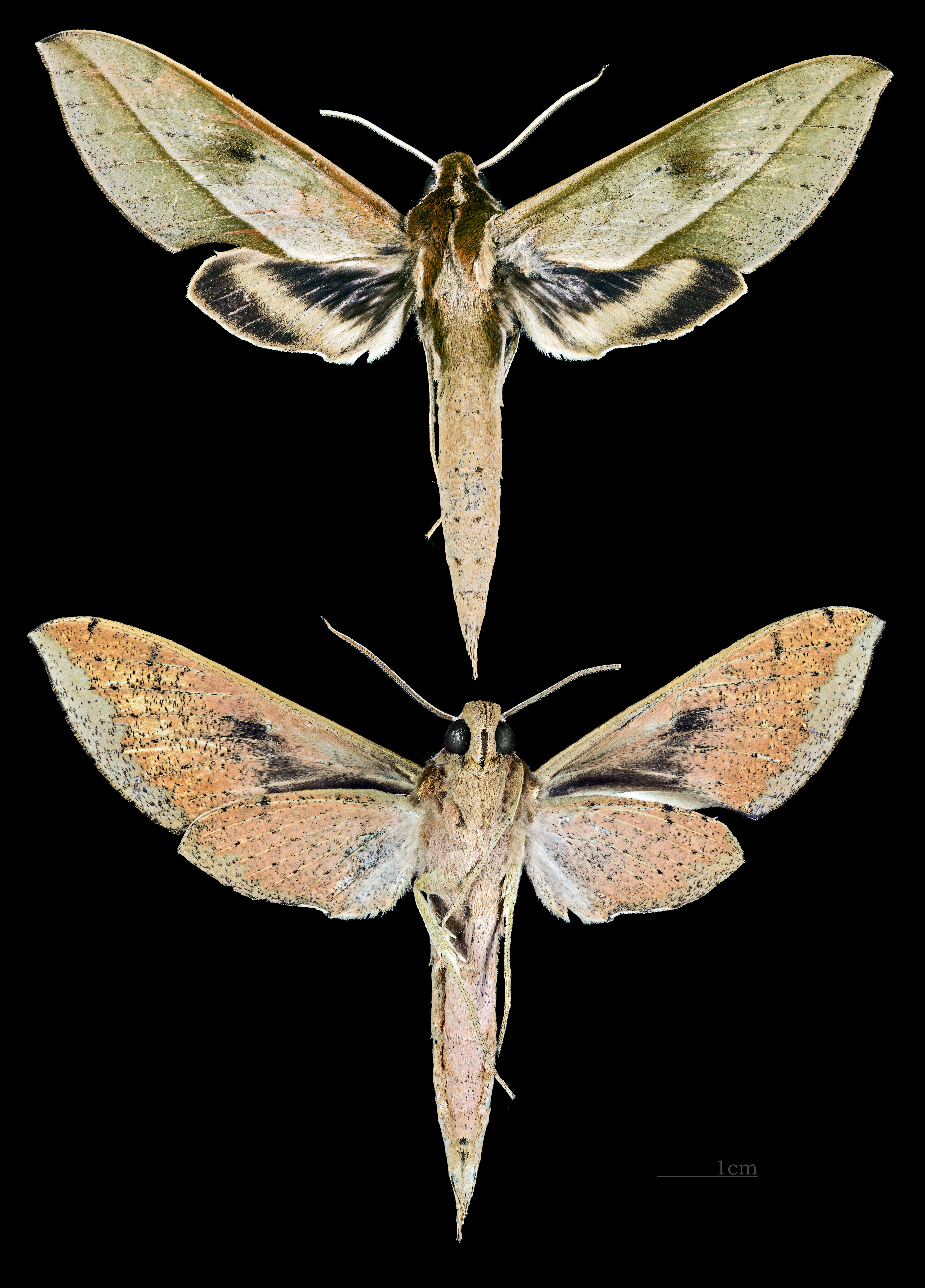
Xylophanes cyrene
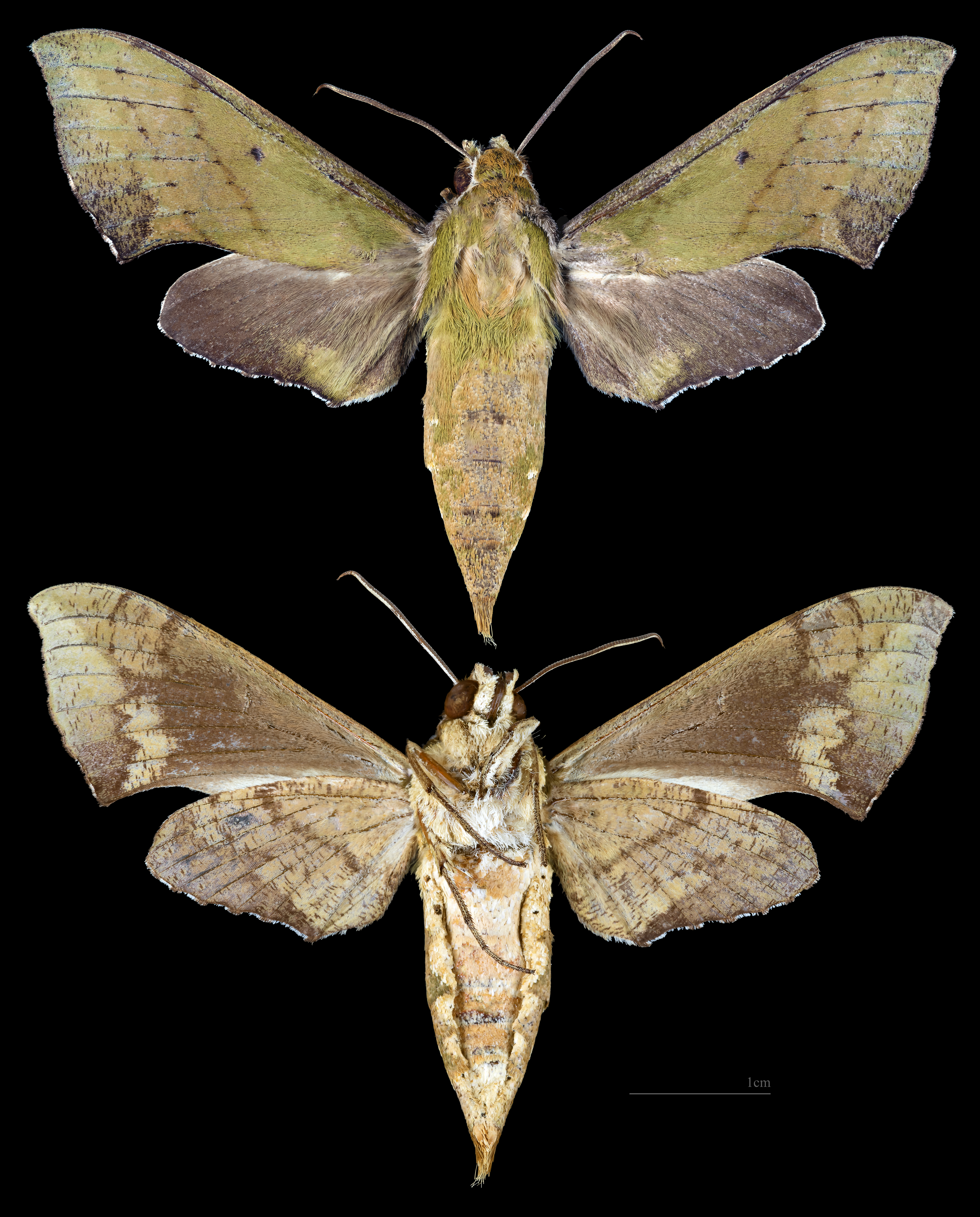
Xylophanes depuiseti
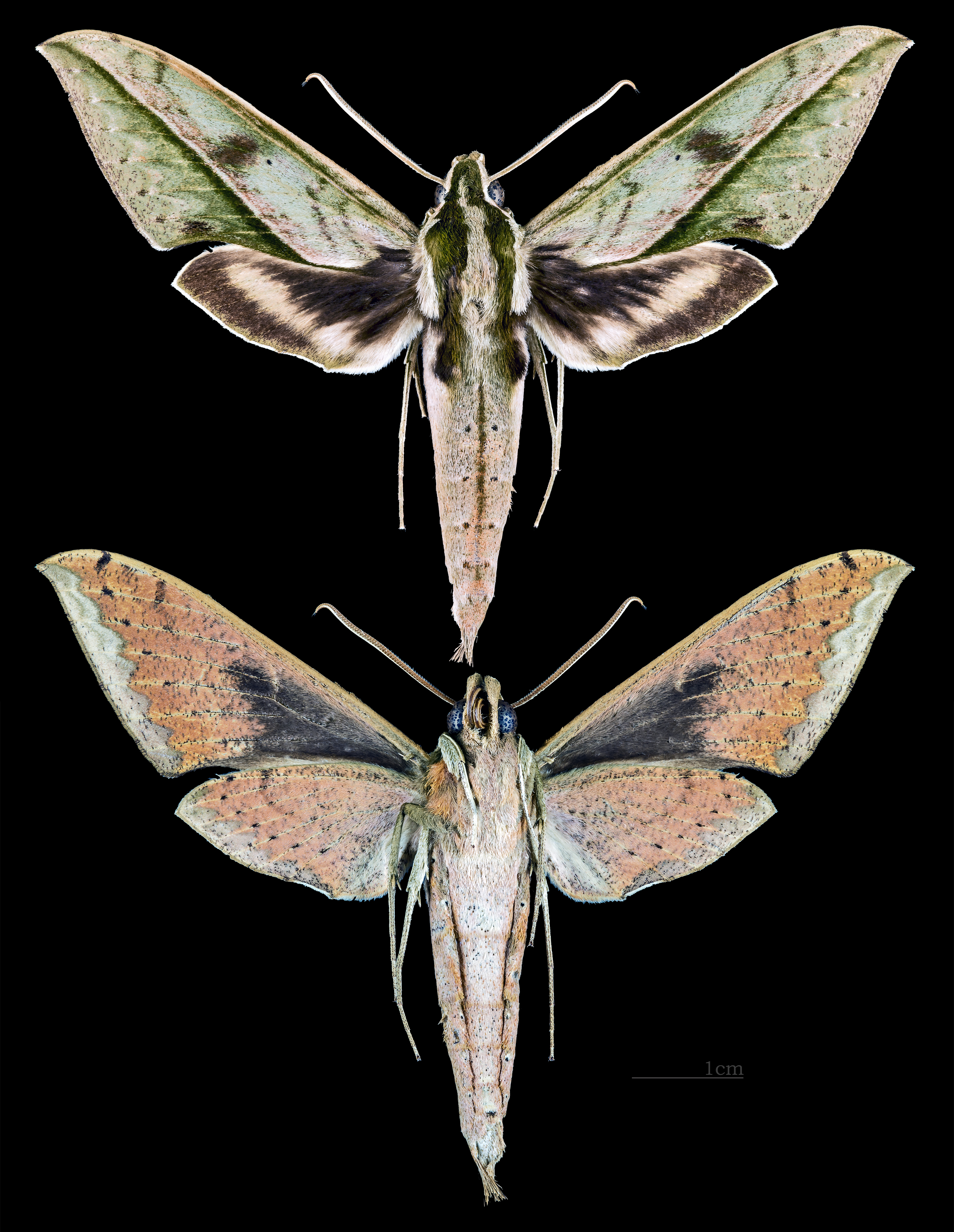
Xylophanes docilis
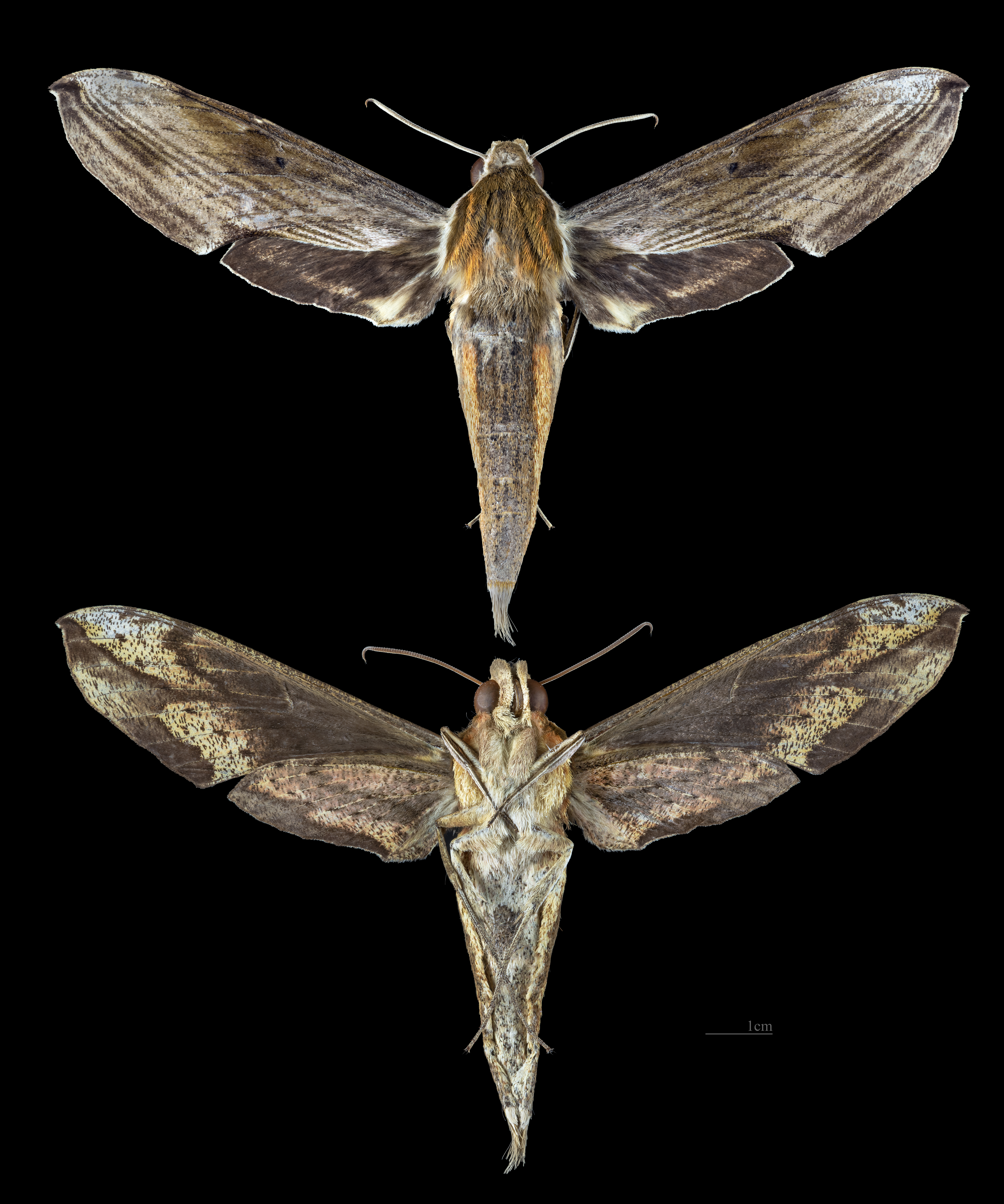
Xylophanes dolius
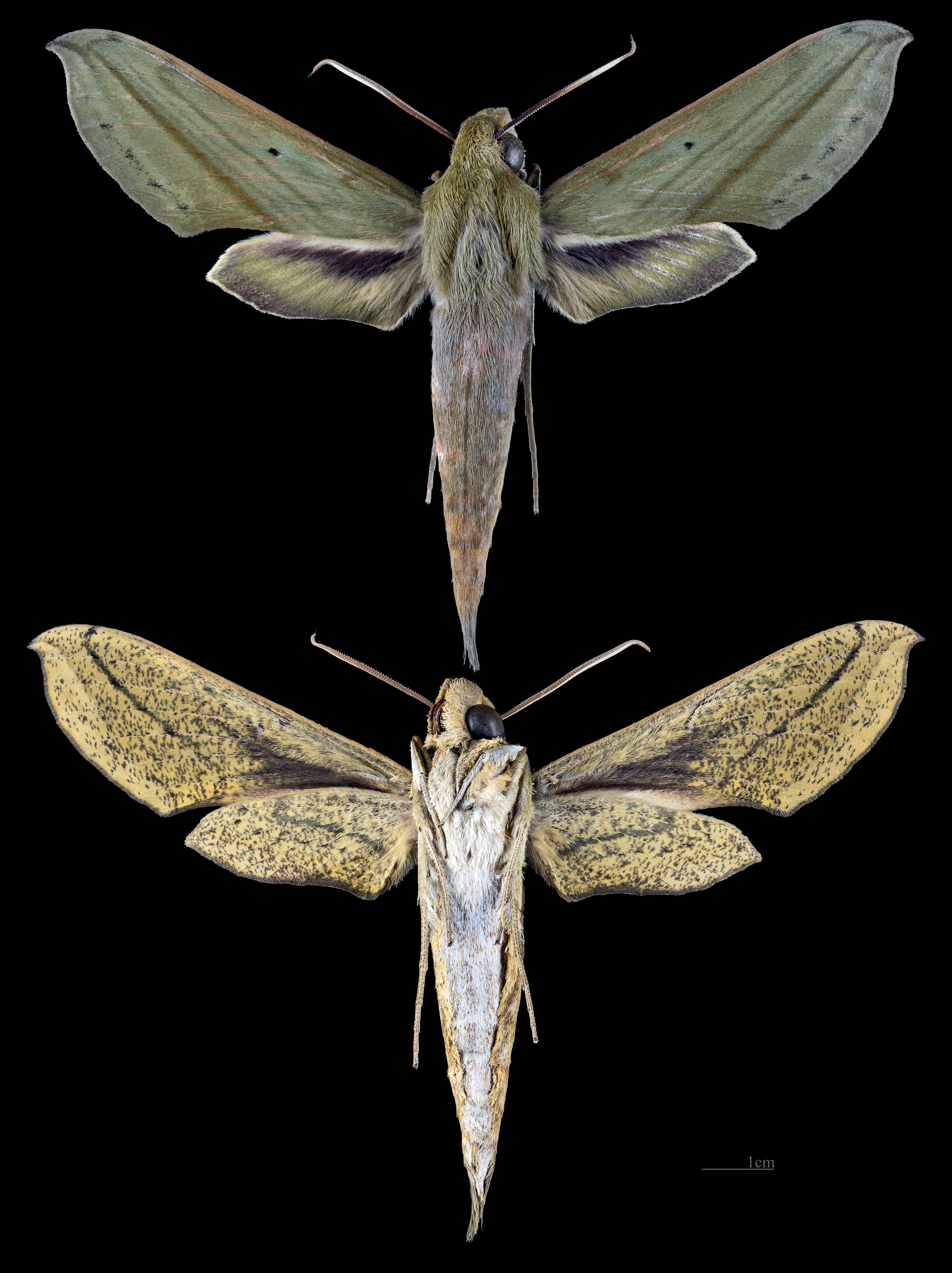
Xylophanes elara
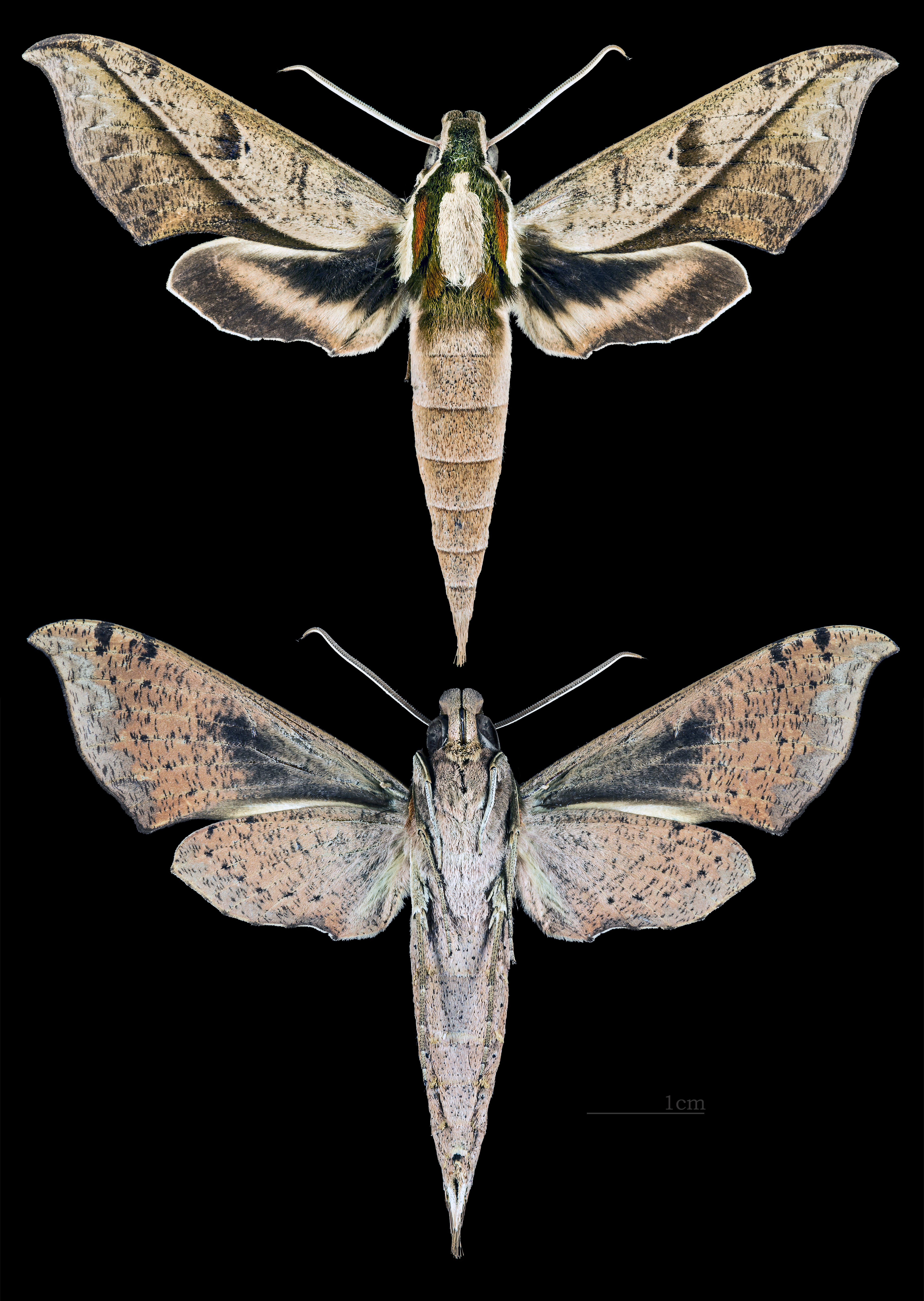
Xylophanes epaphus
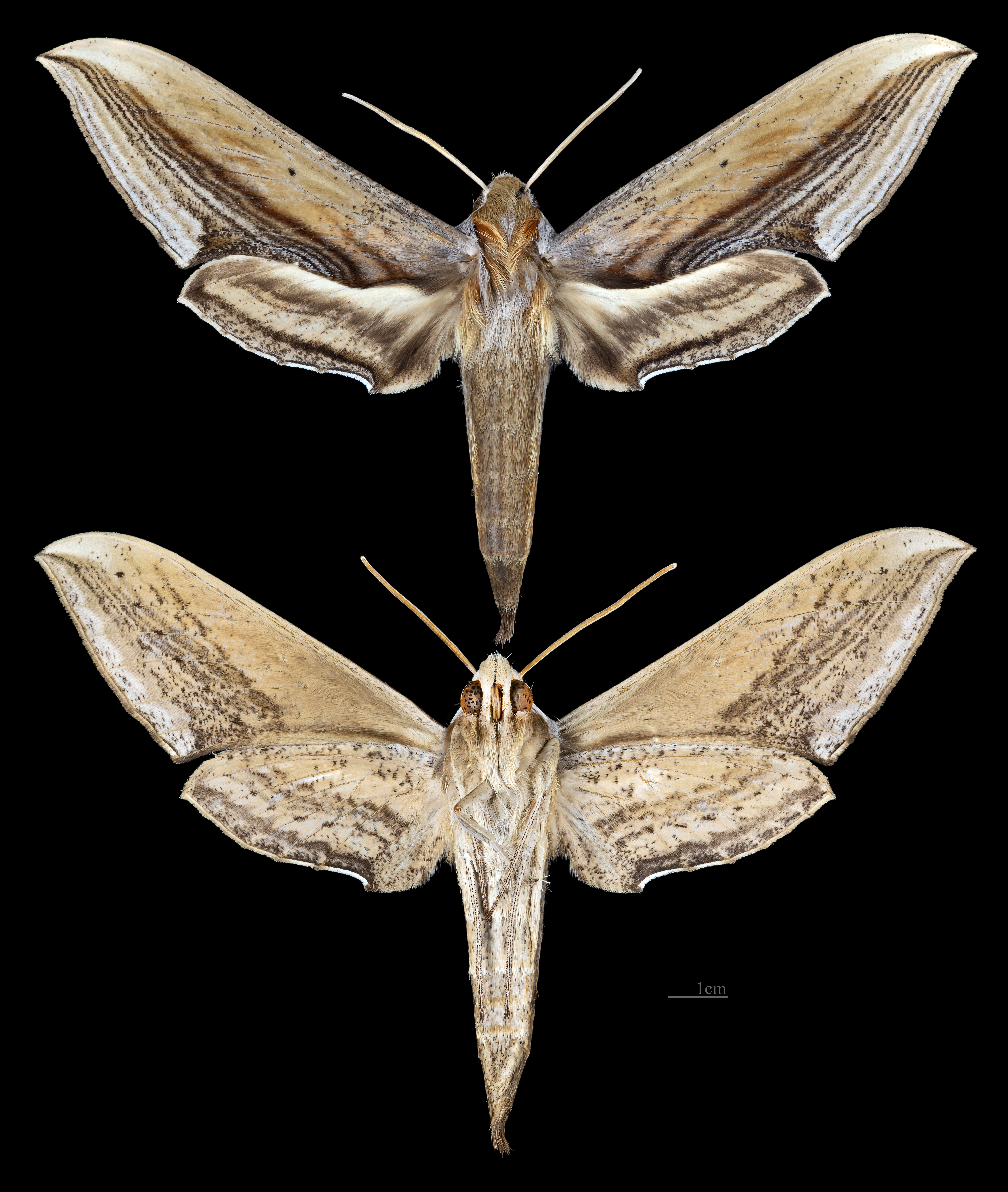
Xylophanes falco
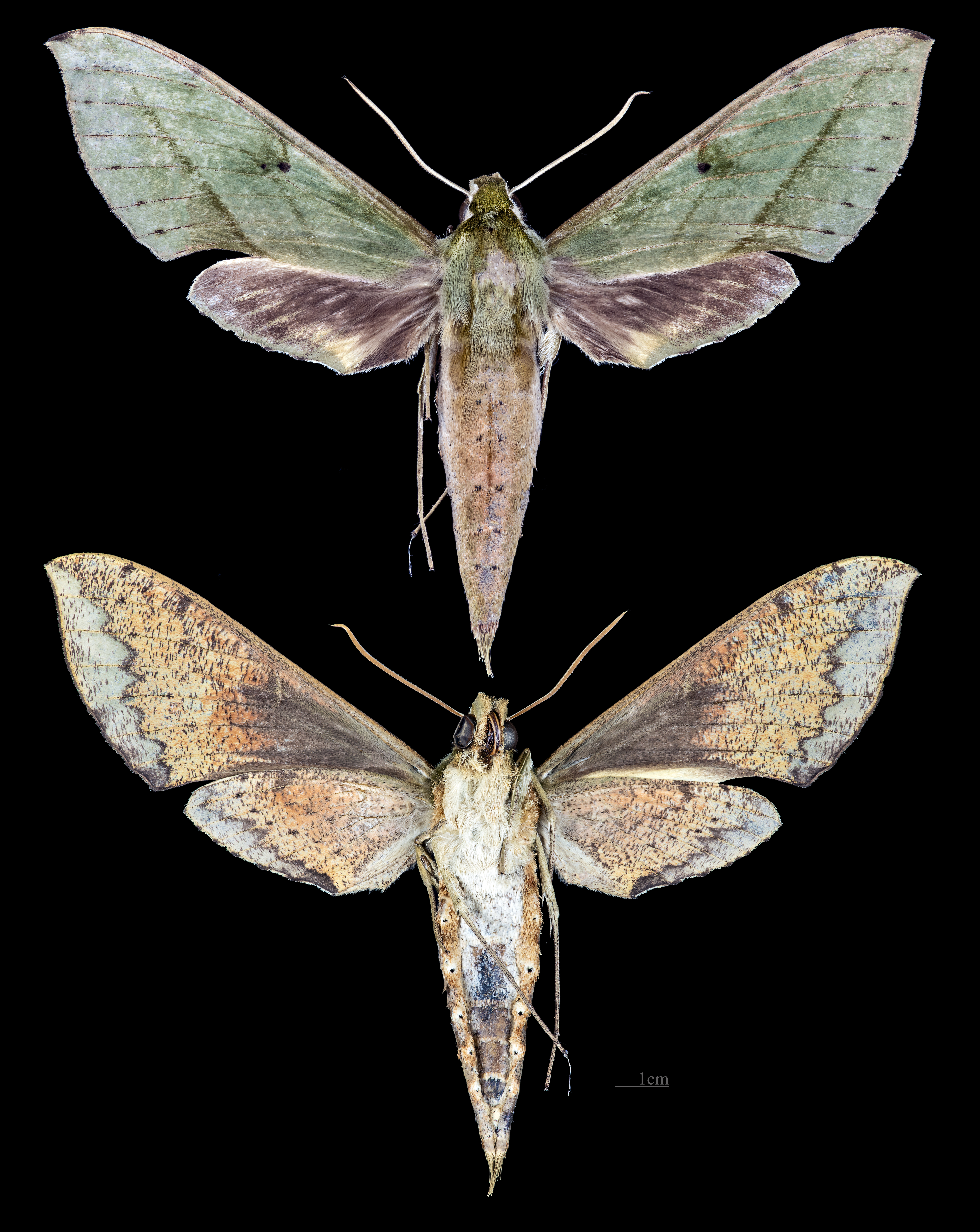
Xylophanes fassli
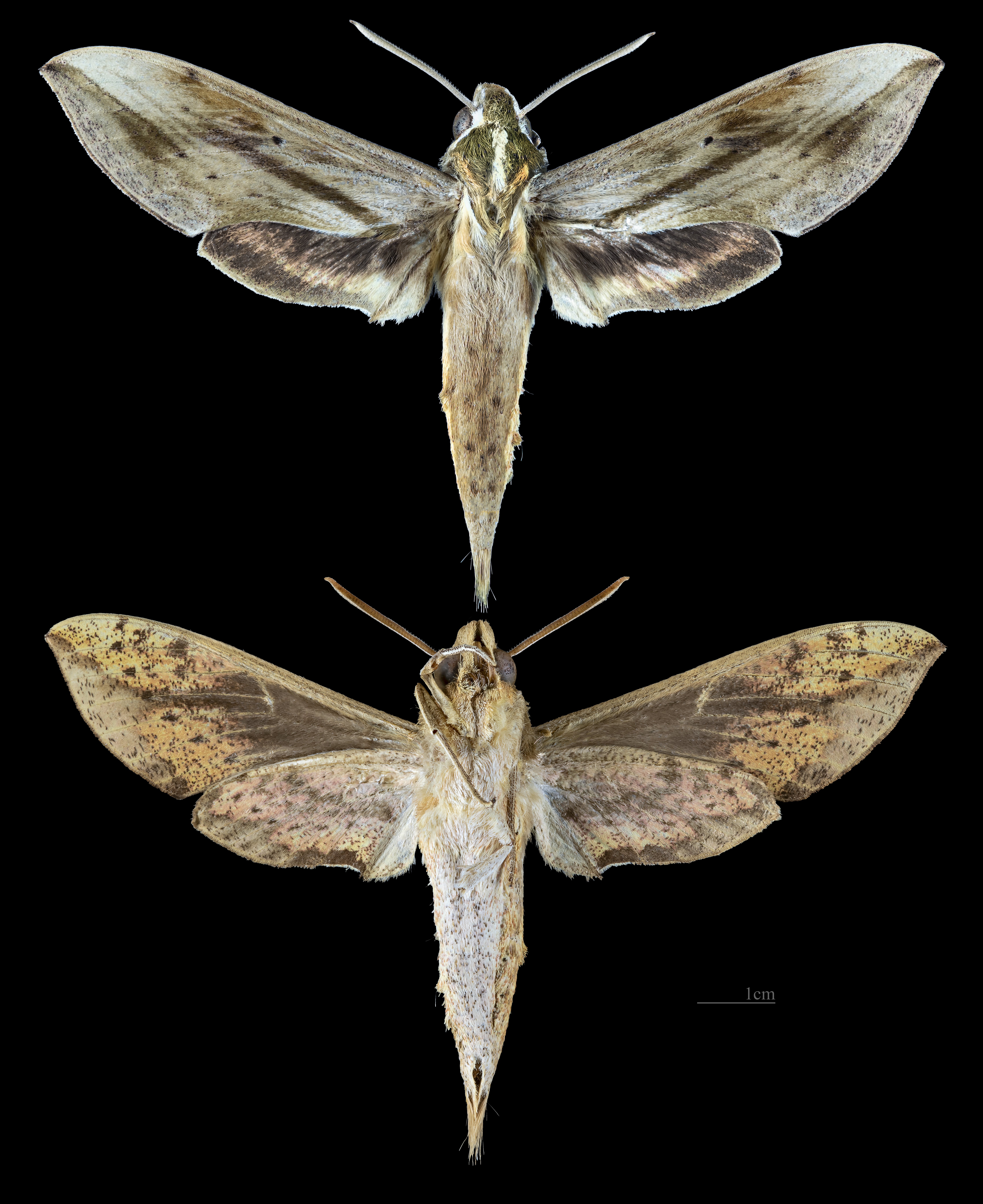
Xylophanes fosteri
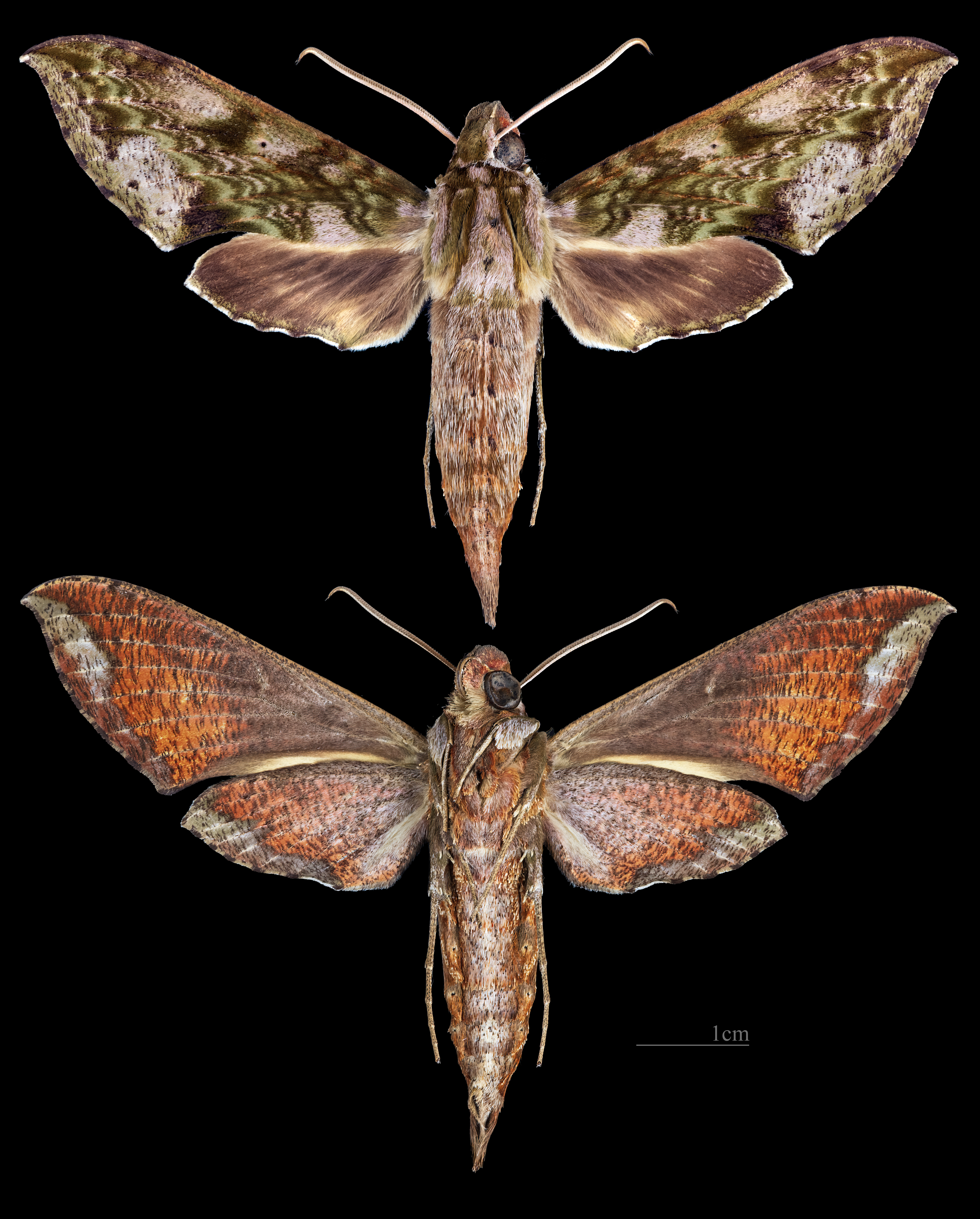
Xylophanes fusimacula
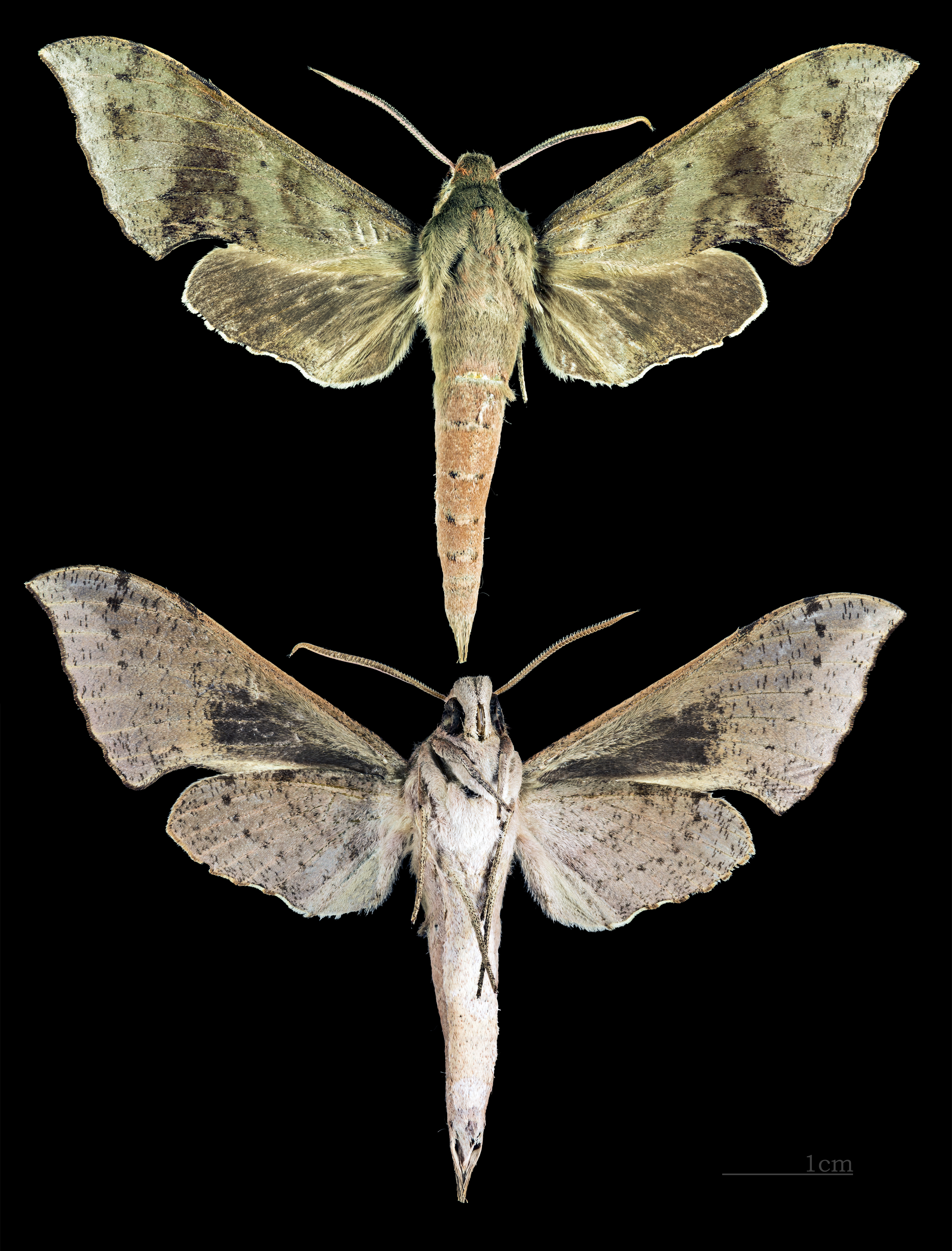
Xylophanes germen
Xylophanes guianensis
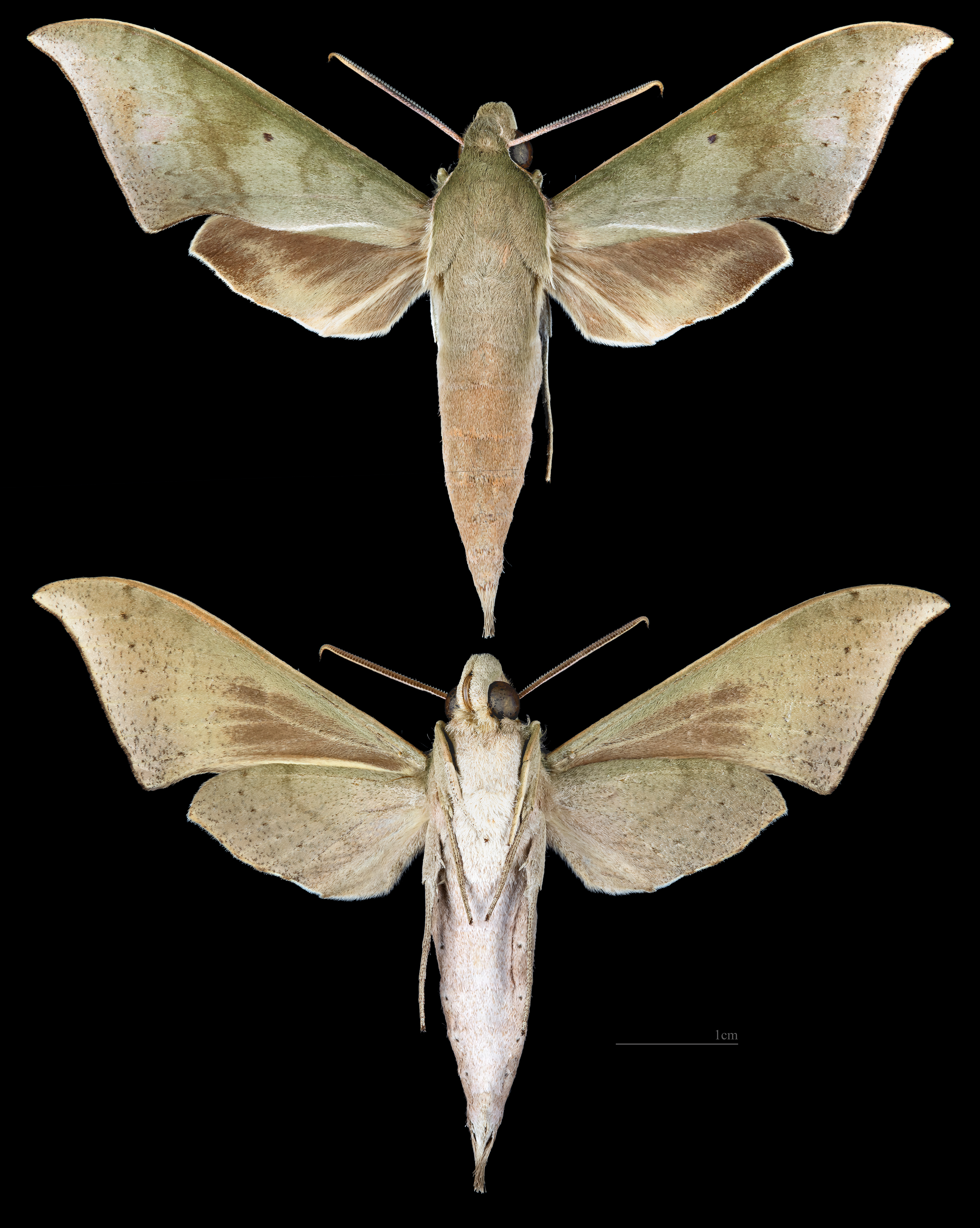
Xylophanes hannemanni
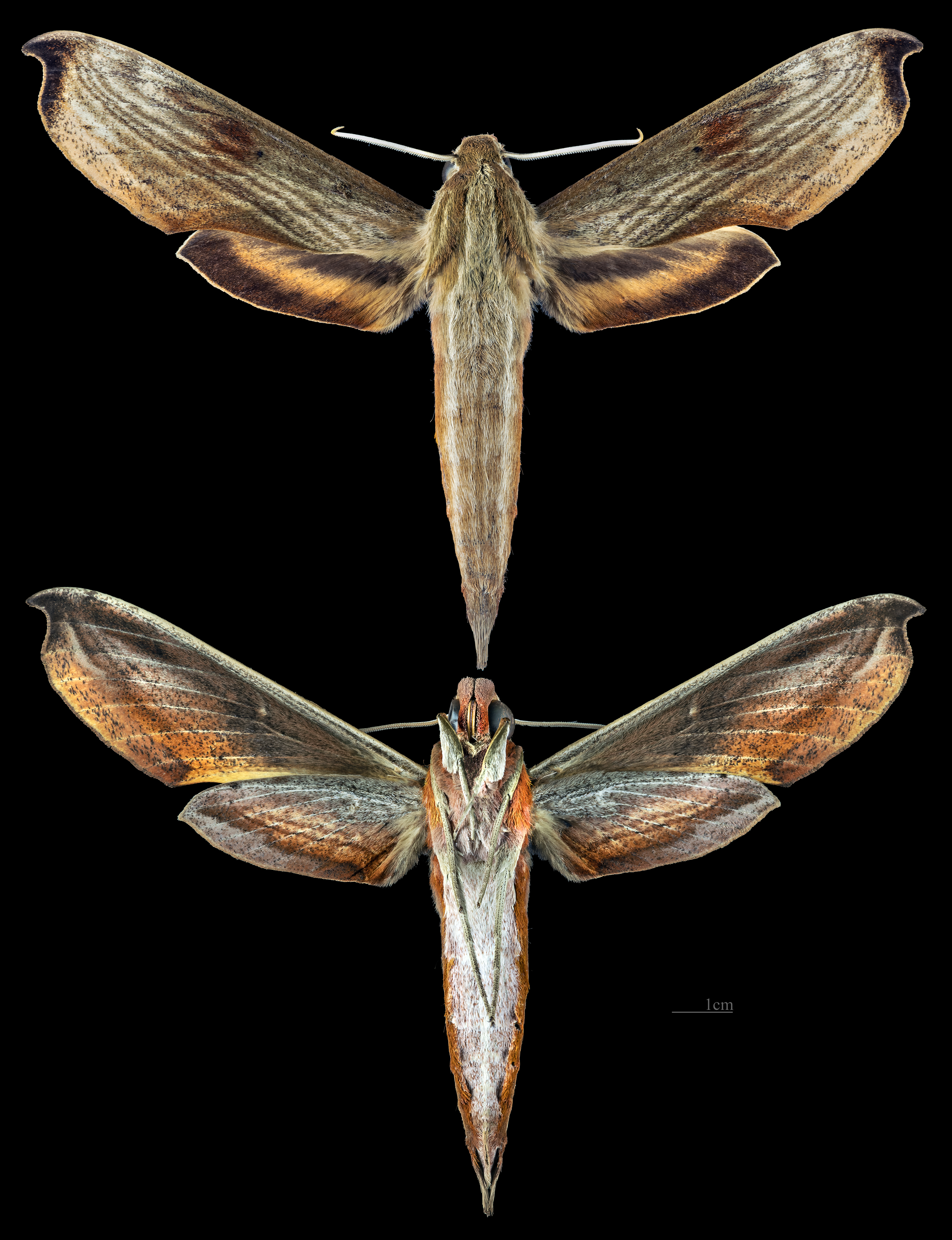
Xylophanes haxairei
Xylophanes hydrata
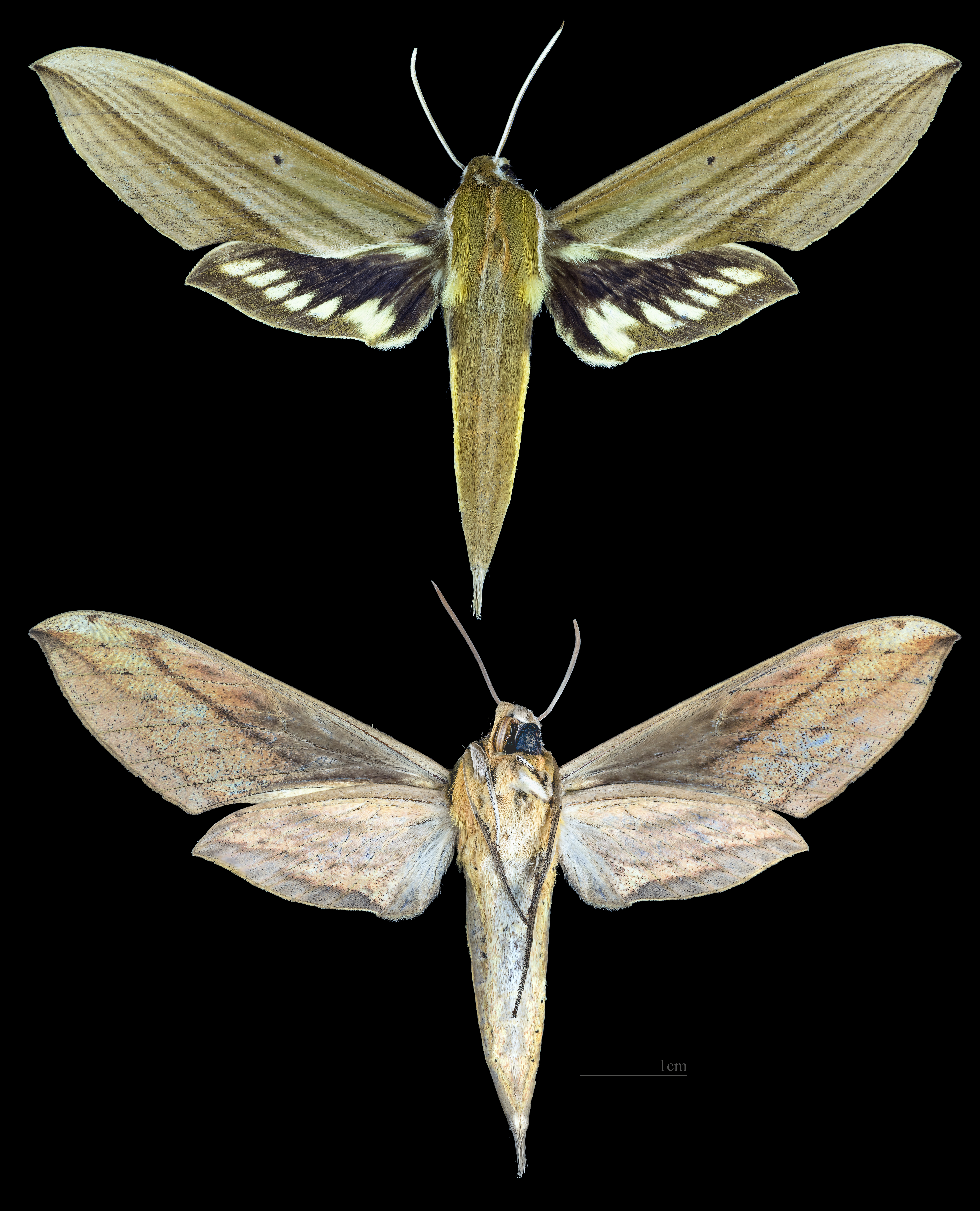
Xylophanes indistincta
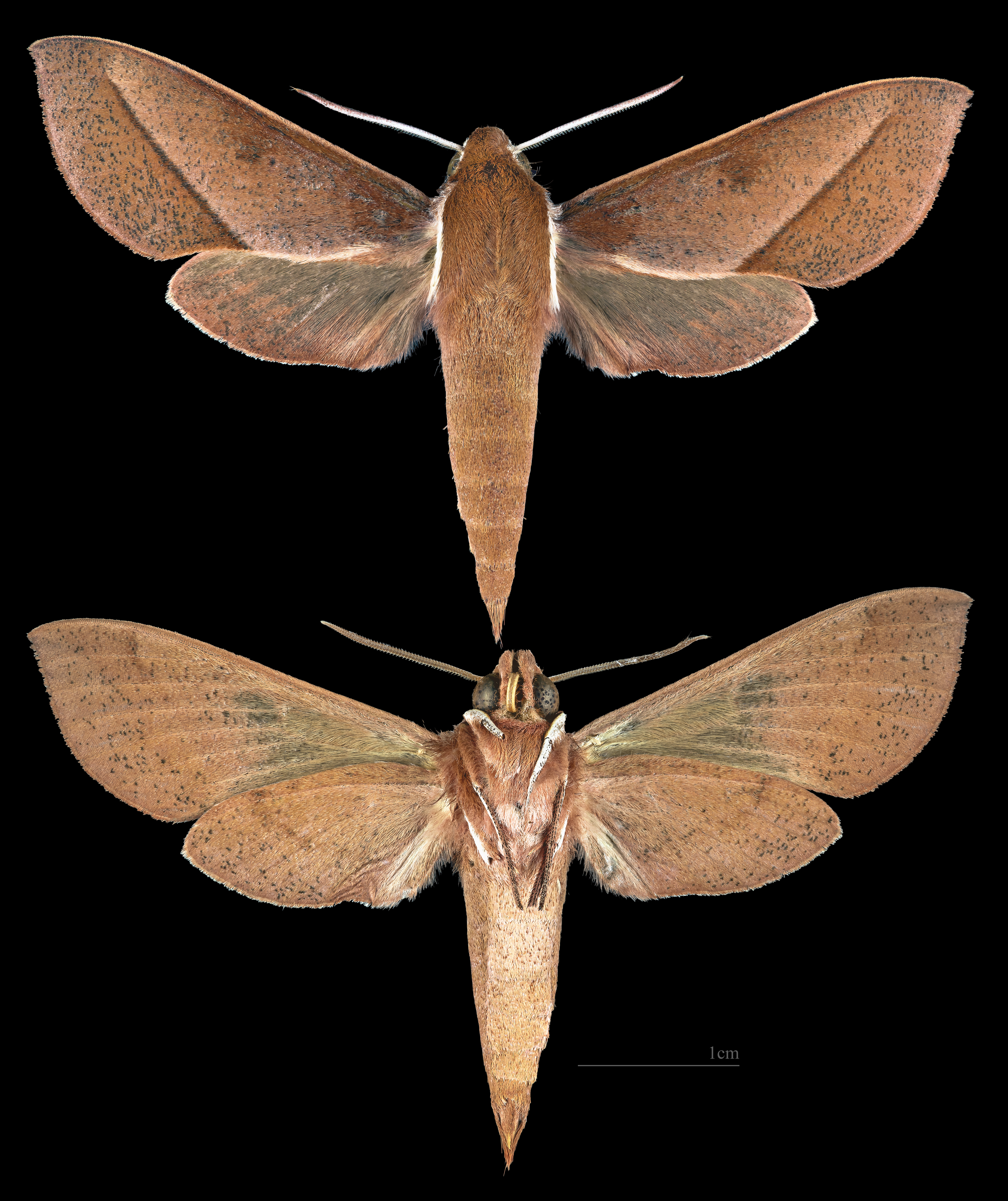
Xylophanes irrorata
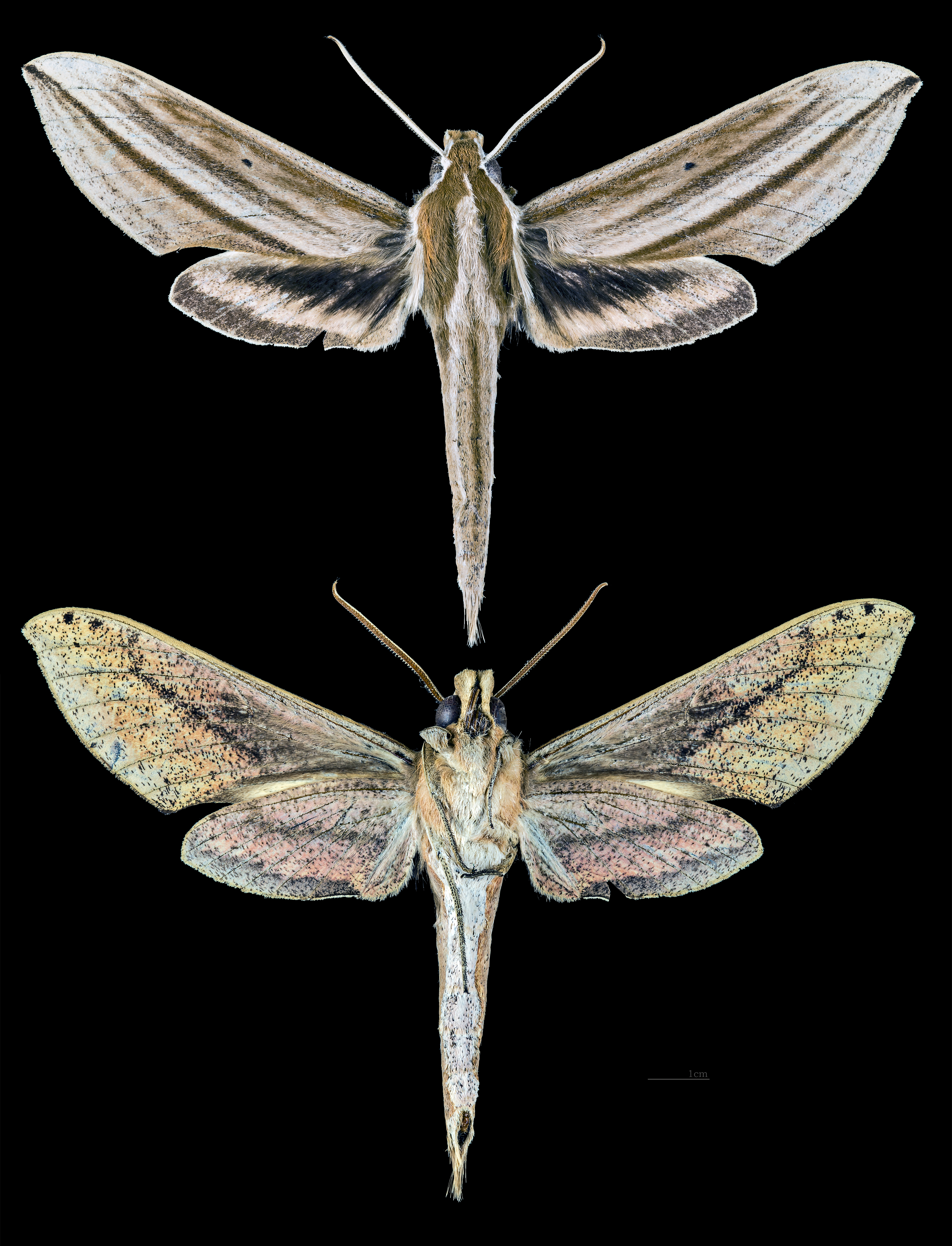
Xylophanes isaon
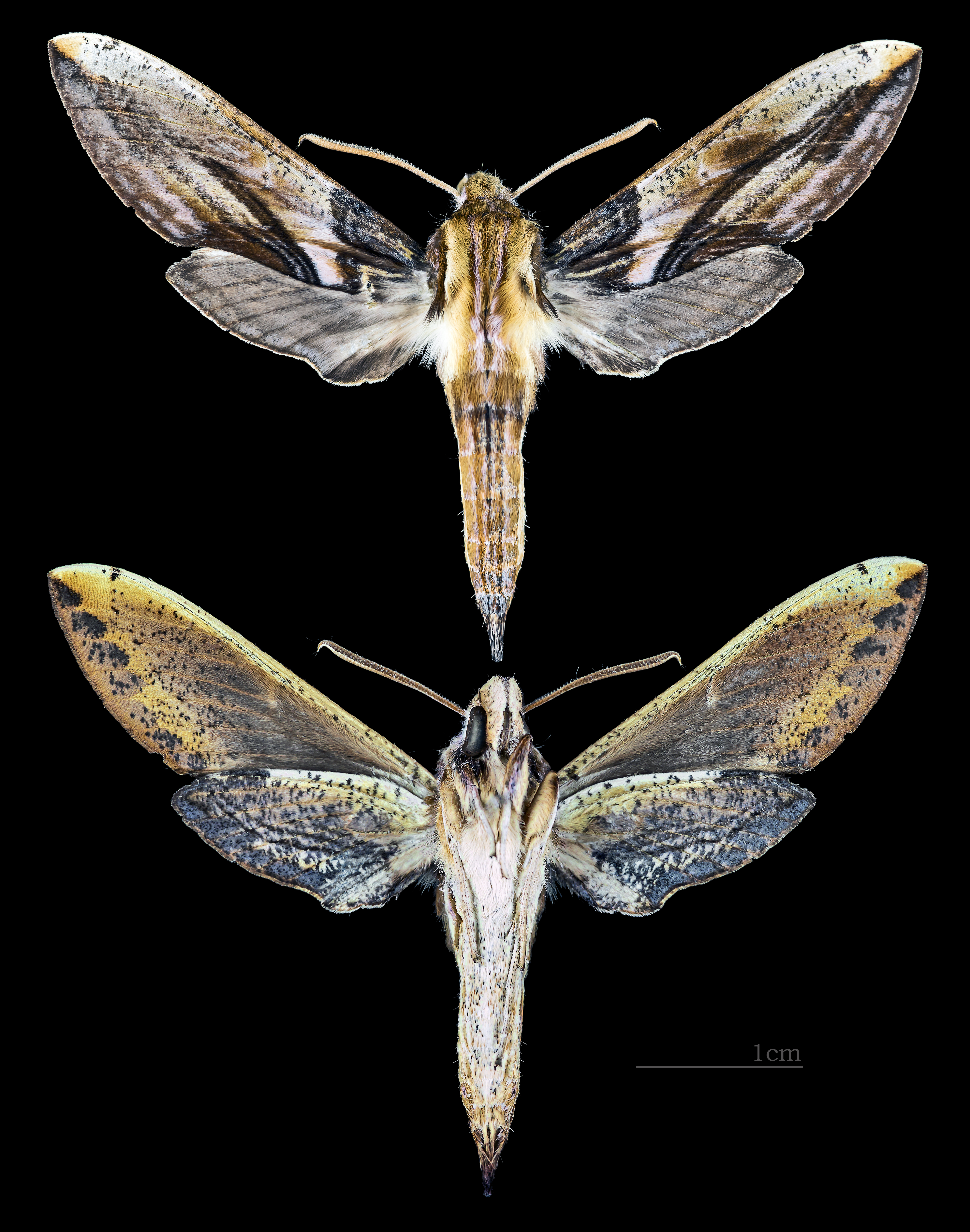
Xylophanes jordani
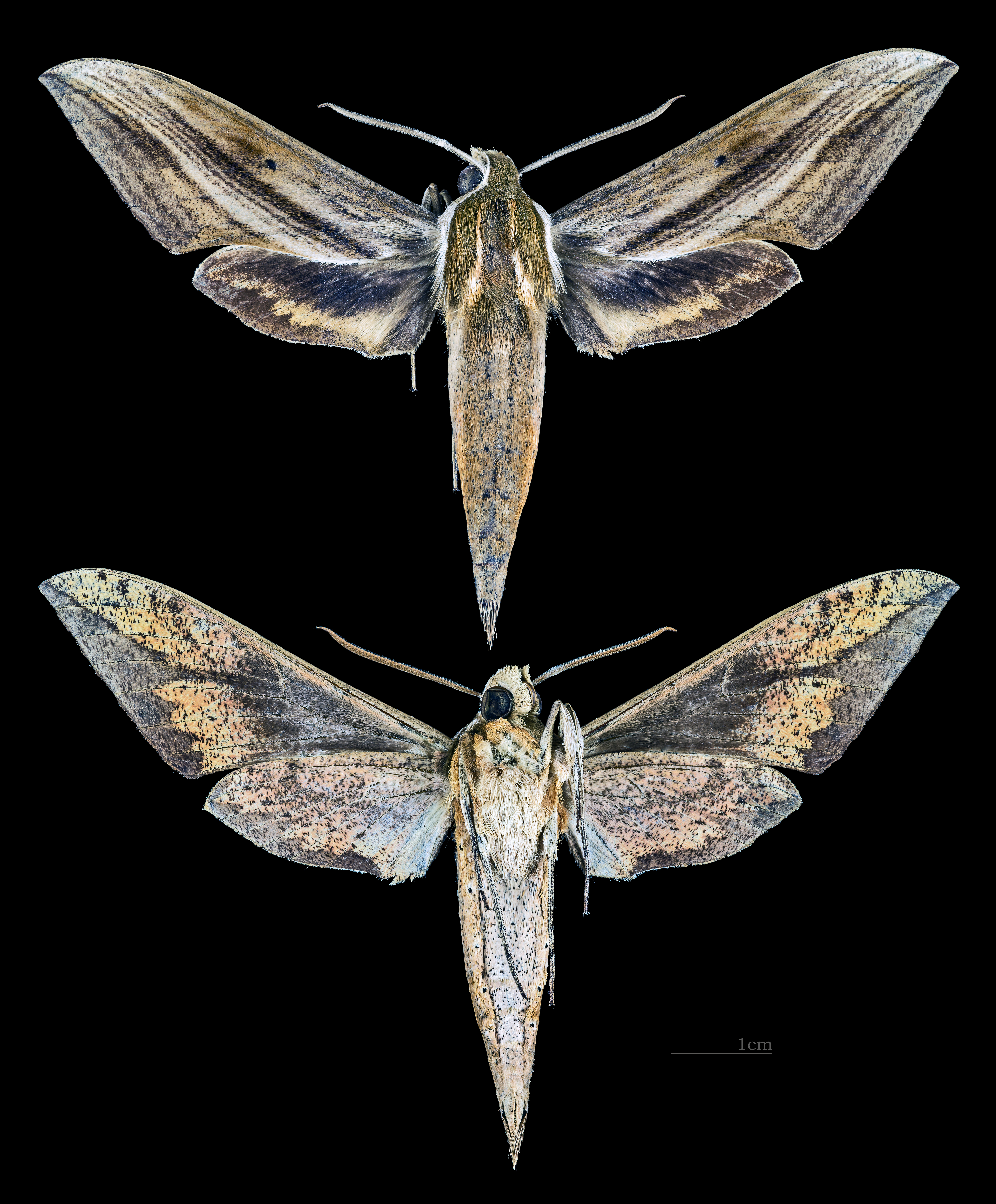
Xylophanes josephinae
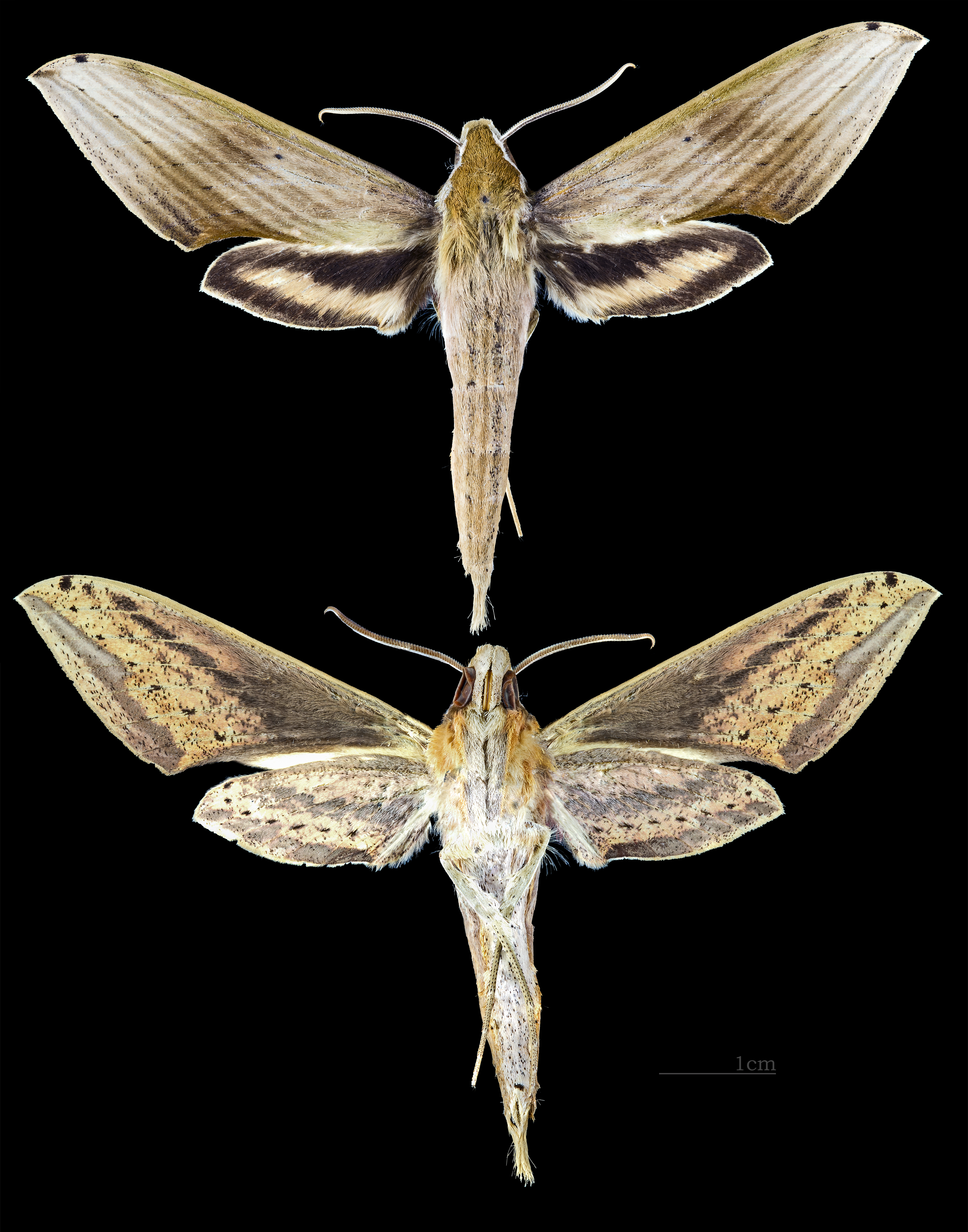
Xylophanes libya
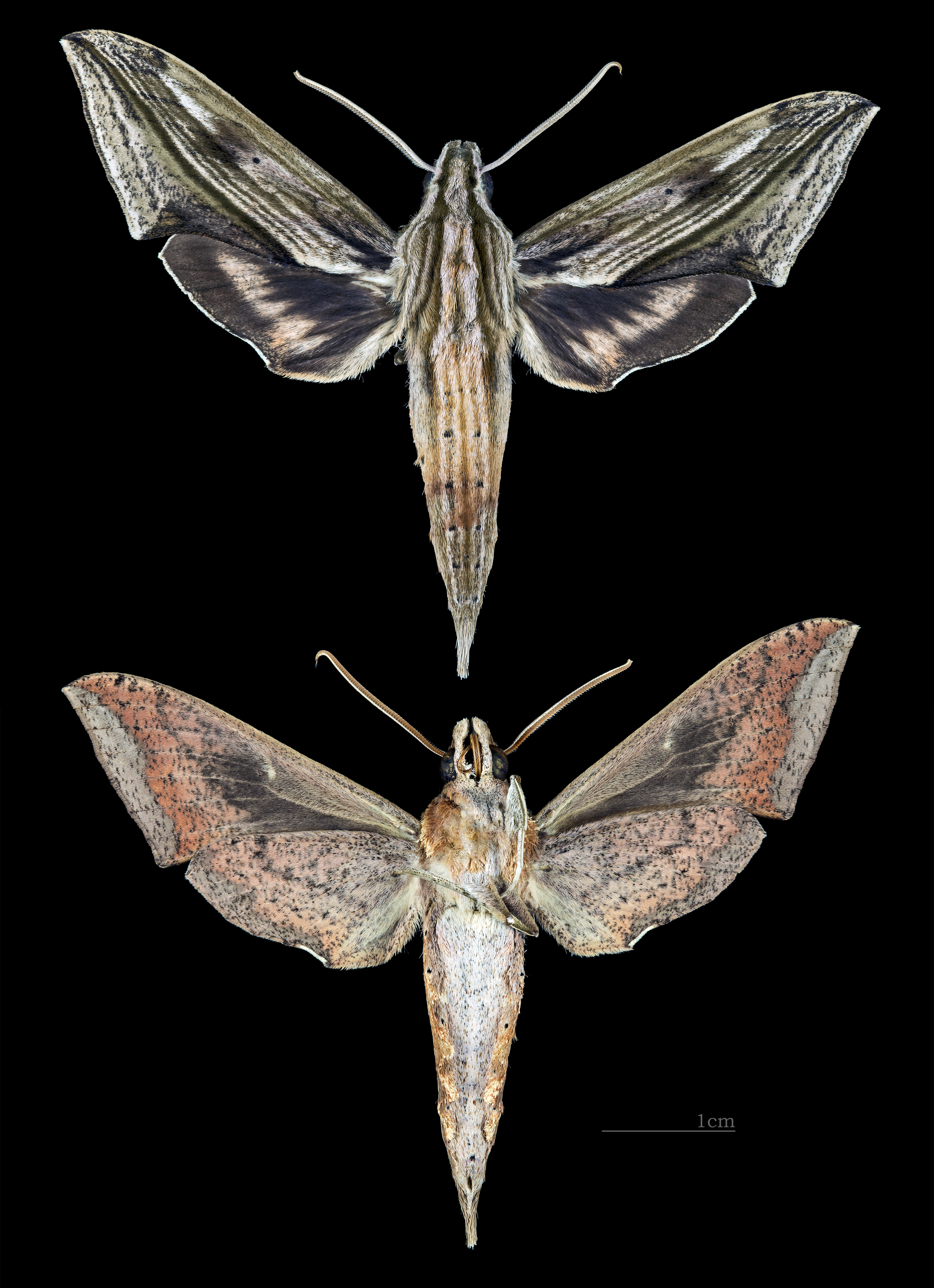
Xylophanes lichyi
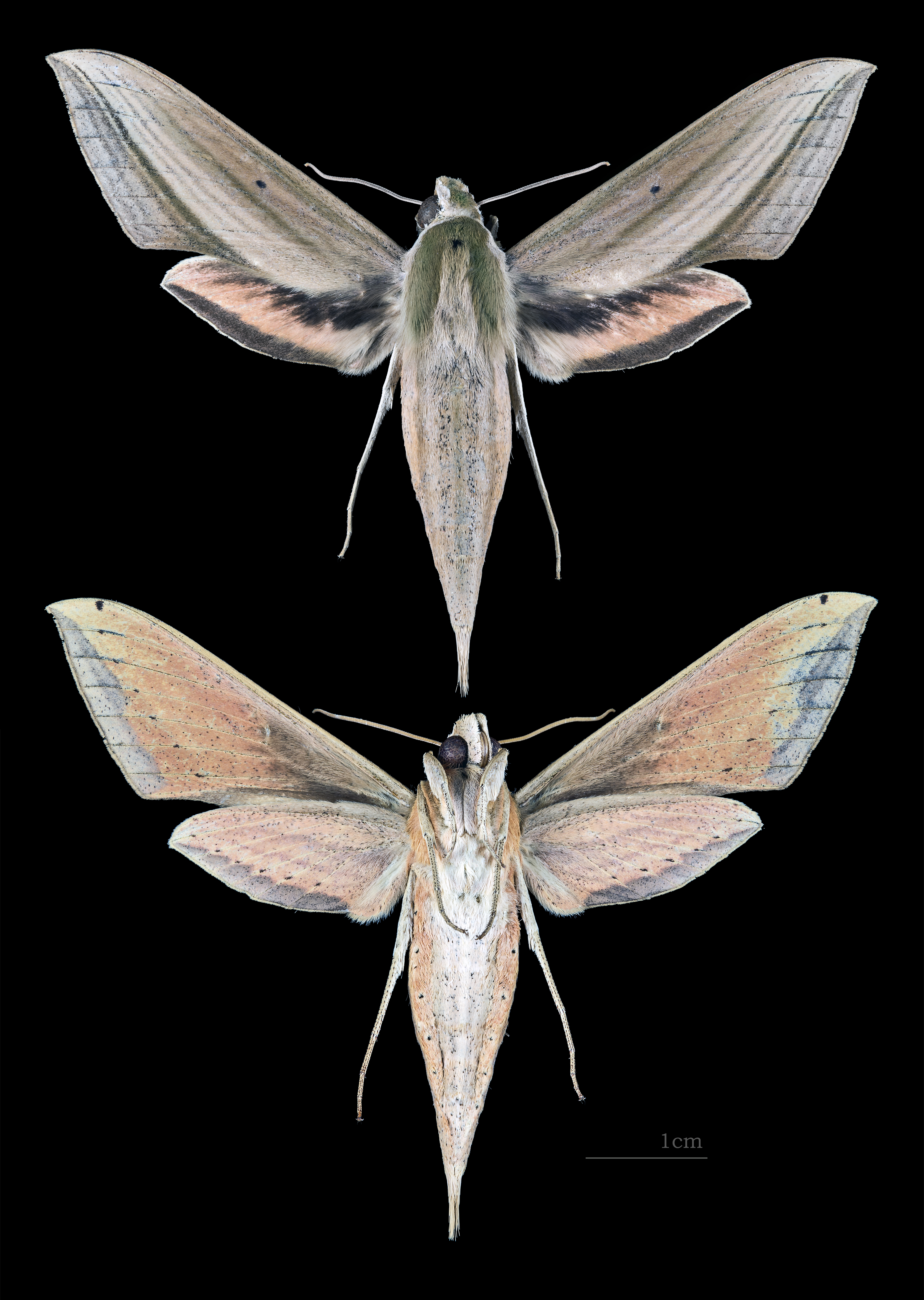
Xylophanes loelia
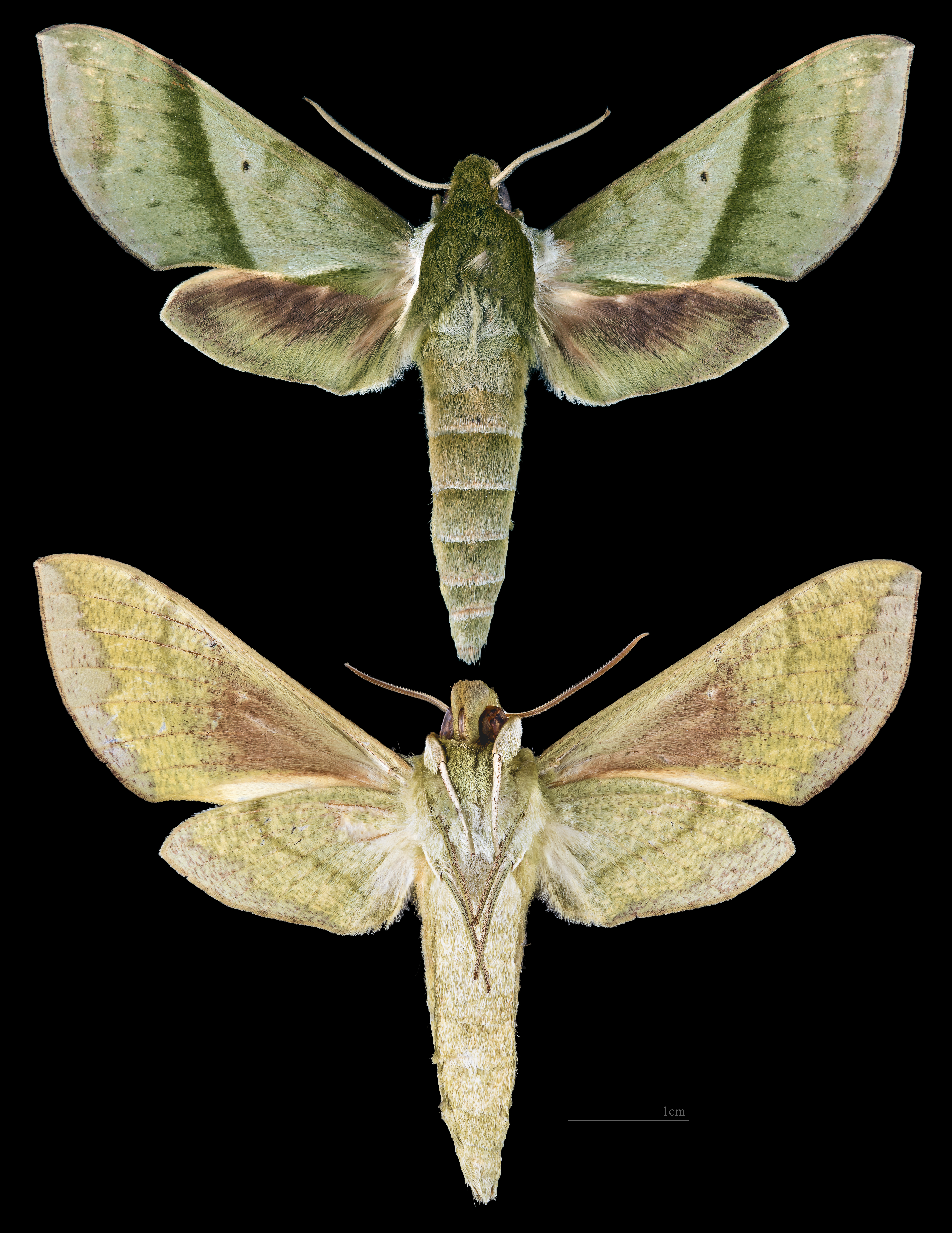
Xylophanes marginalis
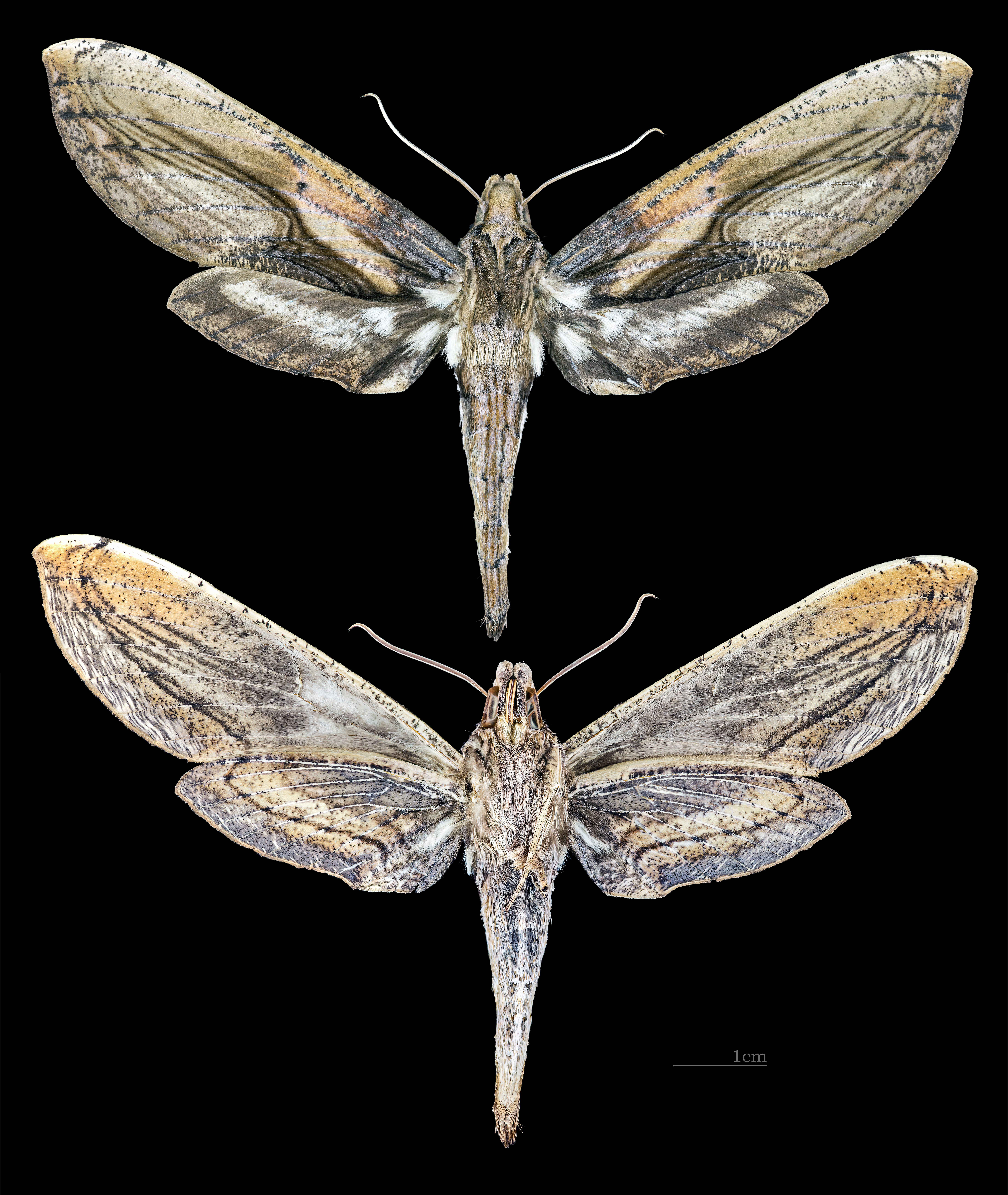
Xylophanes media
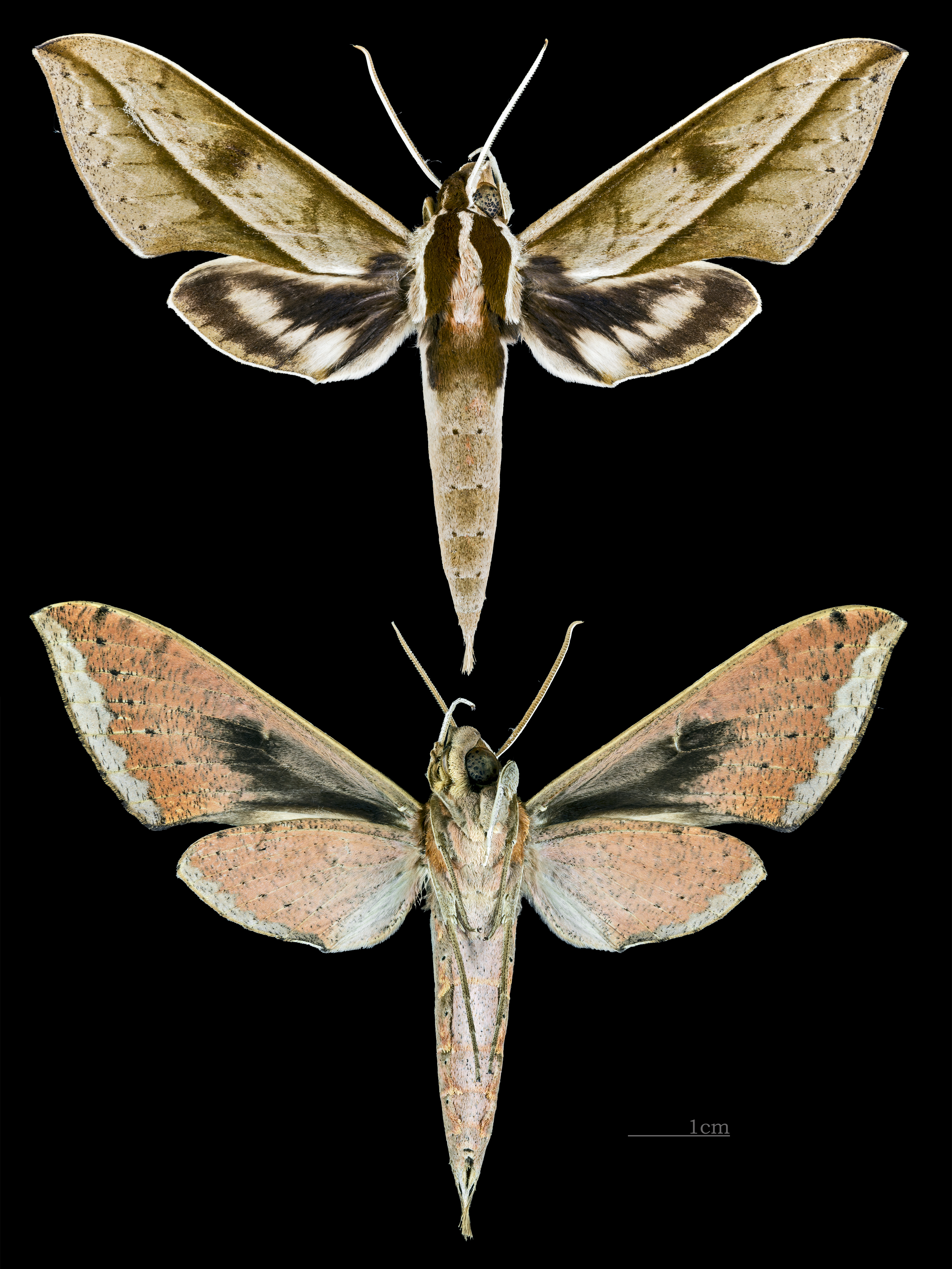
Xylophanes meridanus
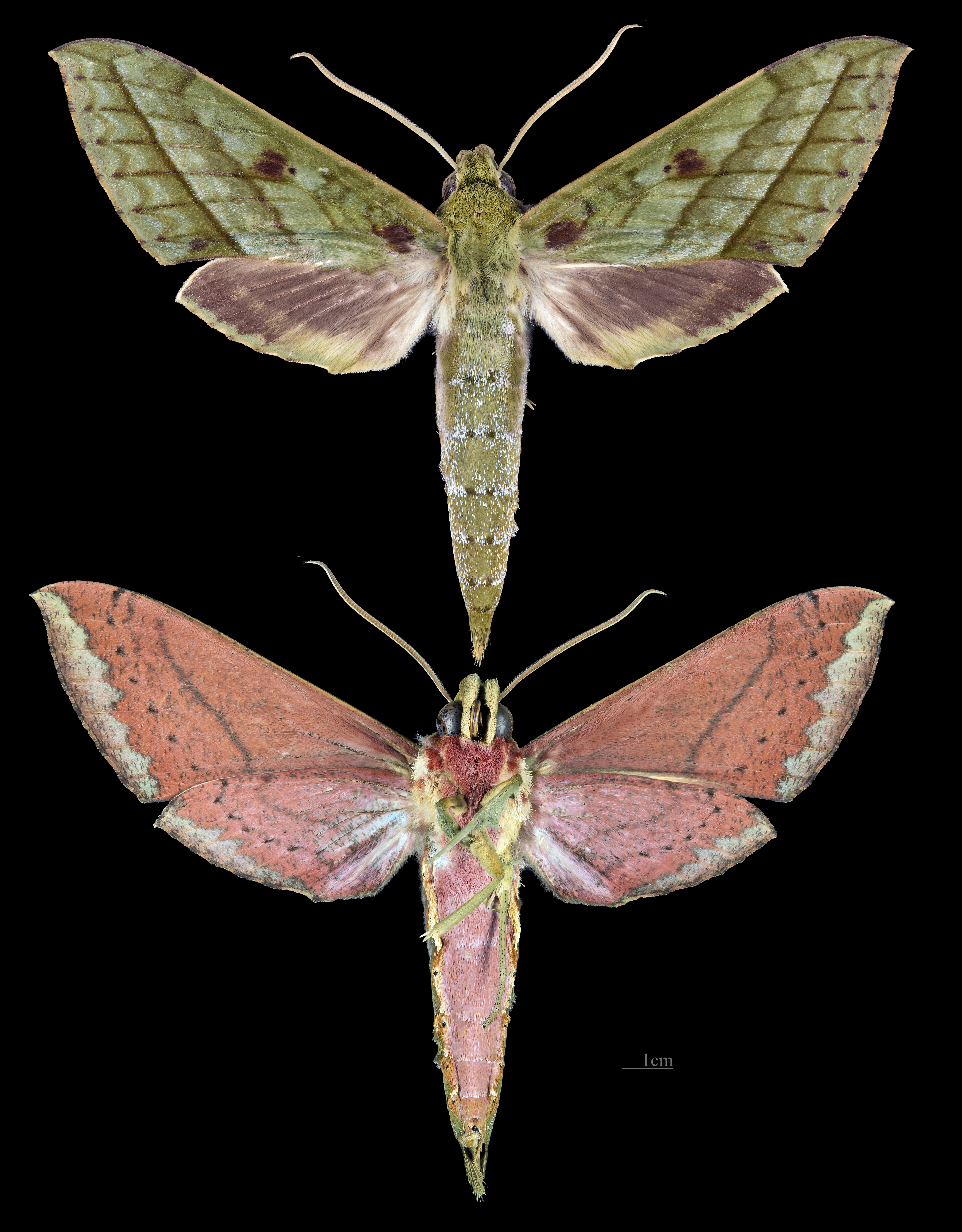
Xylophanes mirabilis
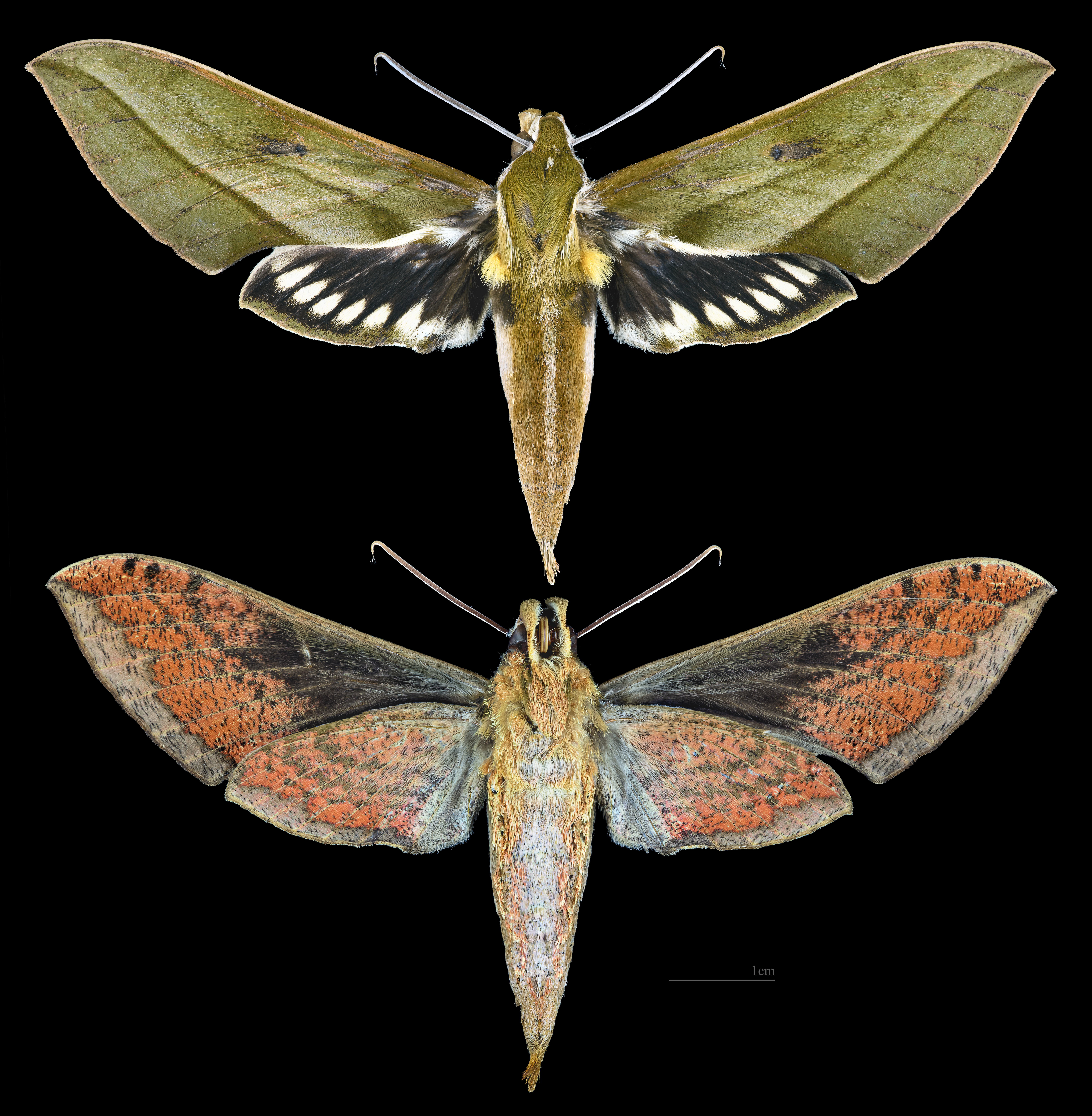
Xylophanes nabuchodonosor
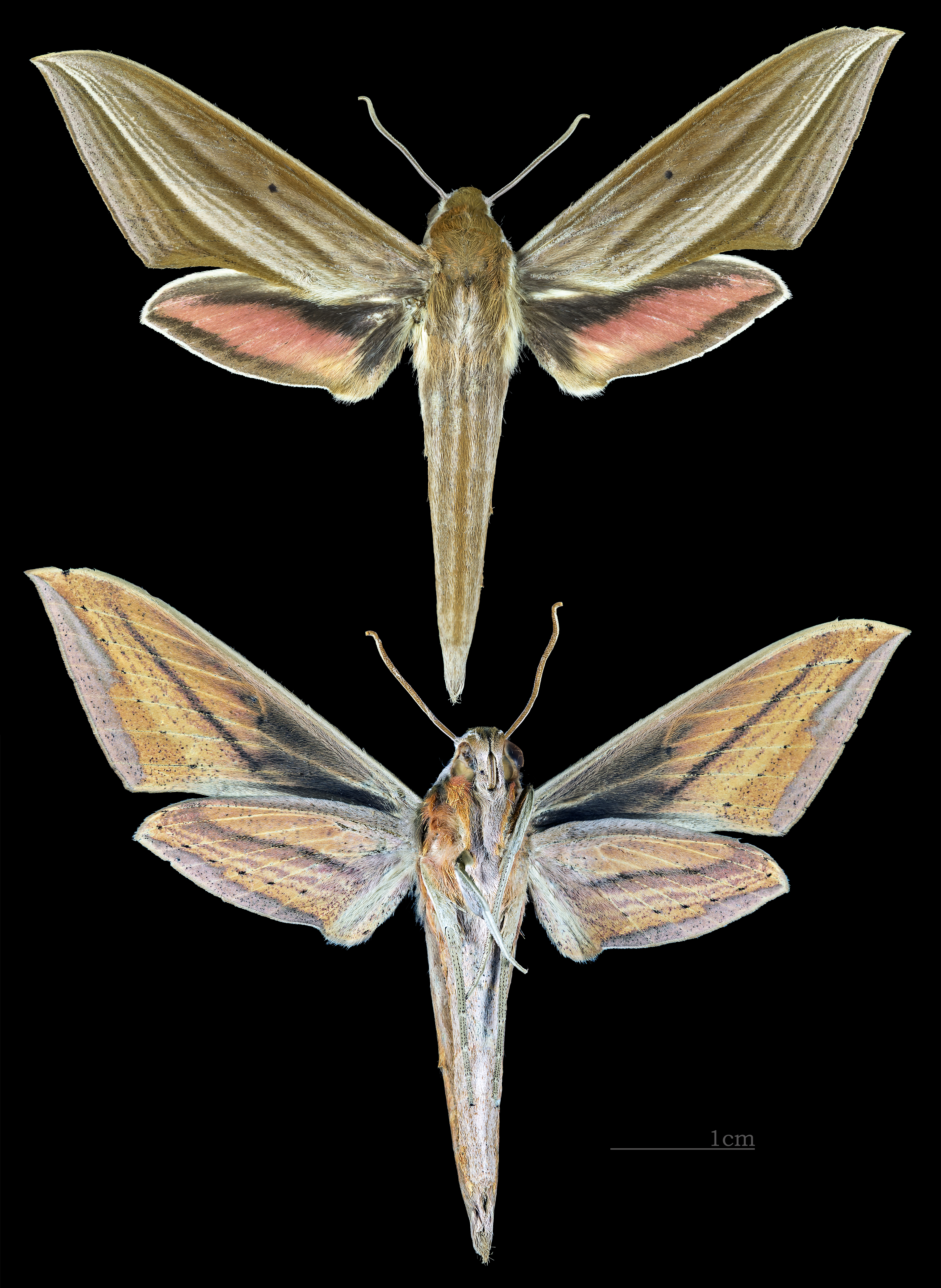
Xylophanes neoptolemus
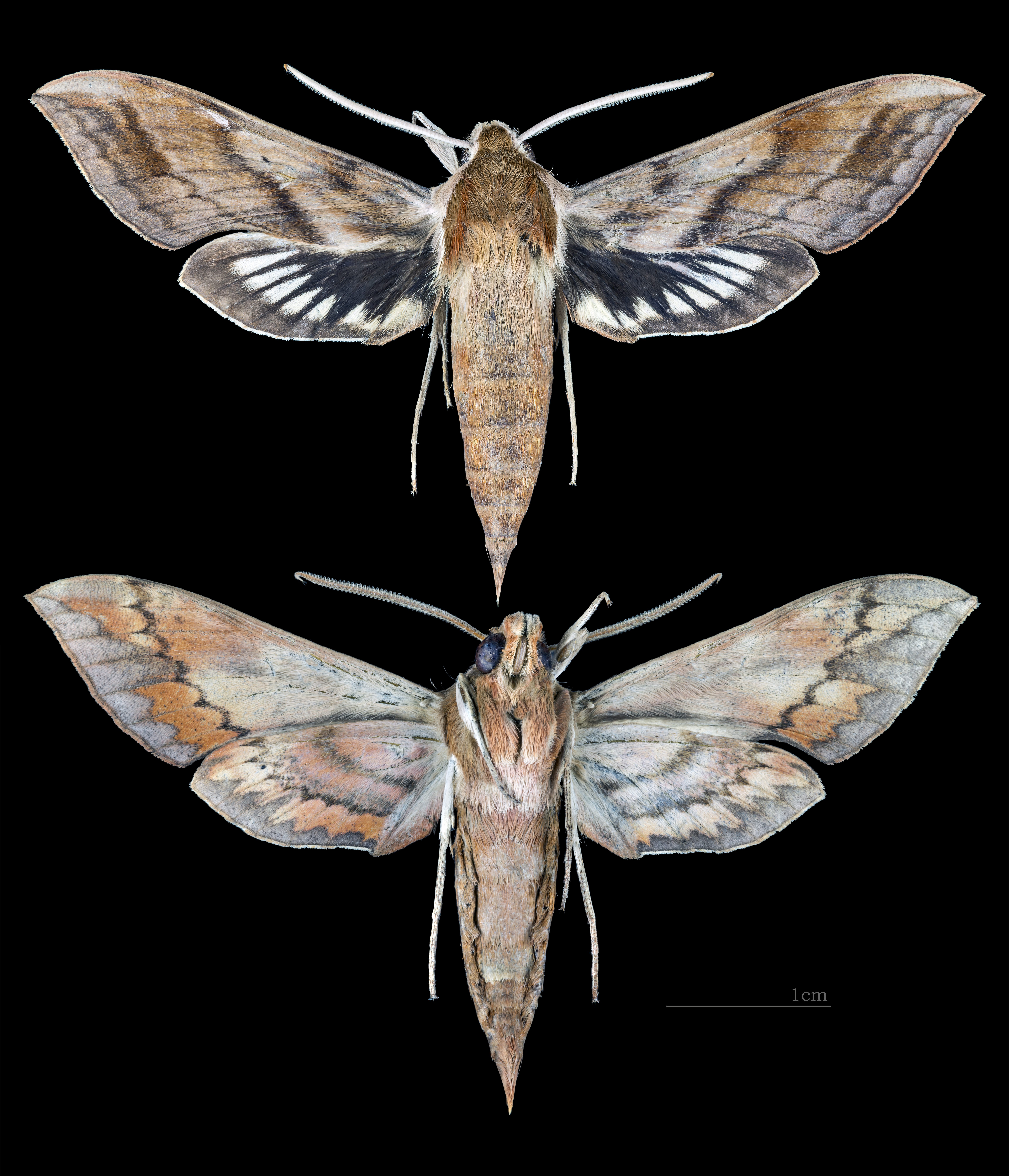
Xylophanes norfolki
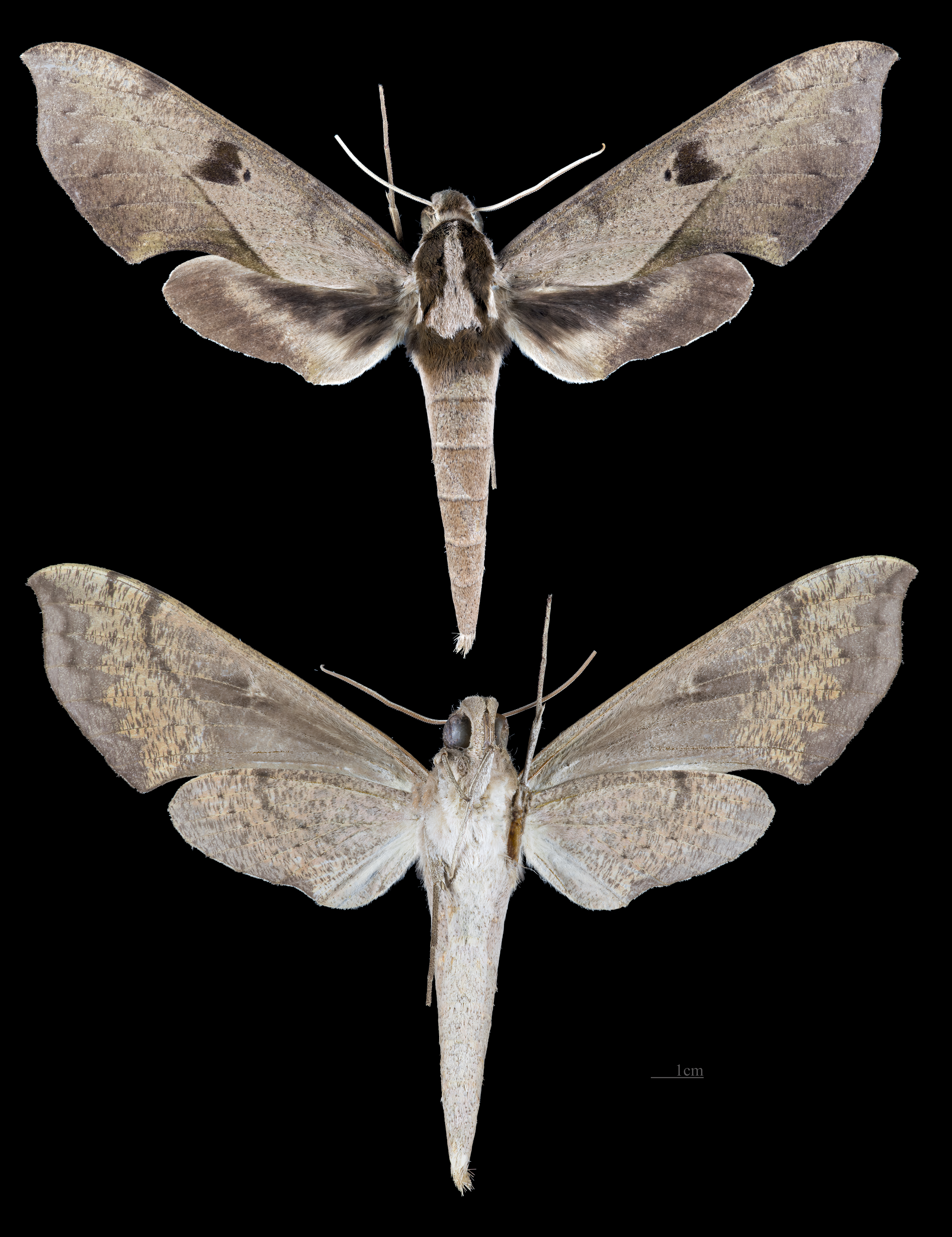
Xylophanes obscurus
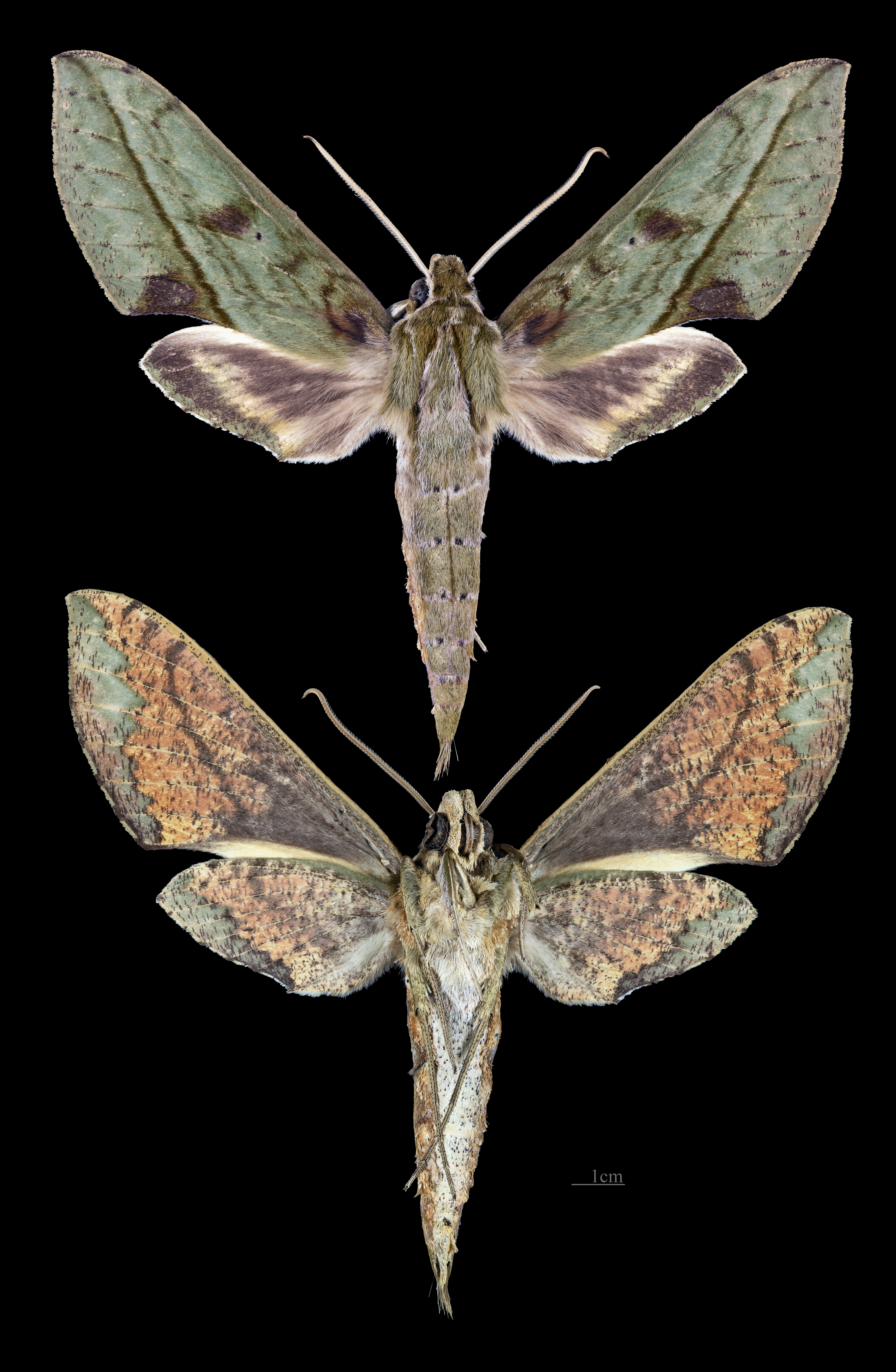
Xylophanes ockendeni
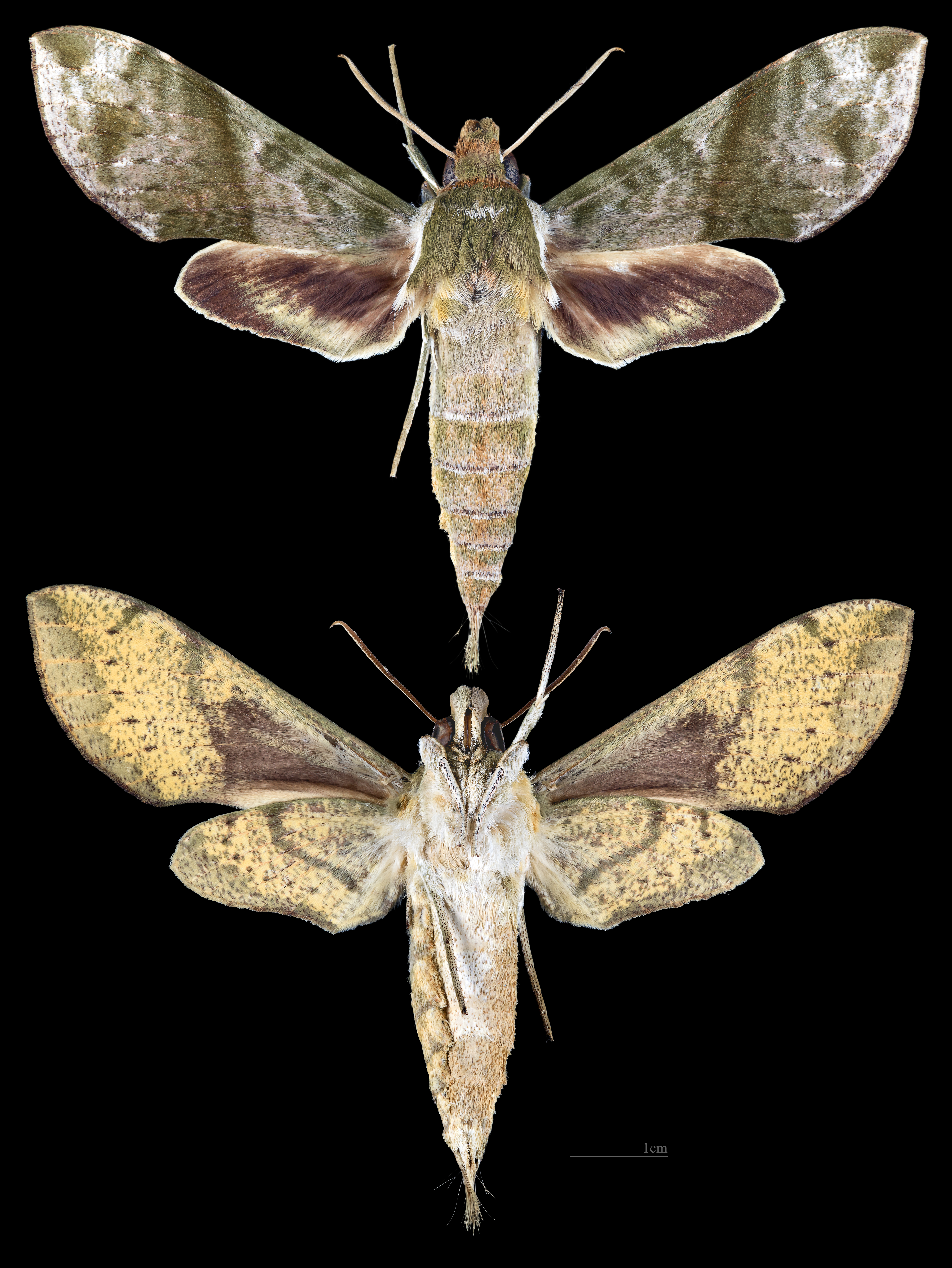
Xylophanes pistacina
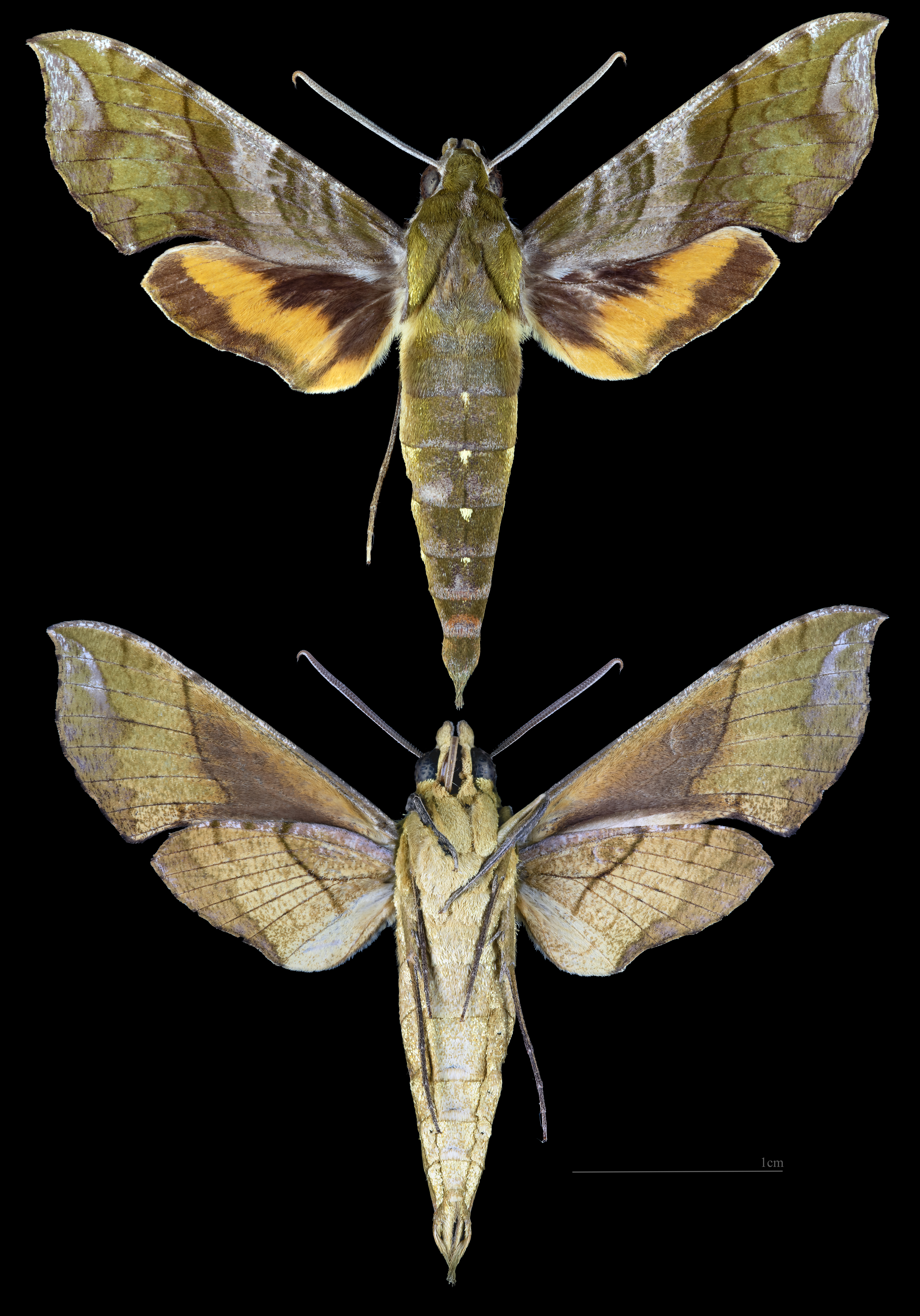
Xylophanes pluto
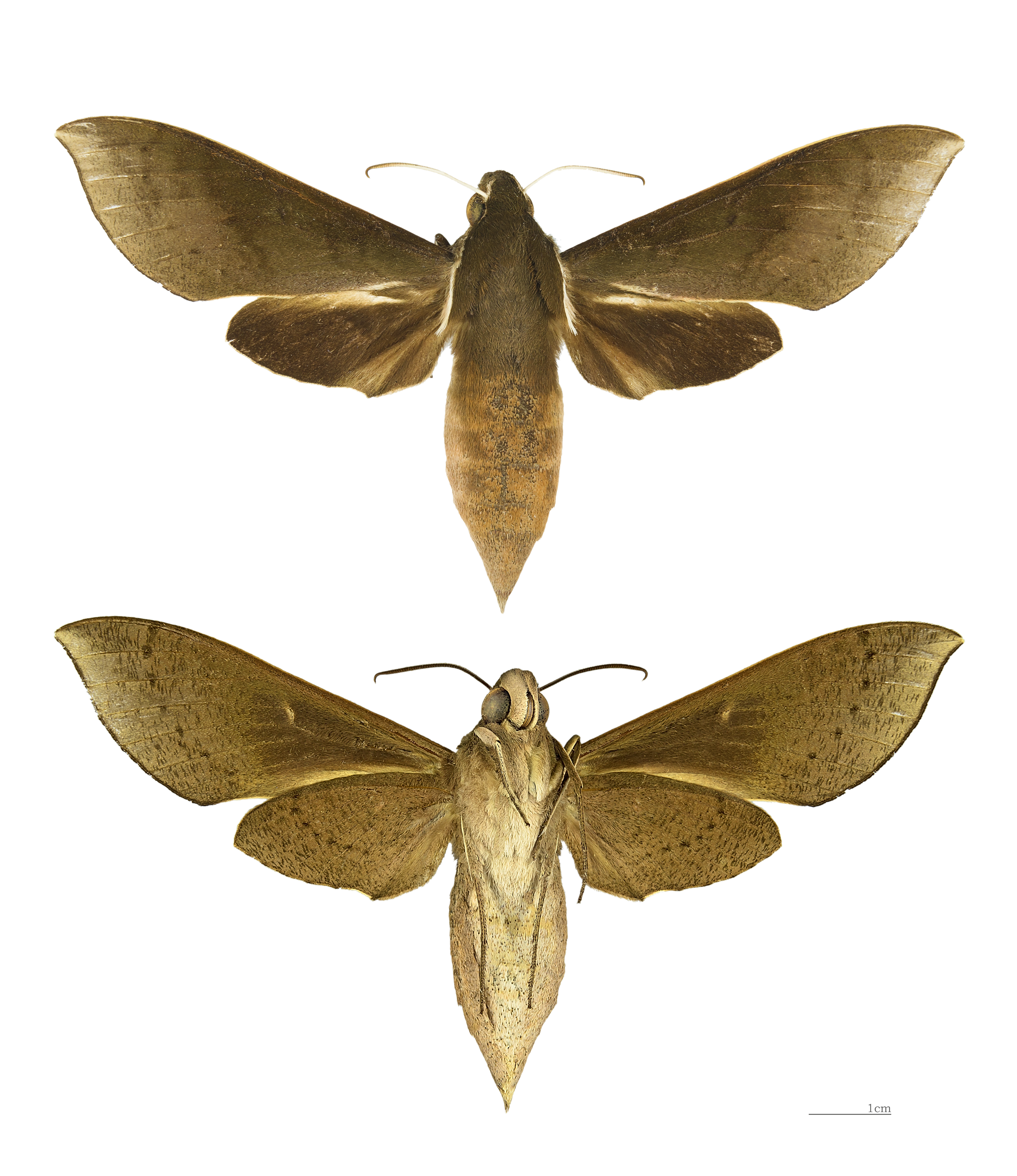
Xylophanes porcus
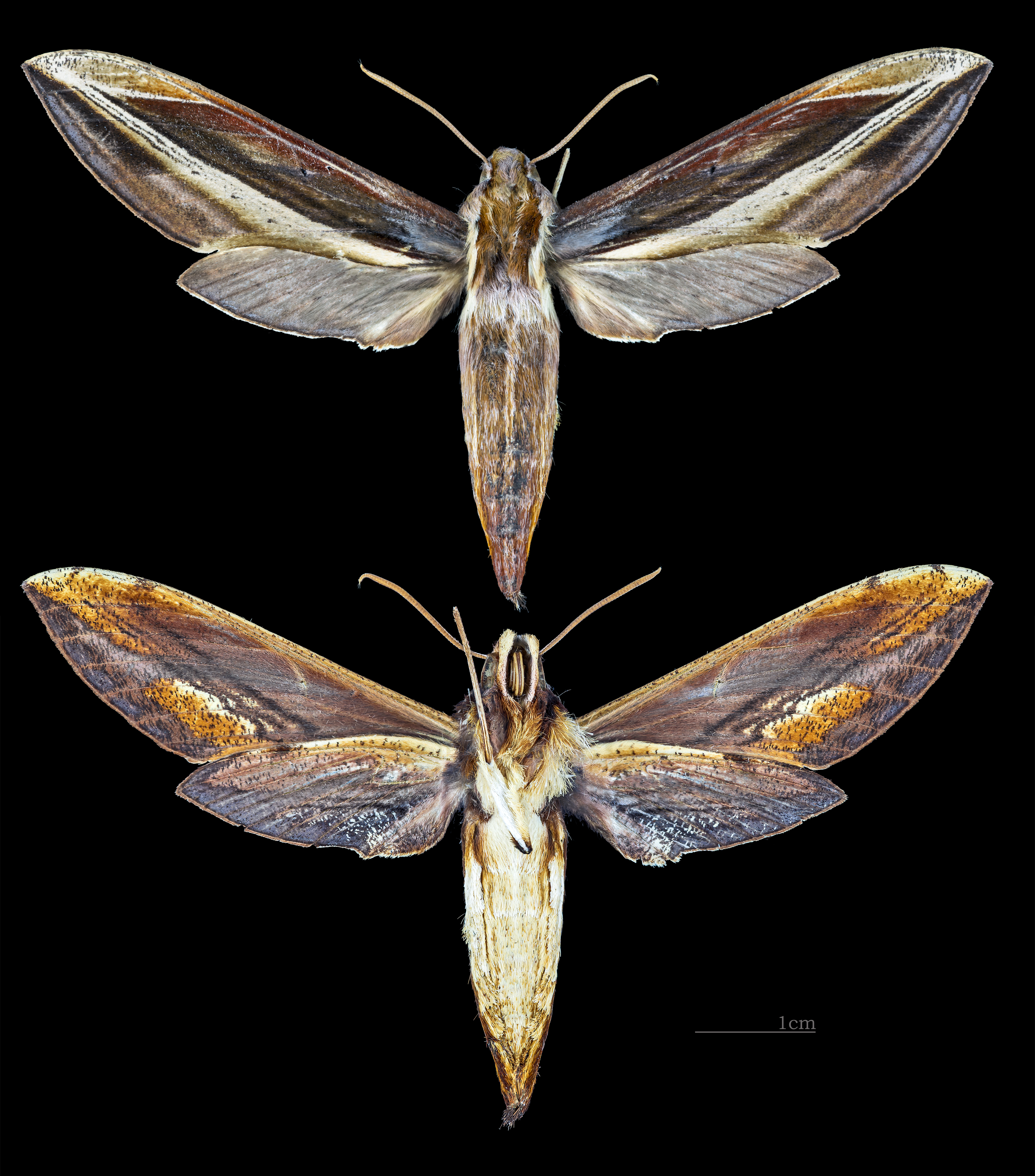
Xylophanes pyrrhus
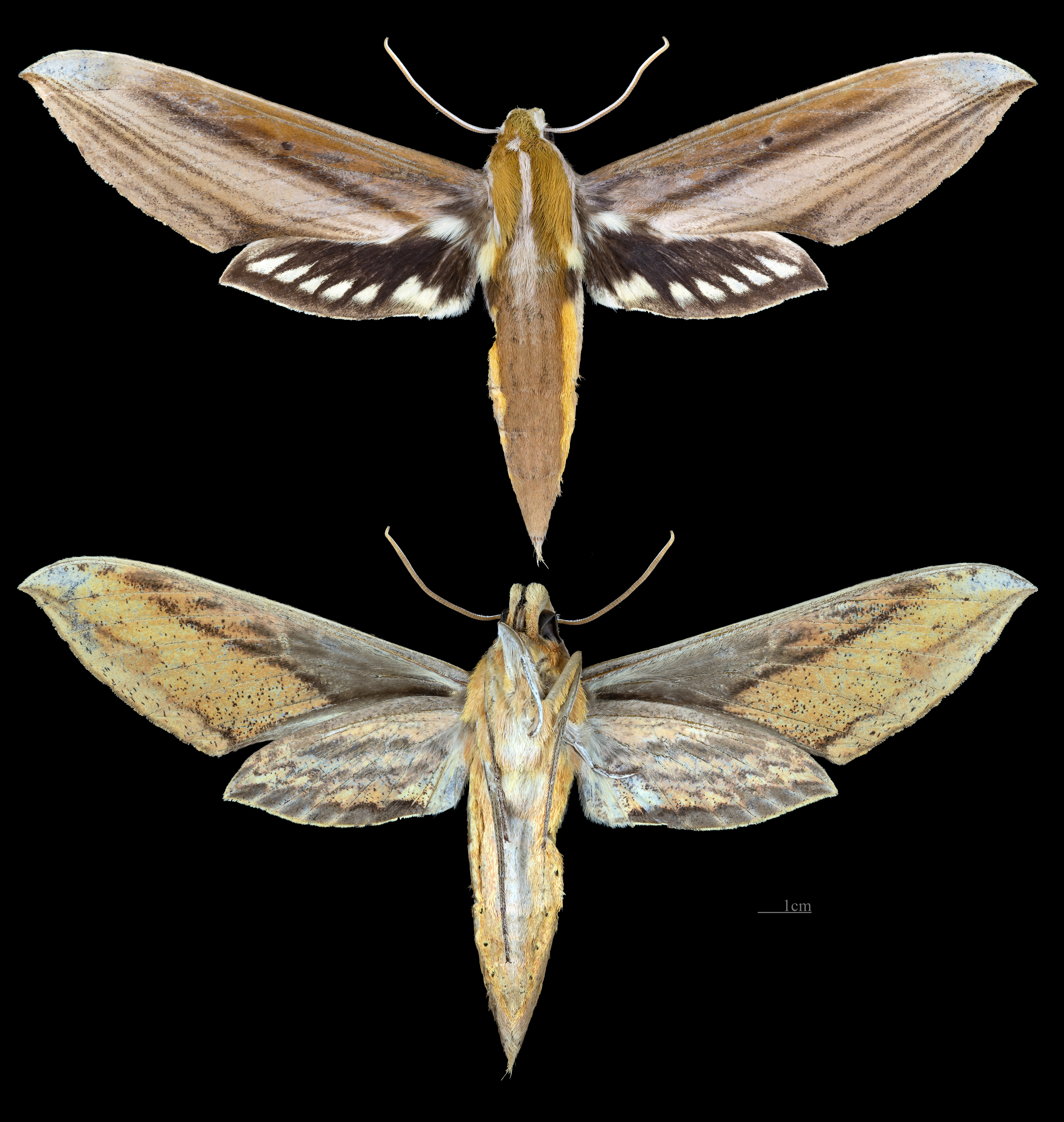
Xylophanes resta
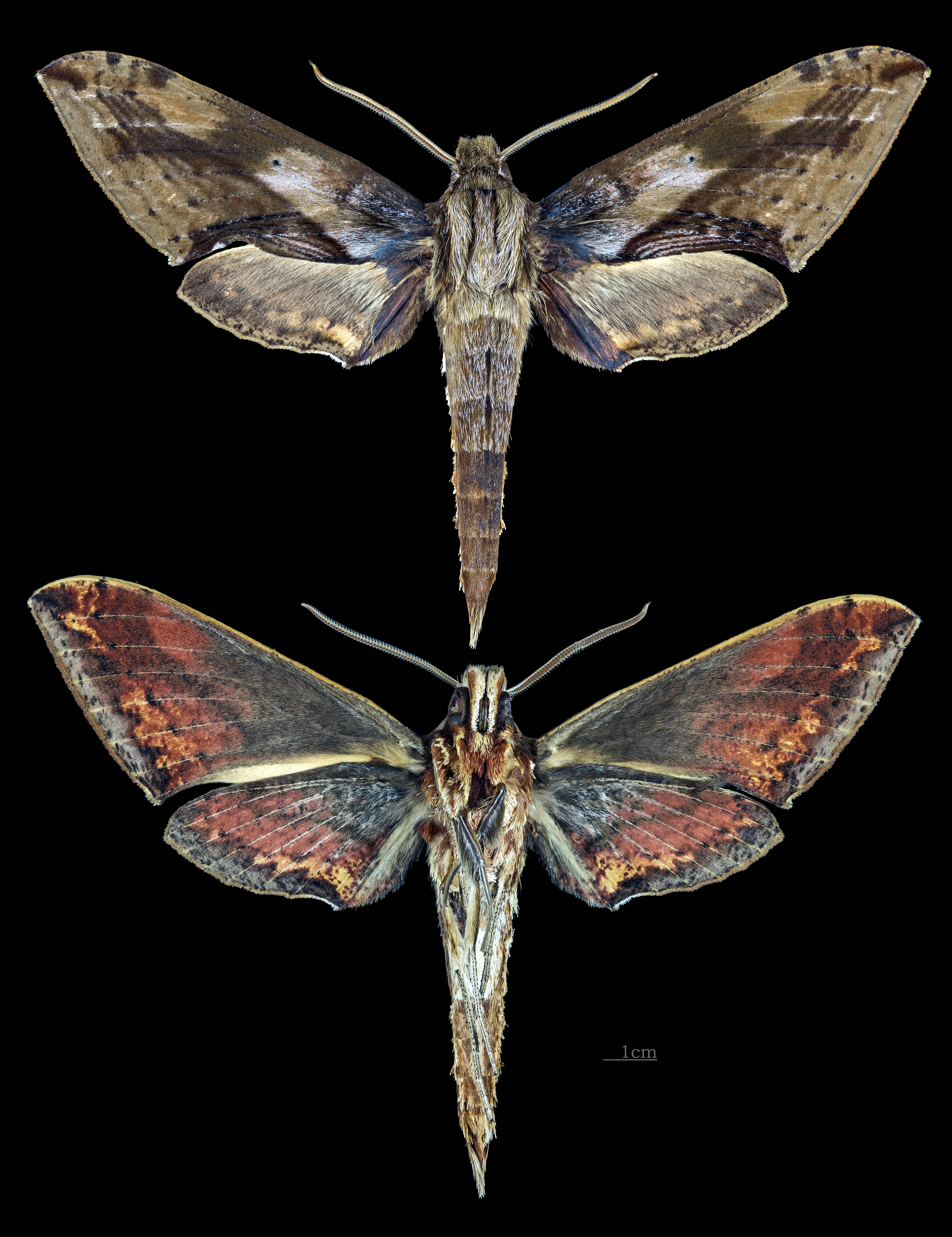
Xylophanes rhodina
Xylophanes rhodochlora
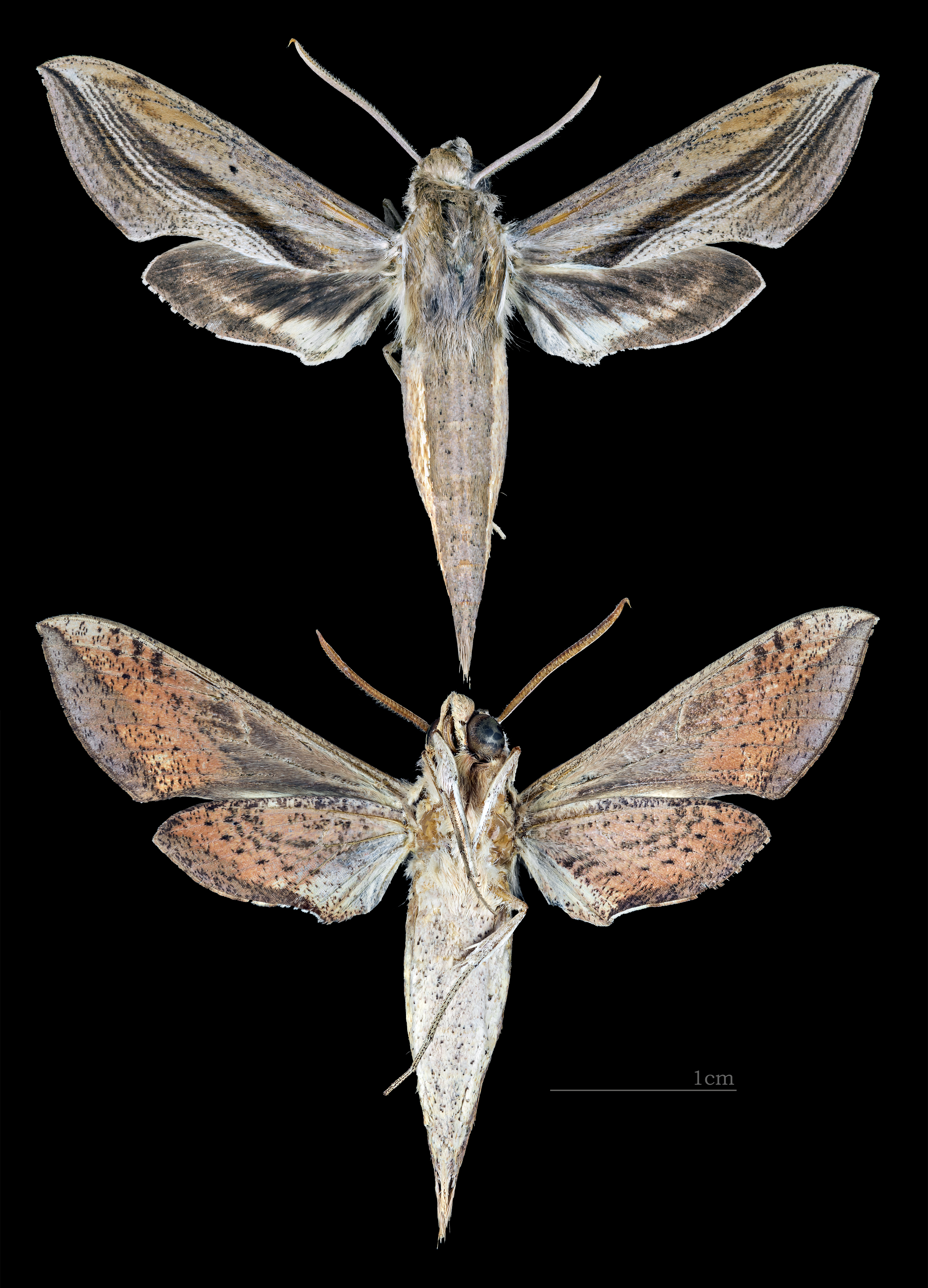
Xylophanes robinsonii
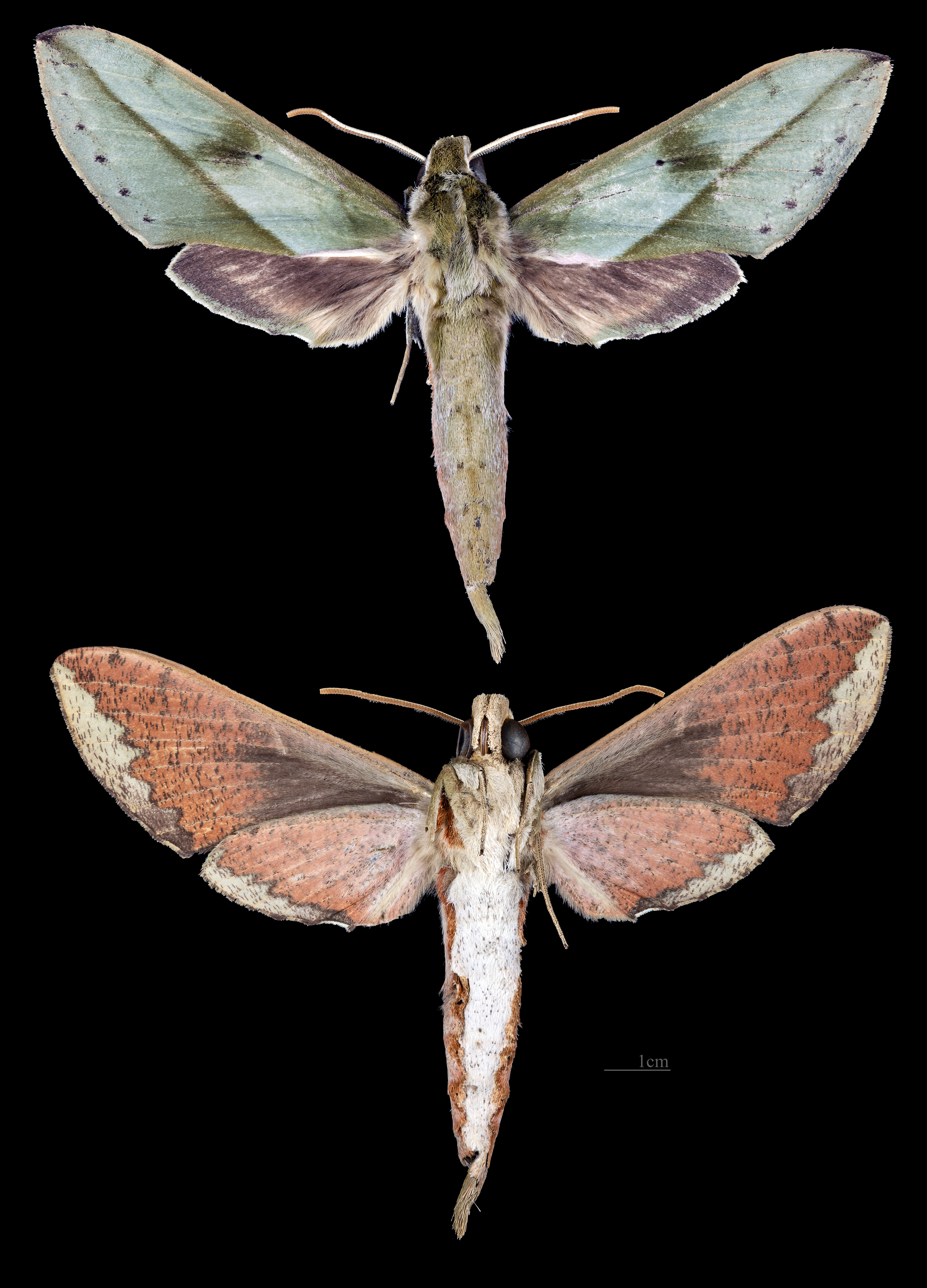
Xylophanes rothschildi
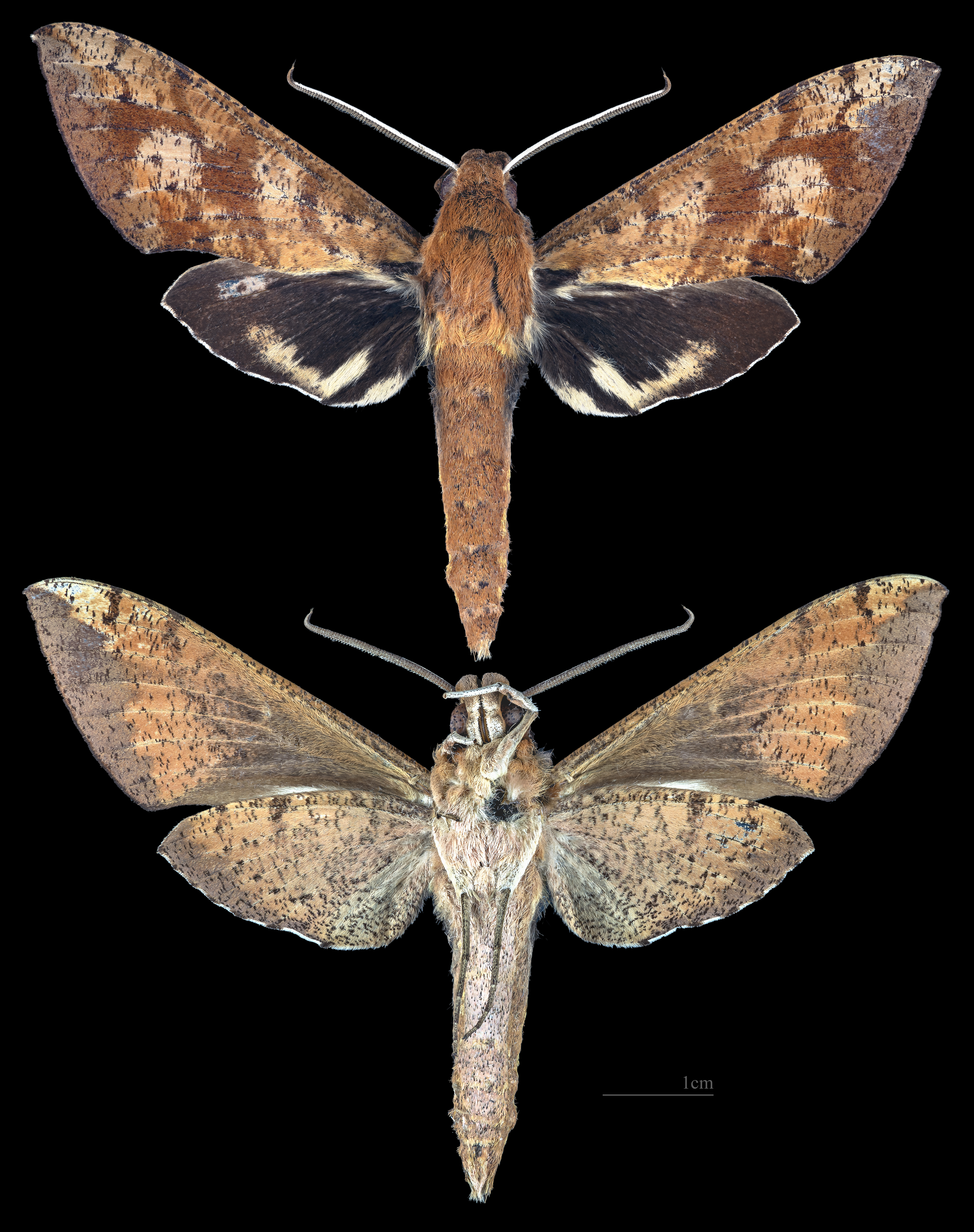
Xylophanes rufescens
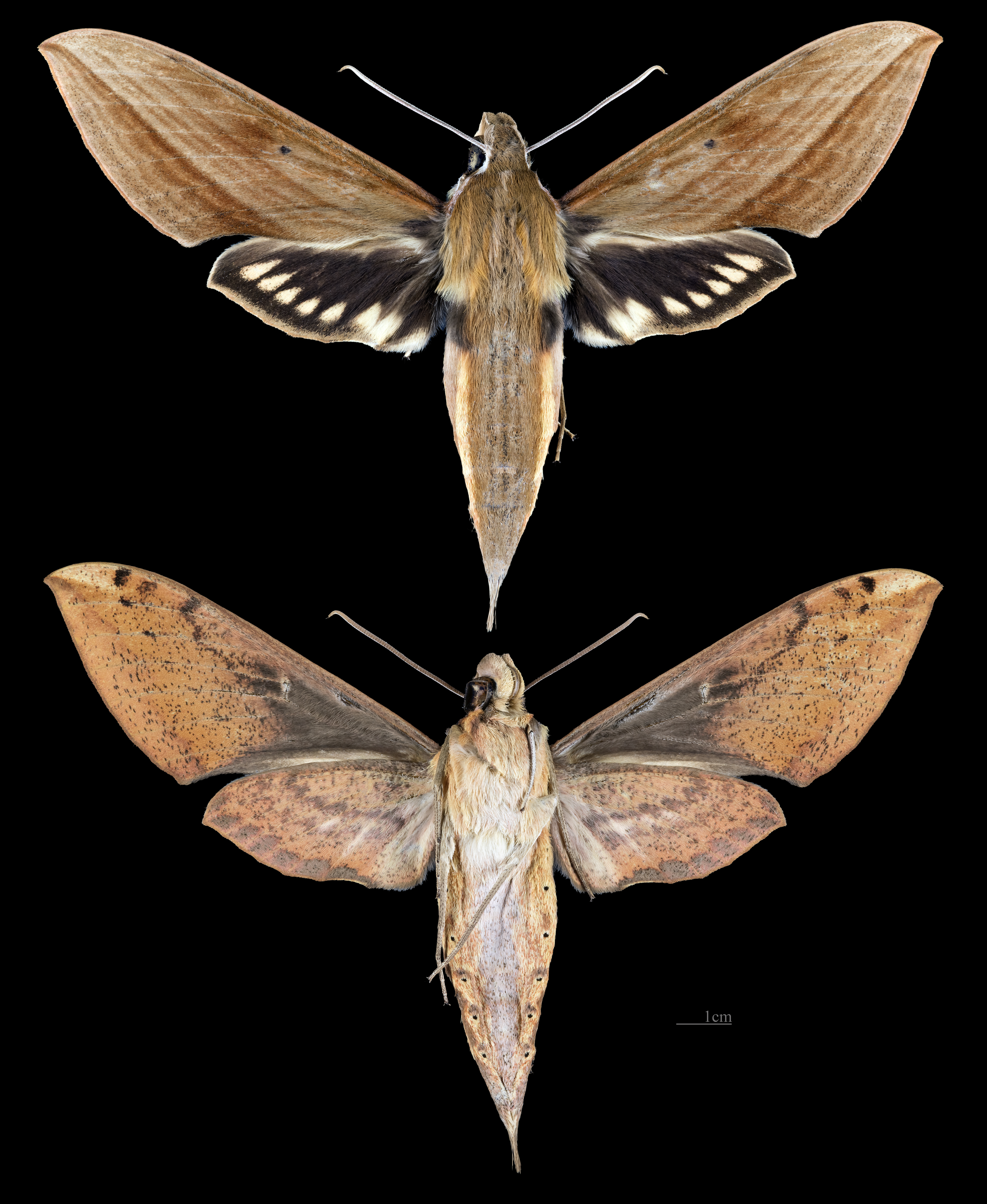
Xylophanes sarae
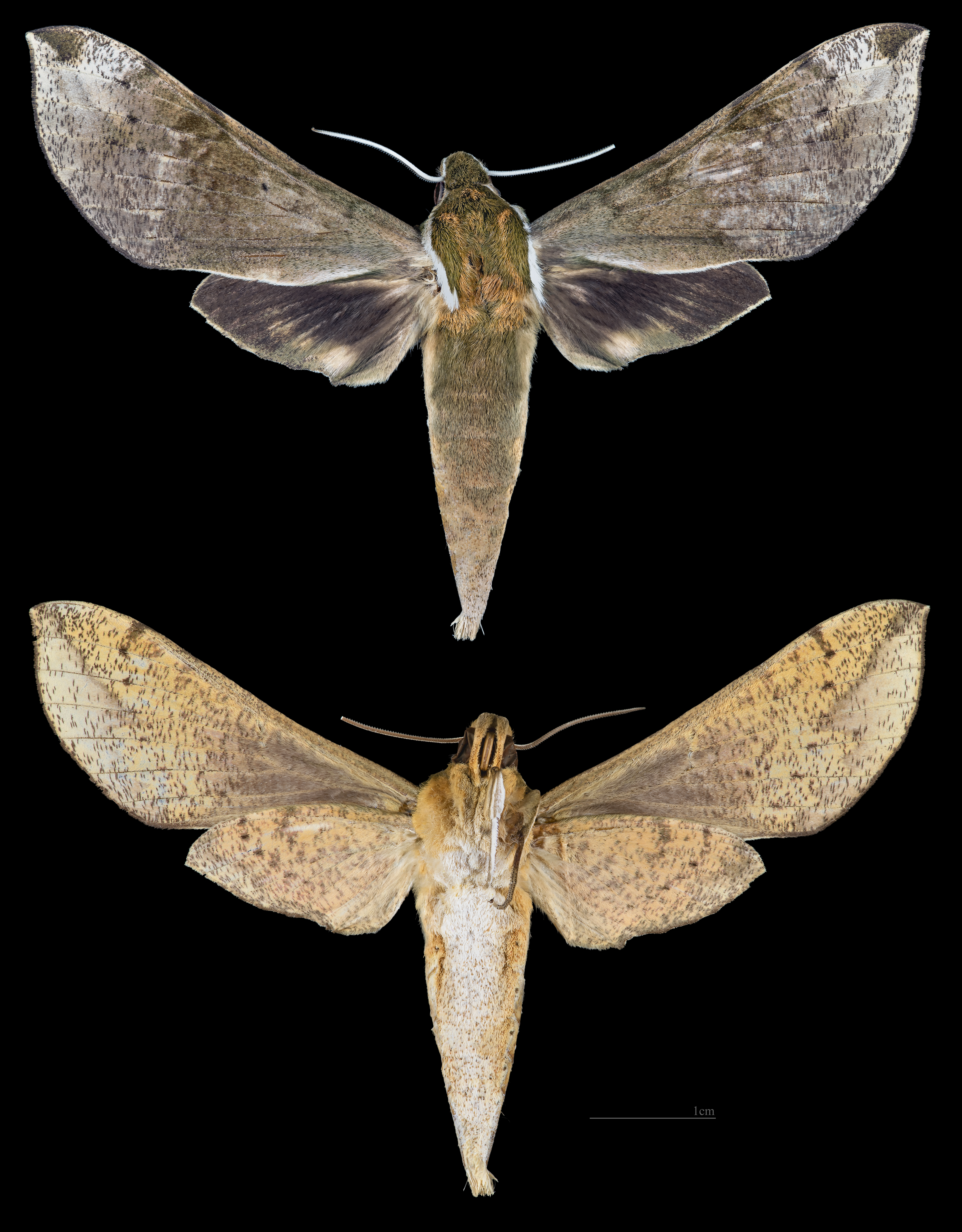
Xylophanes schausi
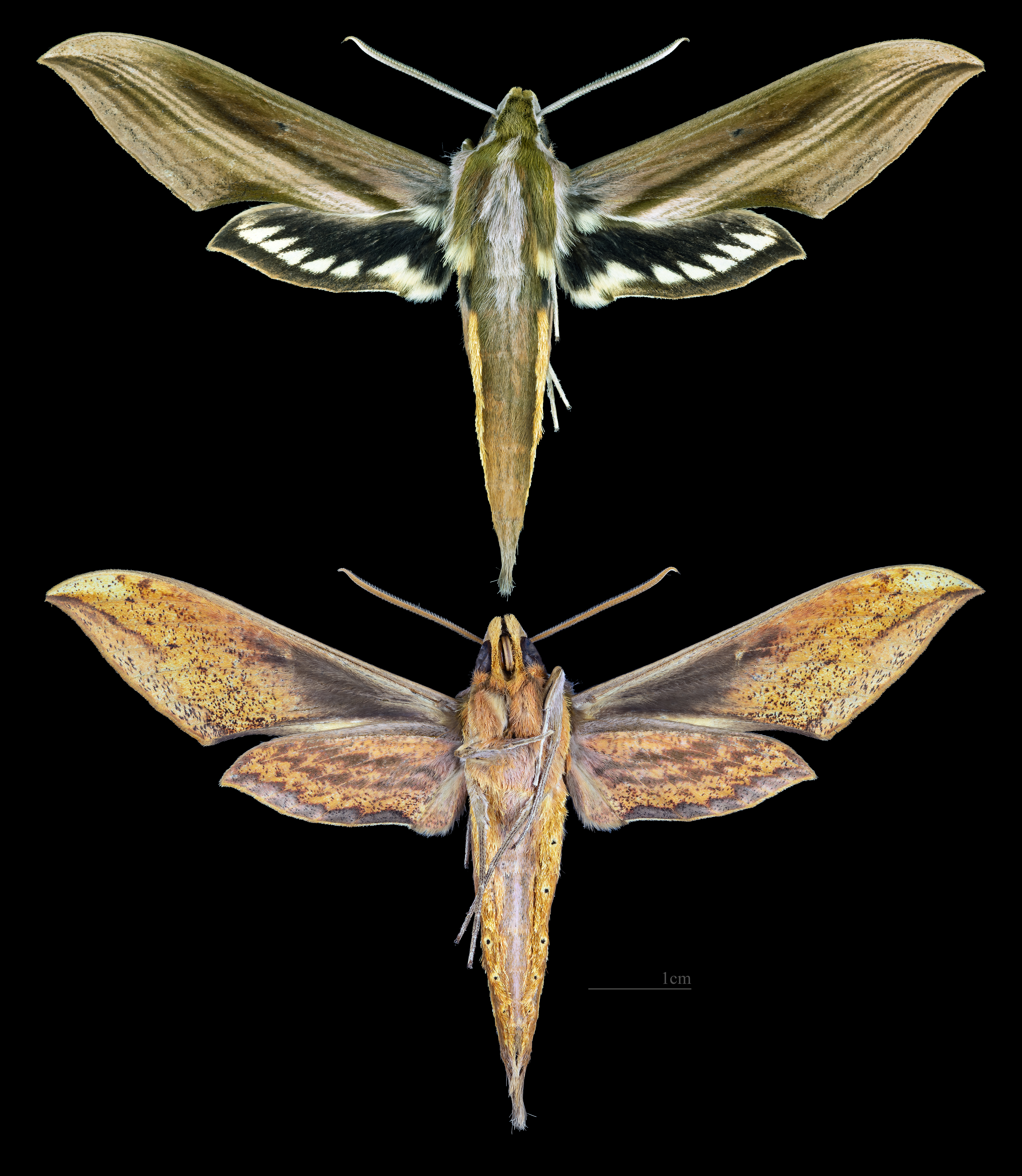
Xylophanes schreiteri
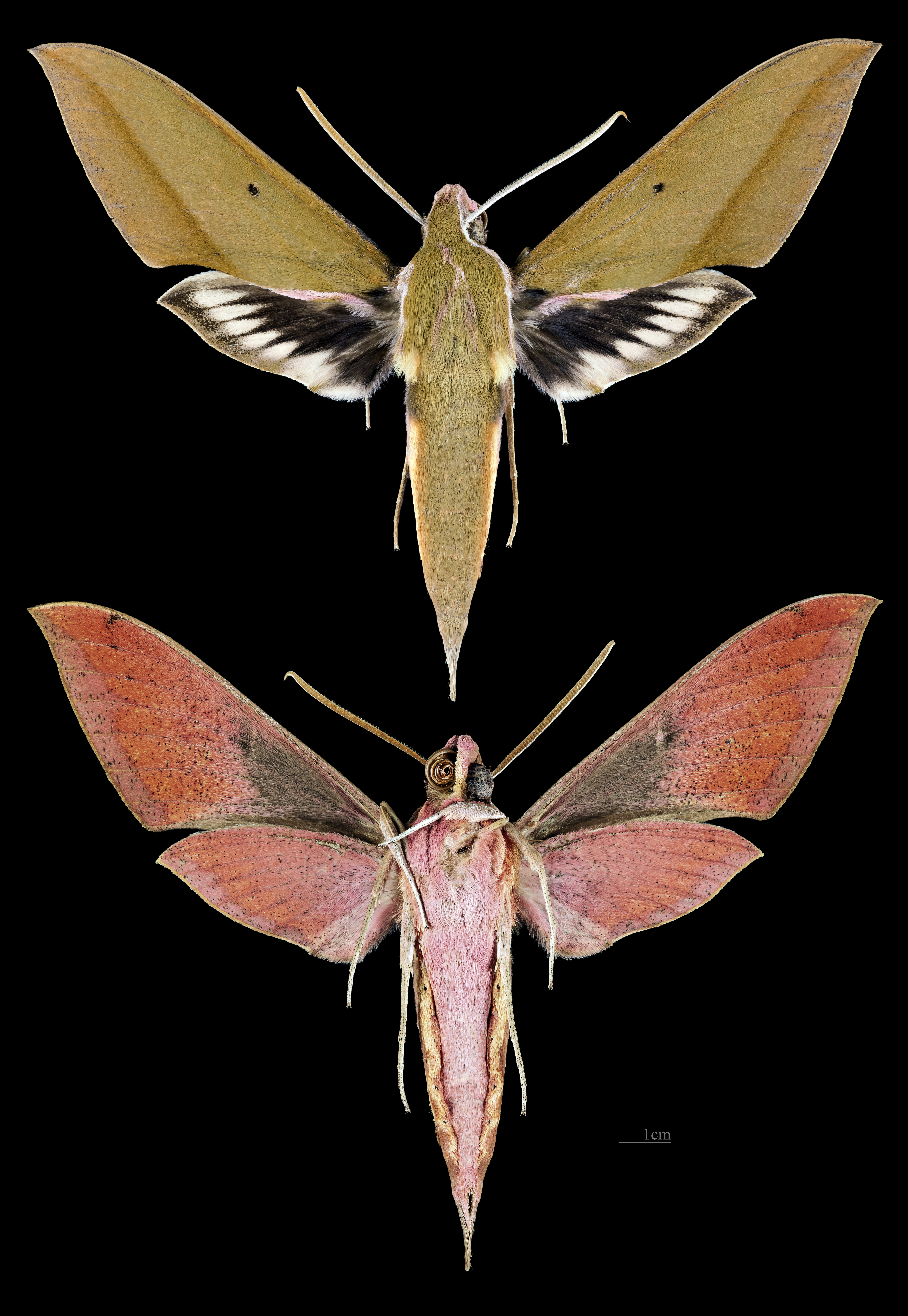
Xylophanes schwartzi
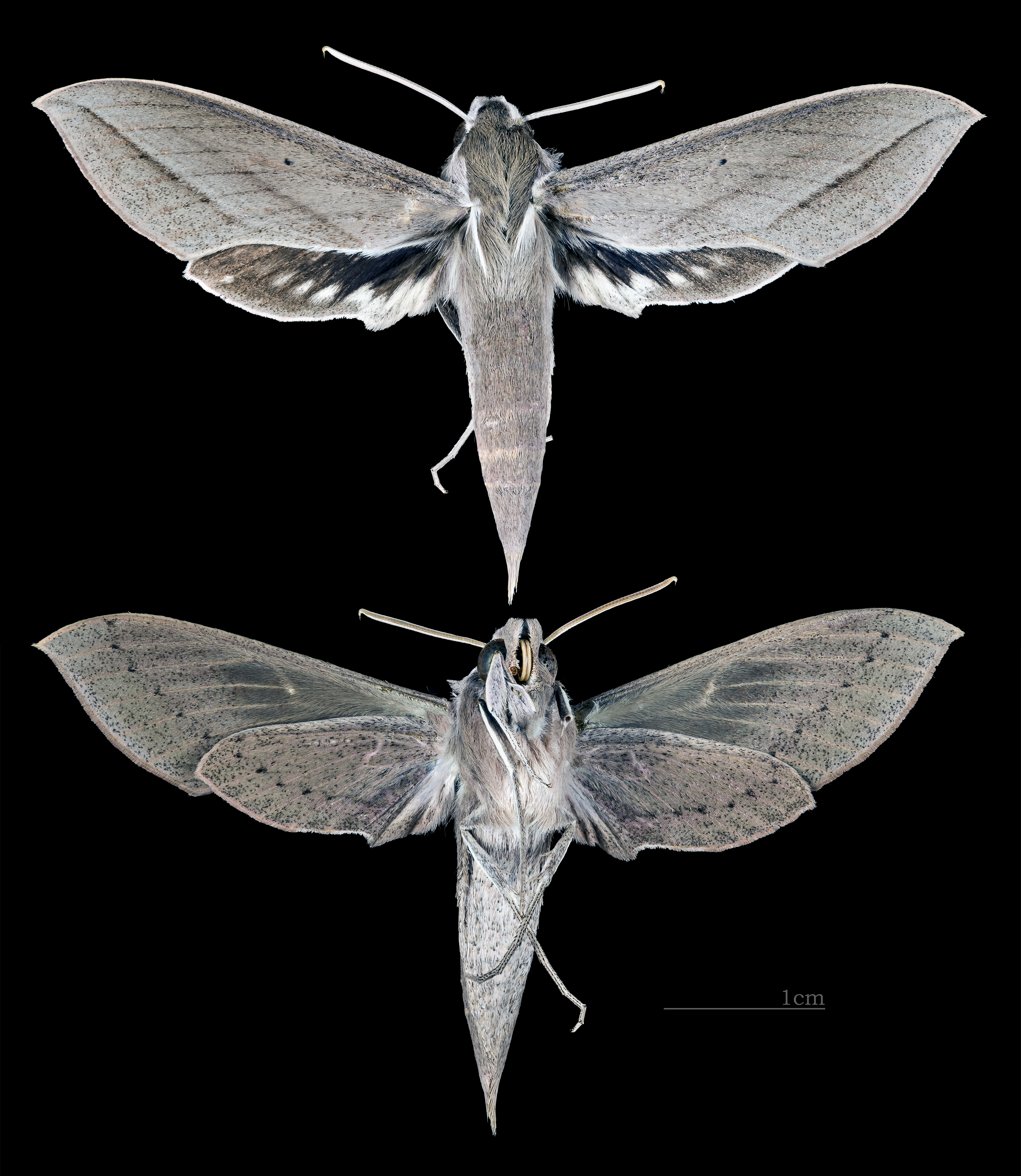
Xylophanes suana
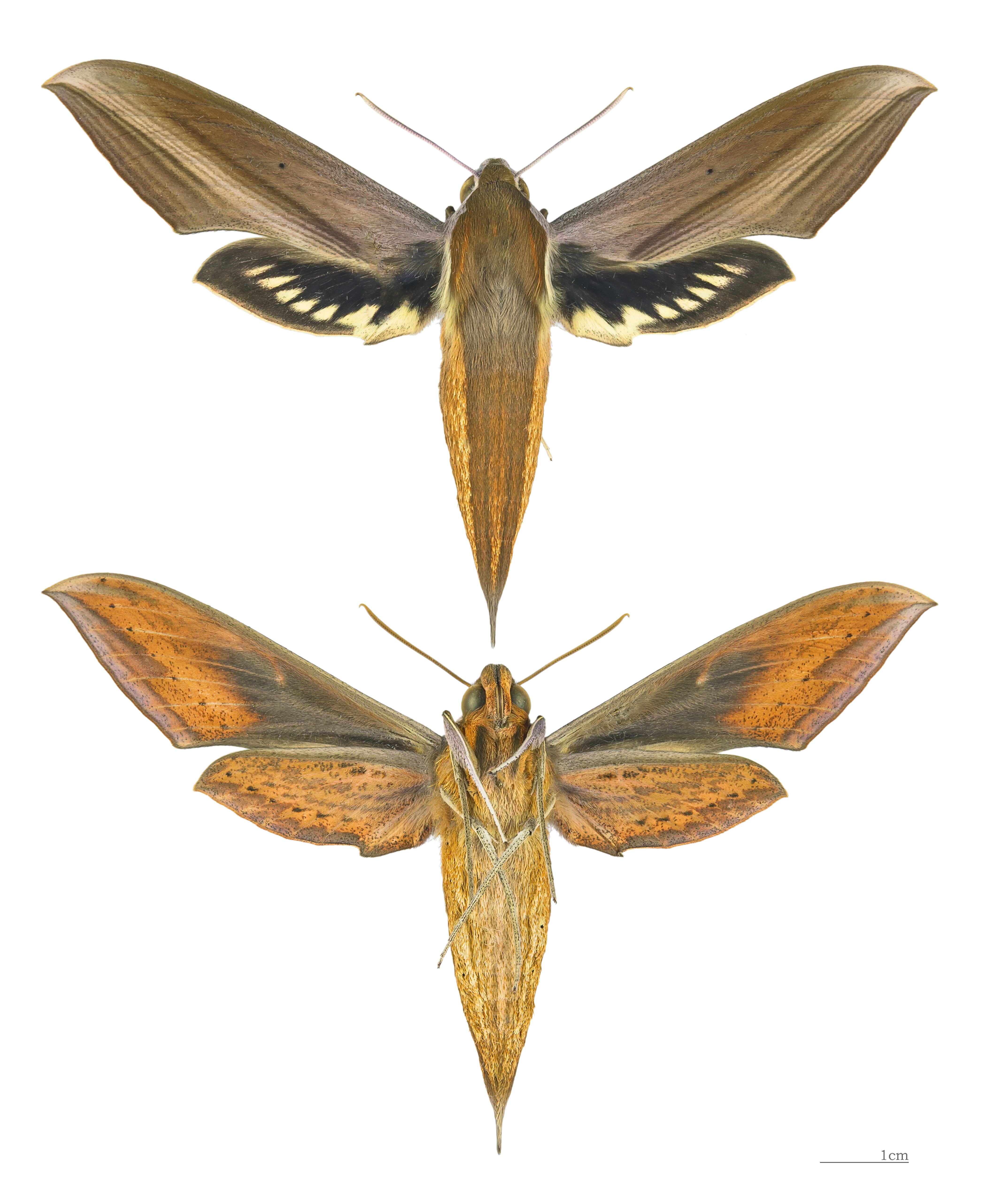
Xylophanes tersa
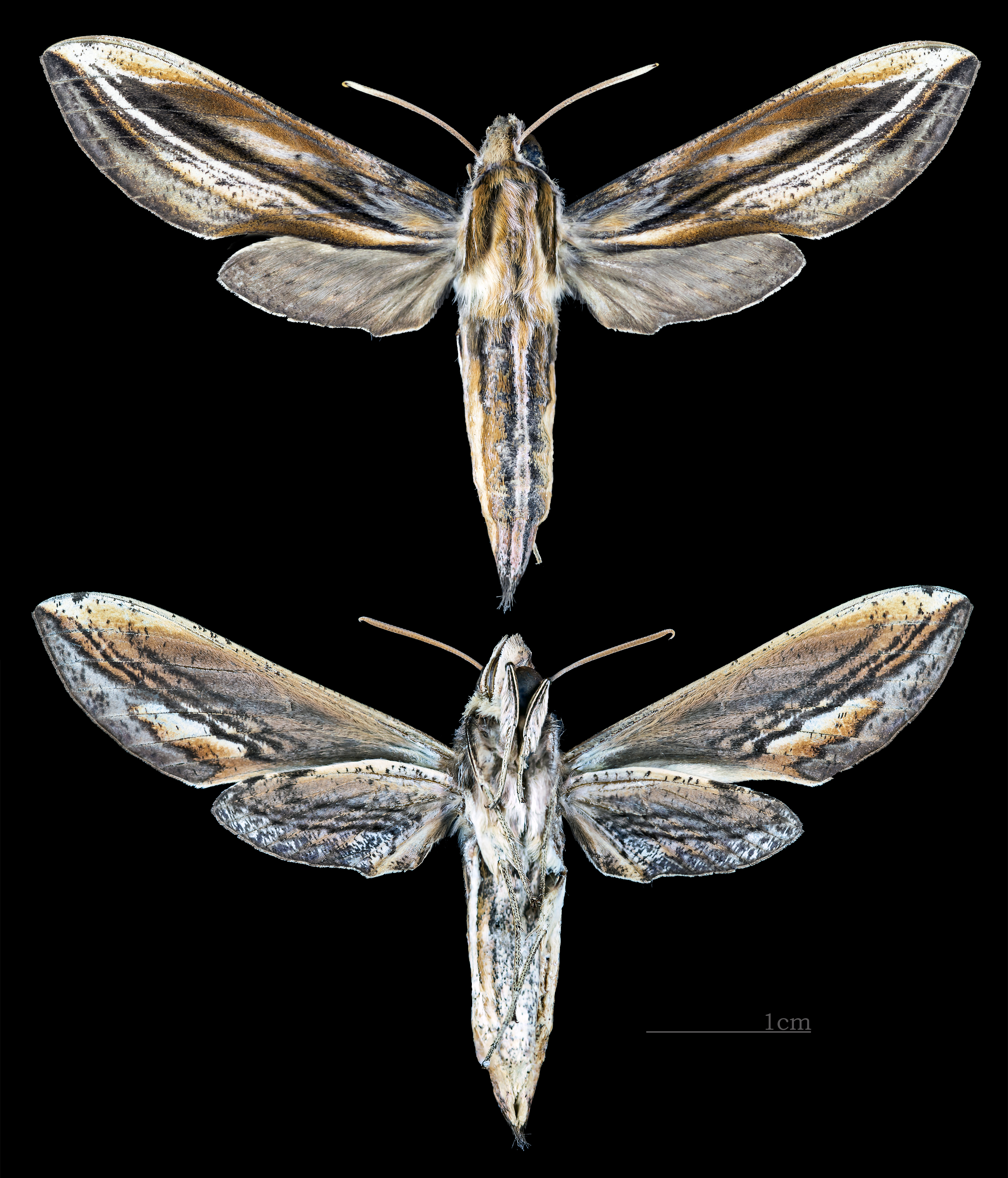
Xylophanes thyelia
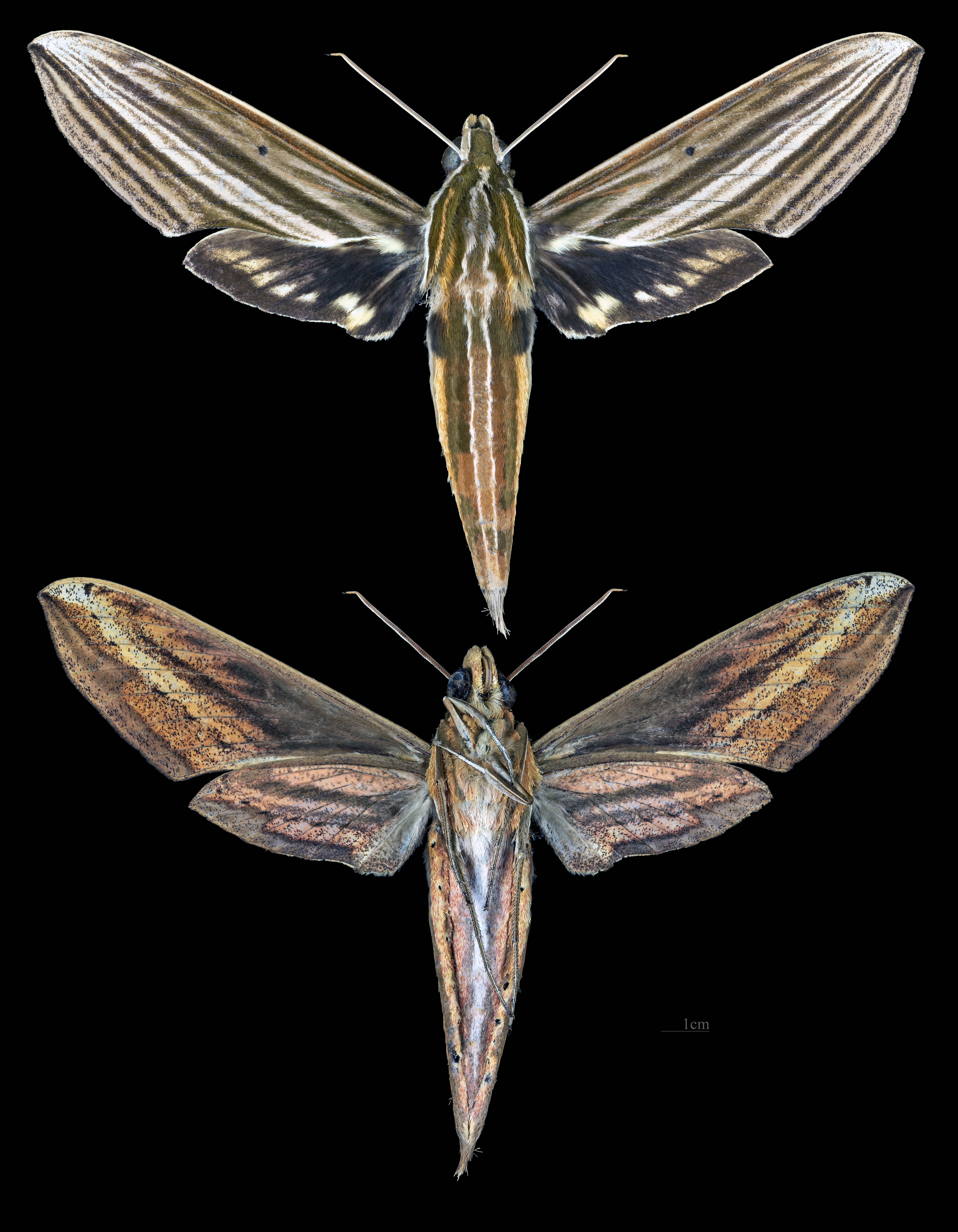
Xylophanes titana
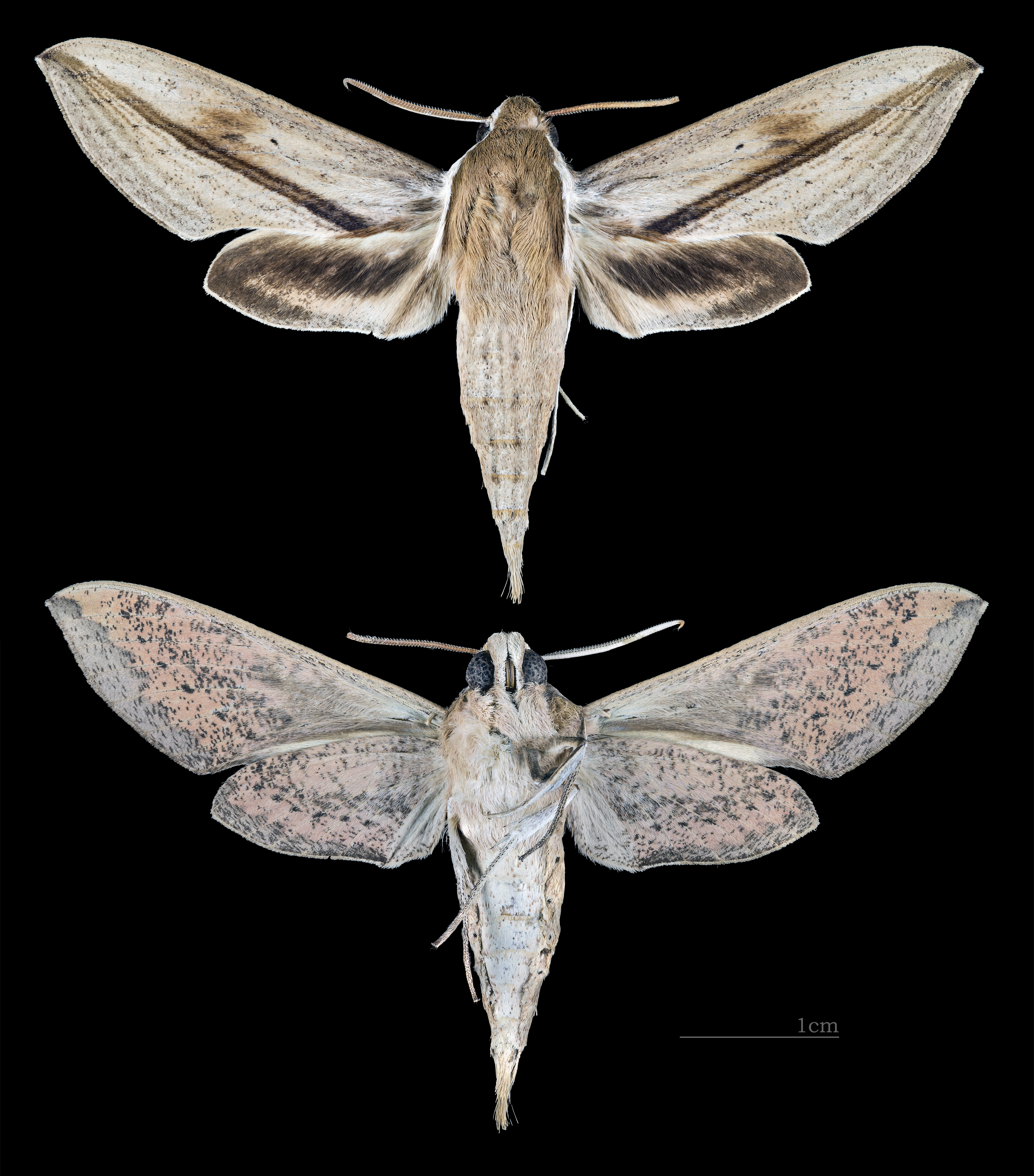
Xylophanes turbata
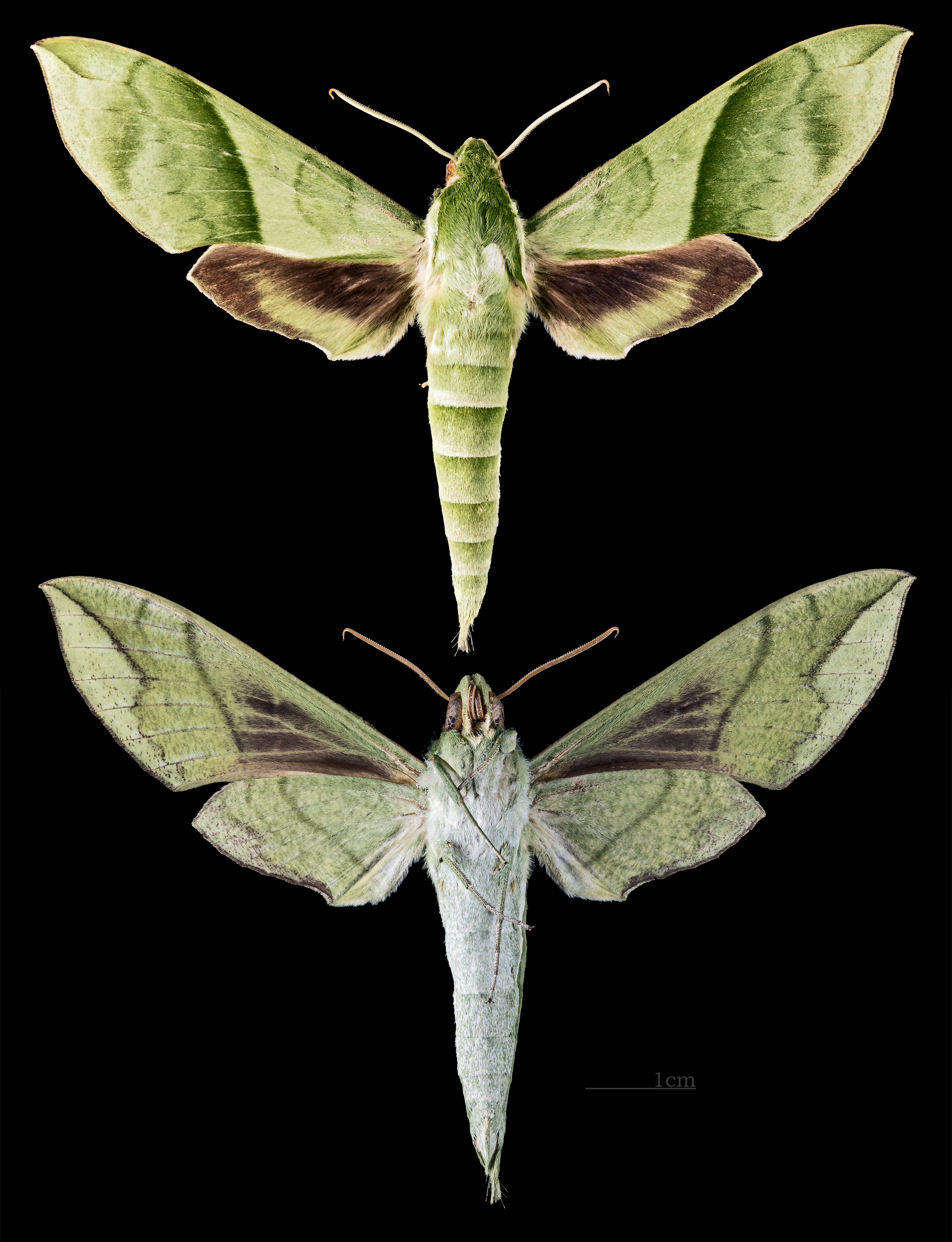
Xylophanes tyndarus
Xylophanes undata
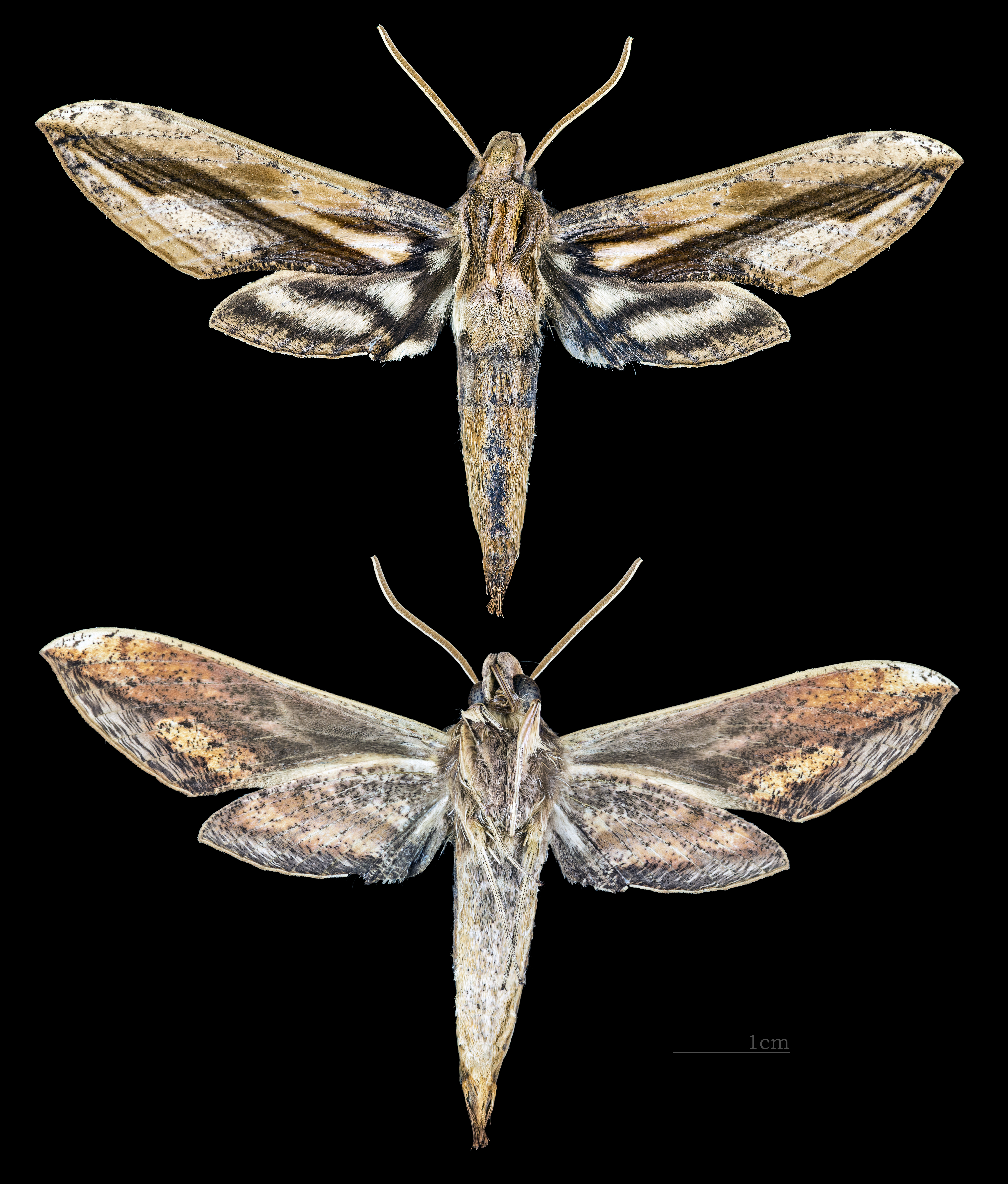
Xylophanes xylobotes
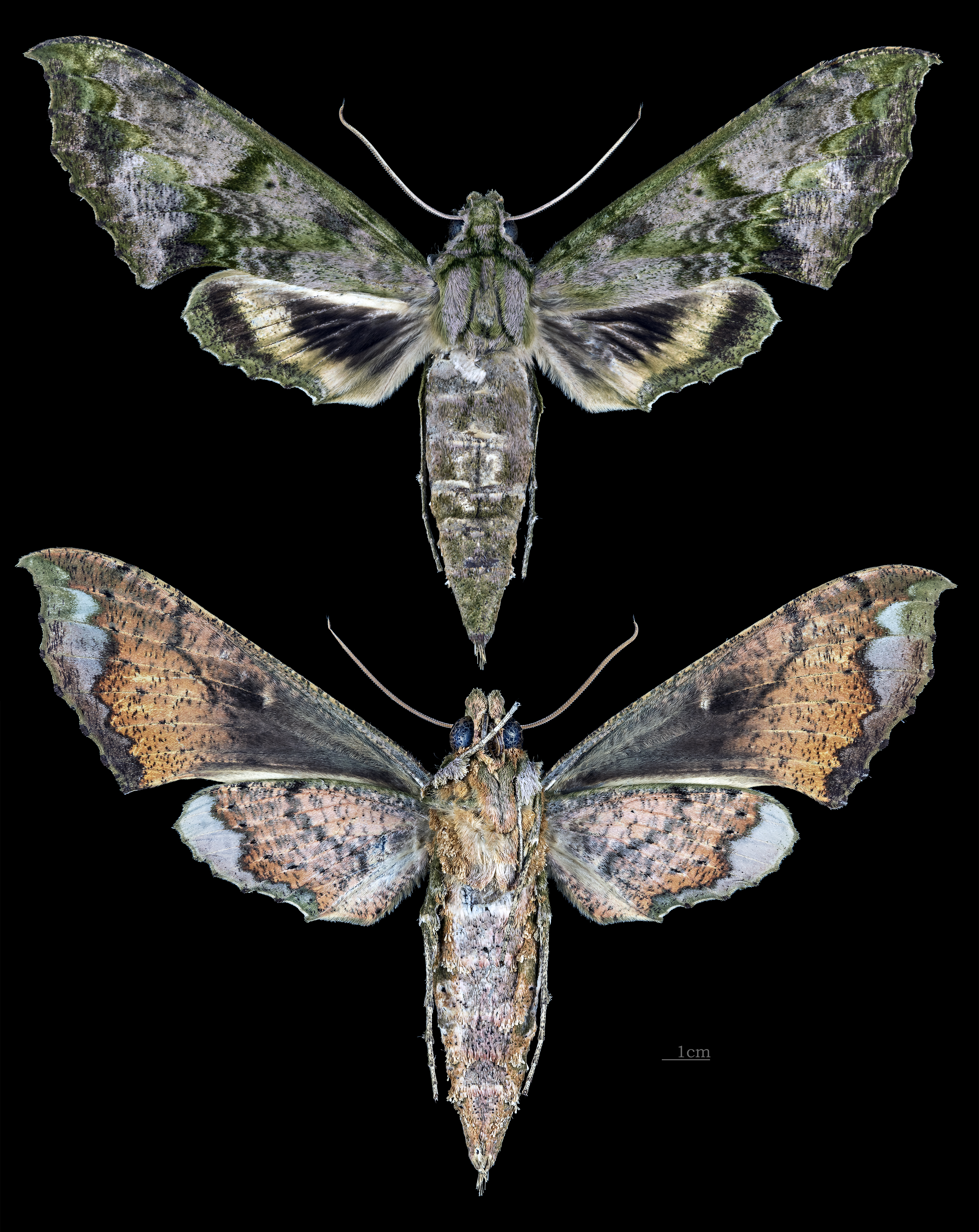
Xylophanes zurcheri